# Cadillac
Cadillac (ˈkædɨlæk) — американский производитель автомобилей класса «люкс», принадлежащий General Motors. До 2018 года автомобили Cadillac находились на вершине рынка автомобилей премиум-класса в Соединённых Штатах. Основными рынками сбыта являются США, Канада и Китай. Автомобили Cadillac продаются в 34 странах мира.
«Cadillac» был основан в 1902 году, его основатель, Генри М. Лиланд, главный механик и предприниматель, назвал компанию в честь основателя  Детройта — Антуана де Ламот-Кадильяка. С 1909 года автомобильная марка «Cadillac» принадлежит «General Motors». В течение шести лет до этого марка заложила основы современного массового производства автомобилей, продемонстрировав полную взаимозаменяемость и точность деталей и зарекомендовав себя самой первой маркой американских машин высшего класса. «Cadillac» разработал много автомобильных устройств и приспособлений, включая полный электропривод, синхронизированную ручную коробку передач и стальную крышу. Под маркой «Cadillac» было разработано три двигателя, один из которых (двигатель V8) задал стандарт для американской автопромышленности. Как результат этого, «Cadillac» стал первой американской машиной, выигравшей престижную гонку на приз Томаса Дьюара Королевского автомобильного клуба Великобритании и выдвинул лозунг «Стандарт для всего мира».
В настоящее время «Cadillac» — второй по старшинству американский производитель автомобилей после «Buick» и одна из старейших автомобильных марок в мире (120 лет). В зависимости от критериев оценки, «Cadillac», возможно, старше, чем «Buick»; тем не менее, после ликвидации «Олдсмобиля», «Buick» часто называется старейшим из оставшихся производителей в США. В основном его продукция продаётся в США и Канаде. «Cadillac» в настоящее время использует лозунг: «Жизнь, свобода и стремление», в связи с неотъемлемыми правами, упомянутыми в Декларации независимости США.

## История развития

### Основание компании

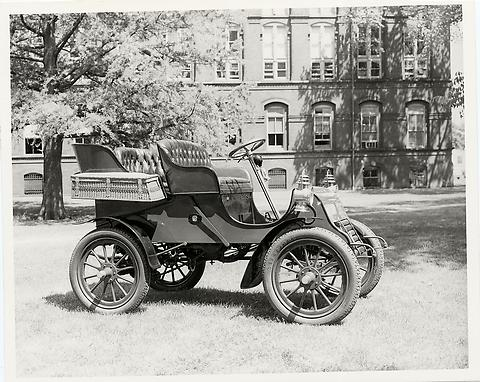
Cadillac Tonneau, 1903 г.

Основателями фирмы «Кадиллак» были инженер по точным машинам Генри Лиланд и предприниматель Уильям Мерфи.
В 1902 году Генри Форд и несколько его ключевых партнёров покинули основанную ими автомобильную компанию. Оставшиеся в компании финансисты Уильям Мерфи и Лемюэль Боуэн обратились к инженеру Генри М. Лиланду из фирмы «Лиланд и Фолкнер», чтобы оценить завод и оборудование перед продажей. Вместо этого Лиланд убедил их продолжить автомобильный бизнес, используя одноцилиндровый двигатель собственной разработки.
Генри Лиланд работал механиком в оружейном арсенале в Спрингфилде во время Гражданской Войны, потом — механиком-конструктором на заводе «Браун и Шарп» (Browne & Sharpe). После переезда завода в Детройт предприниматель основал компанию «Лиланд и Фолкнер» (Leland and Faulconer), которая занималась литьём и штамповкой металла, производила автомобильные двигатели и элементы шасси.
С уходом Форда потребовалось изменить название фирмы, и 22 августа 1902 года компания была переименована в «Автомобильную компанию Кадиллак» (Cadillac Motor Car Company) в честь французского исследователя и колониального администратора XVII столетия Антуана Ломе де Ла Мот-Кадильяка, в 1701 году основавшего Детройт.

### Первые автомобили
|  |  |  |

Первый автомобиль марки Кадиллак был закончен в октябре 1902 года и имел мощность 10 л. с. (7 кВт). Машина была практически идентична Форду модели А 1903 года. Многие источники называют дату выкатки автомобиля 17 октября, также упоминается дата 20 октября и сведения о постройке трёх машин к 16 октября. В любом случае, новый «Кадиллак» был выставлен на Нью-Йоркском автосалоне январе следующего года, где он впечатлил достаточно многих, чтобы собрать твёрдых заказов более чем на 2000 машин. В наибольшей степени продажи «Кадиллака» обеспечивались высокой точностью изготовления деталей. В 1908 году «Кадиллак» принял участие в тесте на взаимозаменяемость, проходившем в Великобритании, где он был награждён ежегодным призом Томаса Дьюара за важный вклад в развитие автомобильной промышленности.
Модель А была лишь первой удачной попыткой компании, настоящую же известность ей принесла модель D выпуска 1905 года, снабжённый четырёхцилиндровым двигателем, этот пятиместный автомобиль имел деревянный кузов и, по желанию заказчика, алюминиевую обшивку. Производства «Лиланд и Фальконер» и «Автомобильной компании Кадиллак» объединились в 1905 году.

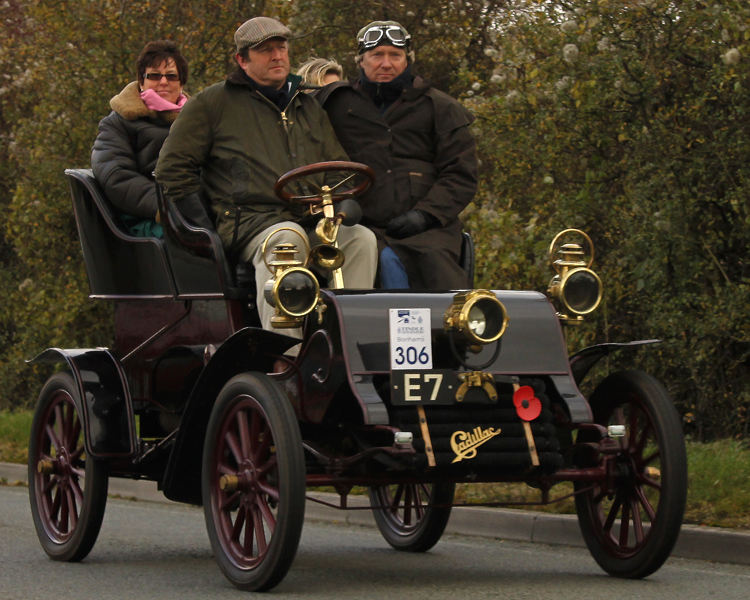
Cadillac 6 1/2HP Tonneau 1903
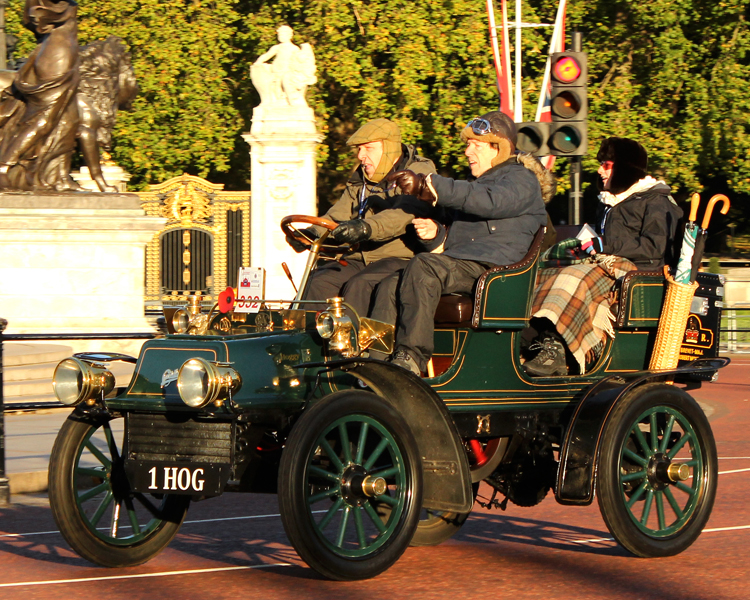
Cadillac 8 1/4HP Surrey 1904
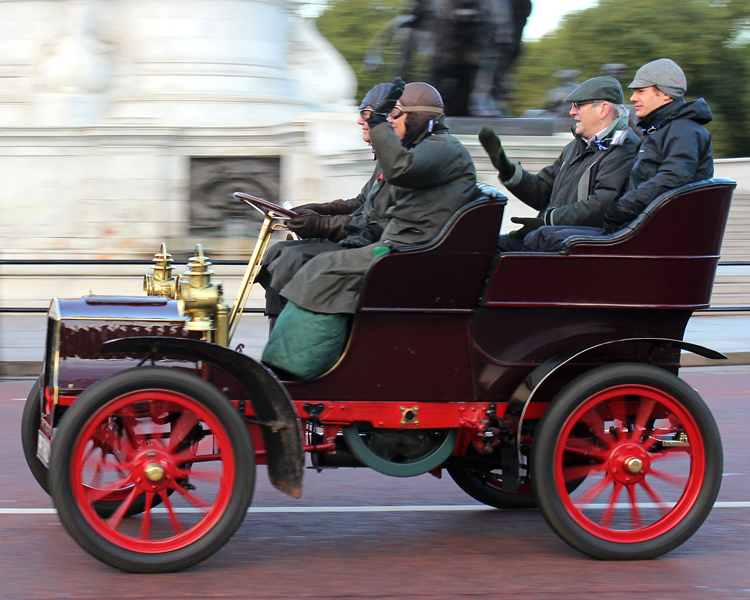
Cadillac 10HP Tonneau 1904
Cadillac 6 1/2HP Rear-entrancetonneau 1904
Cadillac 8 1/4HP Detachable-toplimousine 1904
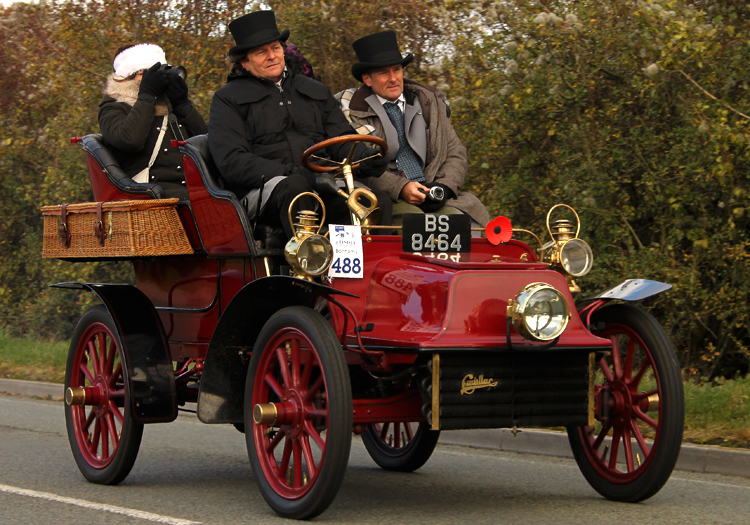
Cadillac 8 1/4HP Tonneau 1904
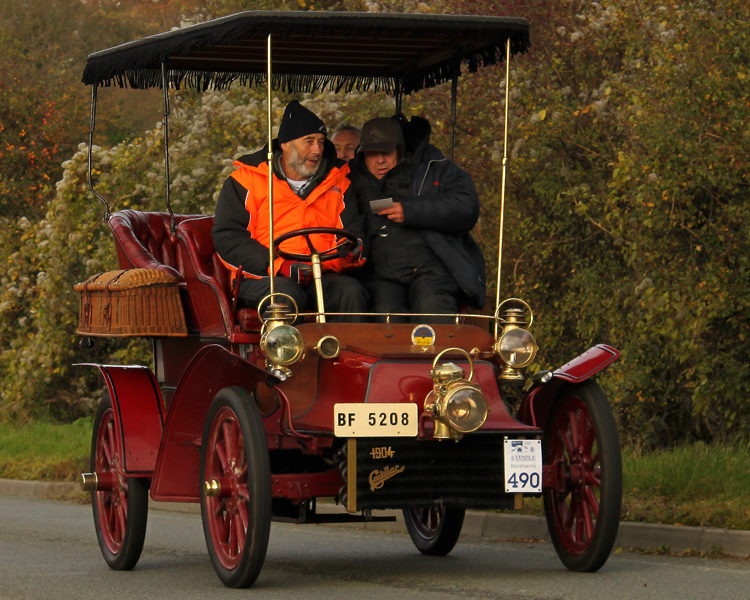
Cadillac 8 1/4HP Tonneau 1904
Cadillac 8 1/2HP Tonneau 1904
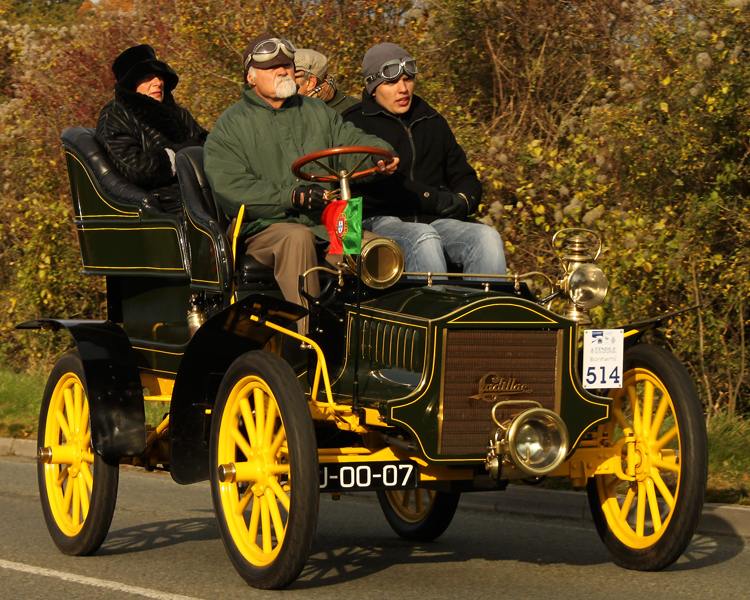
Cadillac 10HP Tonneau 1904
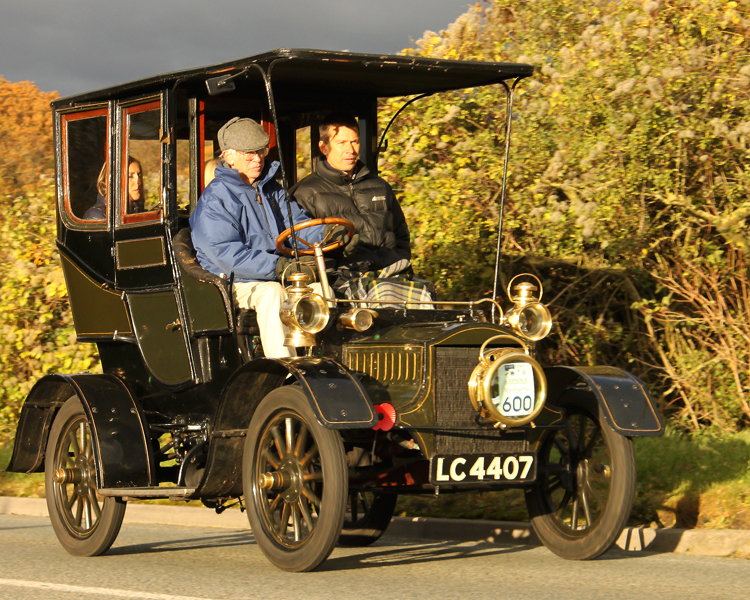
Cadillac 9HP Limousine

### В составе General Motors
29 июля 1909 года компания Дженерал Моторс приобрела «Кадиллак» за 5 969 200 долларов. Президент GM Вильям Дюран попросил Лиланда остаться управляющим и управлять компанией как своей собственной. «Кадиллак» стал премиальным брэндом компании, занимаясь производством больших машин класса «люкс». Также автомобили использовались GM как «коммерческие шасси» специализированных авто, таких как лимузины, санитарные машины, катафалки, цветочные автомобили похоронных бюро, из которых последние три категории изготавливались на заказ кузовными компаниями. На своём заводе «Кадиллак» не производил никаких автомобилей подобного назначения.

### Вклад в развитие автомобилестроения

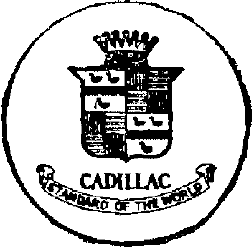
Торговый знак «Кадиллак» 1921 г.

С самых ранних лет своего существования компания стремилась к высокоточной разработке и элегантной отделке своих автомобилей. В 1908 году важным новшеством стало использование взаимозаменяемых частей. «Кадиллак» был первым производителем, запустившим в серию полностью закрытый автомобиль такси в 1910 году, а в 1912 году стал пионером в использовании единой электрической системы, включавшей стартер, зажигание и освещение. В 1928 году Кадиллак представил первую синхронизированную ручную механическую коробку переключения передач, использующую шестерни с постоянным зацеплением.
«Кадиллак» был первым автомобилем, на который был установлен автомобильный кондиционер, который имел мощность охлаждения 370 Вт, и был создан фирмой «С & С Kelvinator Co» .

#### Дизайн кузова
В 1927 году компания представила кузов дизайнерской разработки для новой модели LaSalle, ранее кузова проектировались конструкторами. С 1926 года стали устанавливаться лобовые стекла типа триплекс. Также «Кадиллак» представил первую стальную крышу на пассажирском автомобиле. Ранее автомобильные крыши изготавливались из дерева.
В 1948 году задние крылья кузова были дополнены декоративными «плавниками», определившие дизайн кузовов легковых автомобилей 1950-х–1960-х годов. В модели Cadillac Eldorado Brougham 1957 года была предложена функция «сиденья с памятью» (англ. memory seat), позволявшая запоминать и вызывать настройки положения сиденья для разных водителей. В 1964 году была представлена первая полностью автоматизированная система обогрева/кондиционирования, позволявшая водителю установить желаемую температуру, поддерживаемую «климат-контролем». С конца 1960-х годов «Кадиллак» предлагал оптоволоконную систему предупреждения водителя об отказе электроламп. C 1974 года компания начала устанавливать подушки безопасности.

#### Двигателестроение
Первым относительно массовым автомобилем с V8 двигателем стал Кадиллак модели 1914 года. Двигатель имел объём 5429 см³ и был нижнеклапанным, в первый же год было выпущено порядка 13 тысяч машин с этим двигателем.
В 1915 году фирма представила двигатель V8 с развалом цилиндров 90° мощностью 70 л. с. (52 кВт) при 2400 об./мин и крутящим моментом 240 Н·м, что позволило её автомобилям достичь скорости 105 км/ч. Это было больше, чем позволяло качество дорог в то время. В 1918 году «Кадиллак» впервые внедрил двухплоскостной коленчатый вал для двигателей V8. В 1930 году «Кадиллак» разработал первый двигатель V16 с верхними клапанами, разнесёнными под 45°, объёмом 7,41 литра и мощностью 165 л. с. (123 кВт), один из самых мощных и тихих двигателей в Соединённых Штатах. Разработка и внедрение двигателей V8, V16 и V12 помогли сделать «Кадиллак» «Стандартом для всего мира».
Разработанная в 1949 году модель двигателя V8 с верхним расположением клапанов установила стандарт для всей американской автомобильной промышленности.
|  |  |  |

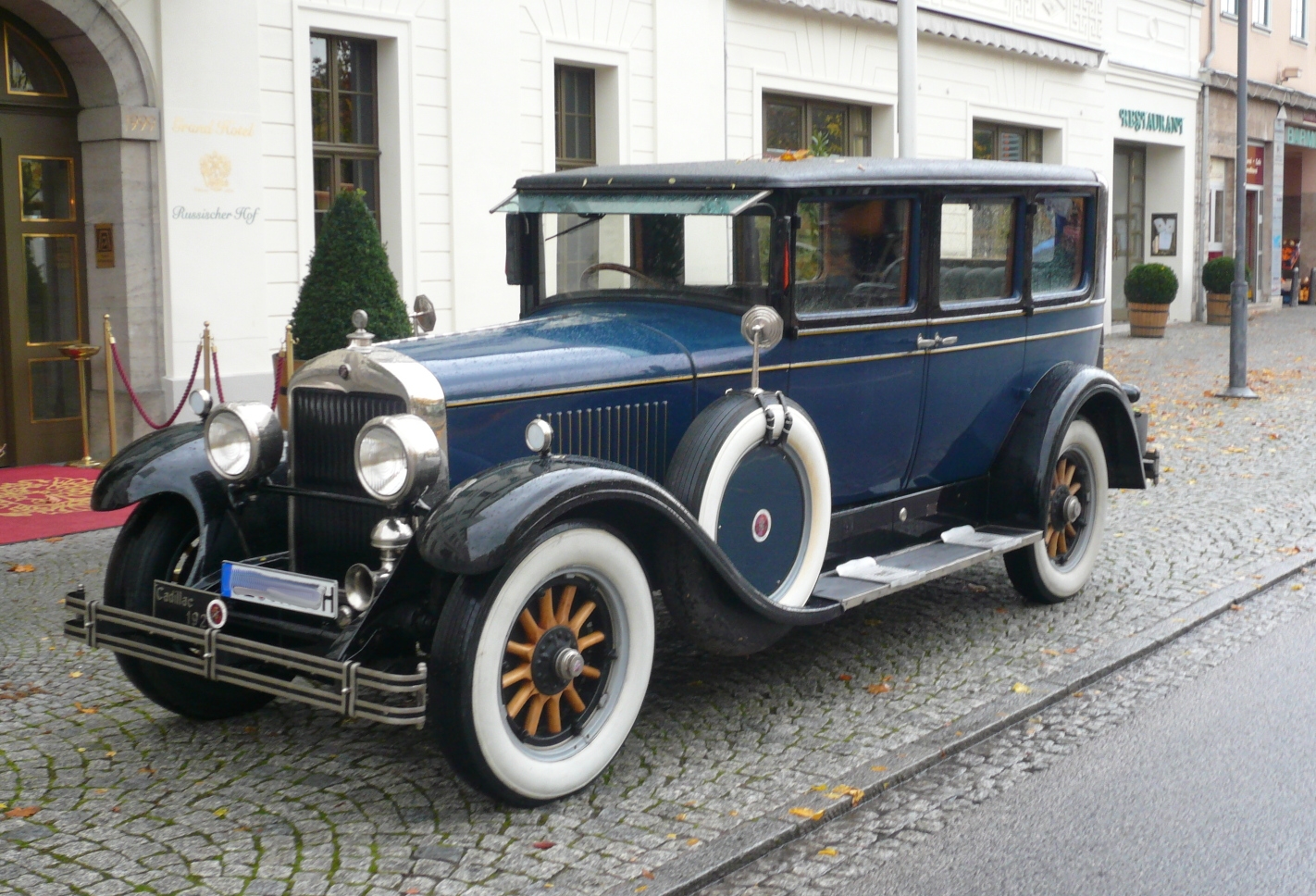
Cadillac Series 314 «Tourer» Sedan, 1926 г.

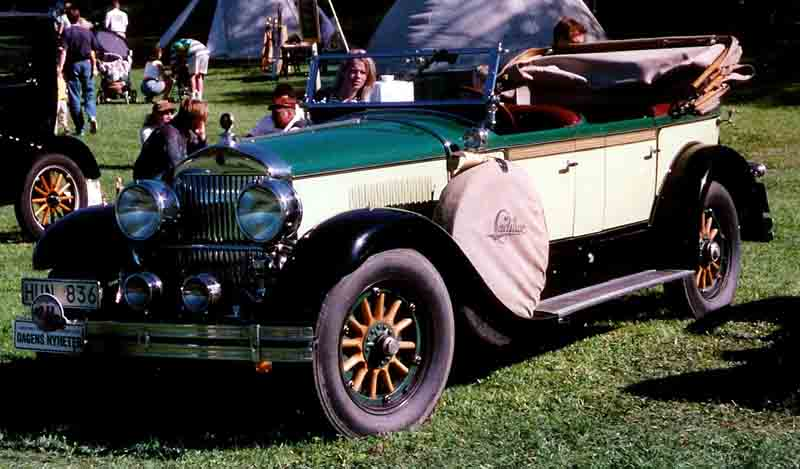
Cadillac Series 314 «Tourer», 1927 г.

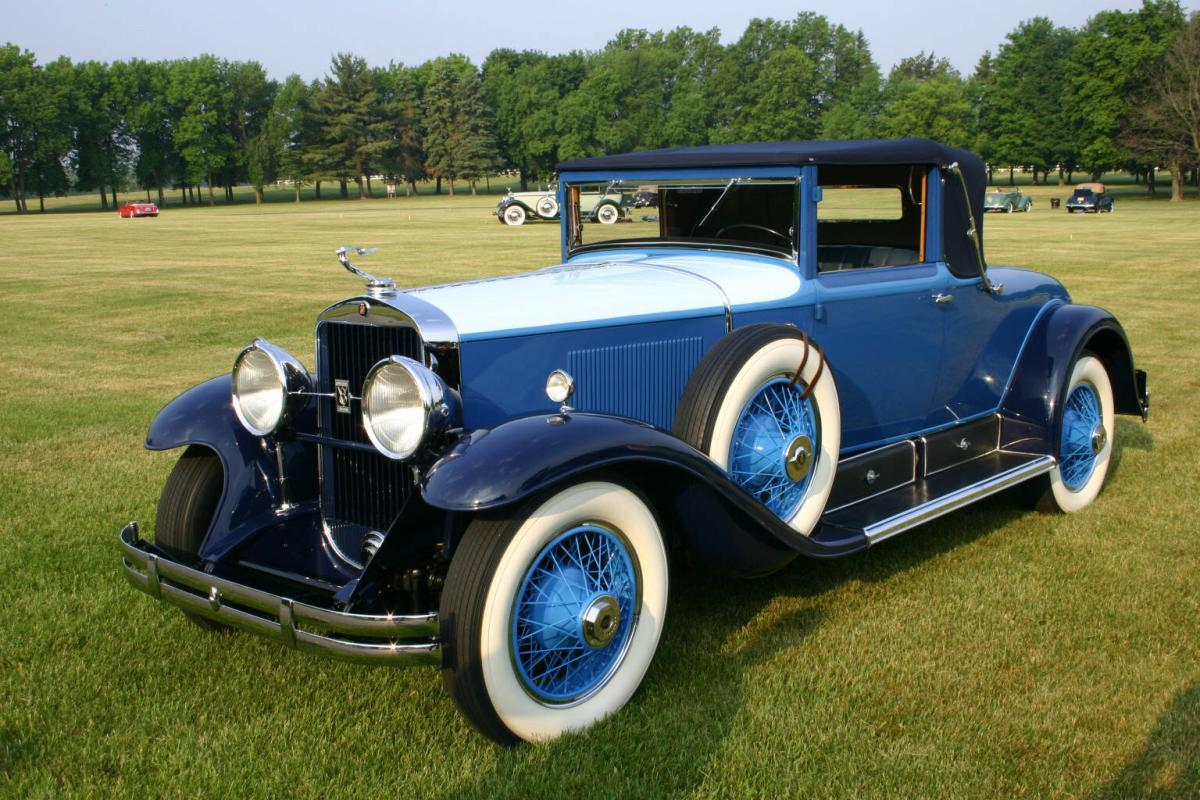
1929 Cadillac

В июле 1917 года армия США, которой требовался надёжный штабной автомобиль, после всесторонних испытаний на границе с Мексикой выбрала Кадиллак Тип 55 модели «Туринг» (Cadillac Type 55 Touring Model). Во время Первой Мировой войны для использования во Франции офицерами американских экспедиционных сил было поставлено 2350 машин.
В 1922 году количество выпускаемых компанией автомобилей превысило двадцать тысяч в год. Частично таким успешным продажам компания обязана новой модели Type 61, оснащённой дворниками и зеркалом заднего вида в стандартной комплектации.
Автомобили Cadillac периода до Второй Мировой войны были хорошо построенными, мощными, массовыми автомобилями класса «люкс», нацеленными на верхний сегмент рынка. В 1930-х годах «Кадиллак» добавила в свой модельный ряд автомобили с двигателями V12 и V16, многие из которых оснащались кузовами, сделанными по особому заказу; эти двигатели были примечательны тем, что могли обеспечивать сочетание высокой мощности с низким уровнем вибраций и малой шумностью.
Новая эра в автомобильном дизайне «ревущих двадцатых» была связана с Харли Эрлом, основавшим в 1927 году первое художественно-дизайнерское отделение при автомобильной компании, названное Art and Colour Section. Первой работой Эрла в «Кадиллак» стала модель небольшого изящного автомобиля «La Salle», который представлял собой переходное звено между «Бьюиком» и «Кадиллаком», и рекламировался как автомобиль «сопутствующей марки» («companion marque» car). Автомобиль был назван в честь другого французского исследователя Рене-Робера Кавелье де Ла Саля. Эта марка производилась до 1940 года.

Именно он сделал известную всем решётку радиатора, которая и по сей день является визитной карточкой автомобилей «Кадиллак».

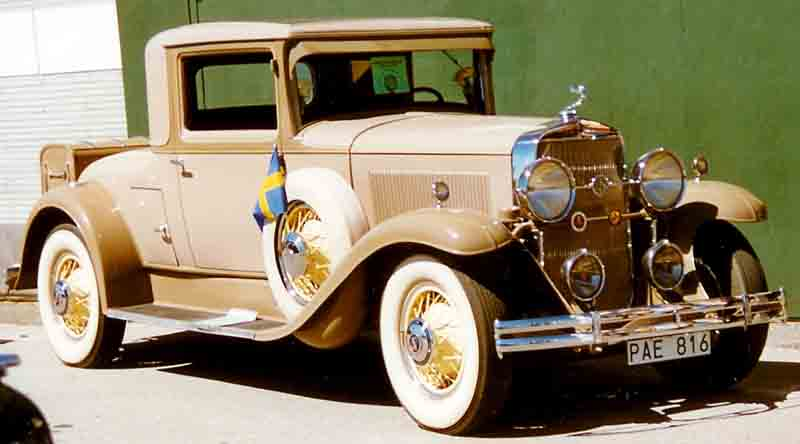
«Cadillac La Salle» 1930 года.

В 1927 году «Cadillac La Salle» стал автомобилем, открывающим гонку «Indianapolis 500». Автомобили Cadillac ещё пять раз участвовали в гонках: в 1931 году (модель 370 V12), в качестве автомобилей безопасности; в  1934 году (La Salle), в 1937 году (La Salle),  в 1973 году (Eldorado) и в 1992 году (Allante).
С 1927 по 1939 год было представлено  одиннадцать различных по стилю кузовов на двух колёсных базах под маркой La Salle, а также четыре проекта Fleetwood на 125-дюймовой (3175 мм) базе.
|  |  |  |

### Великая депрессия
|  |  |  |

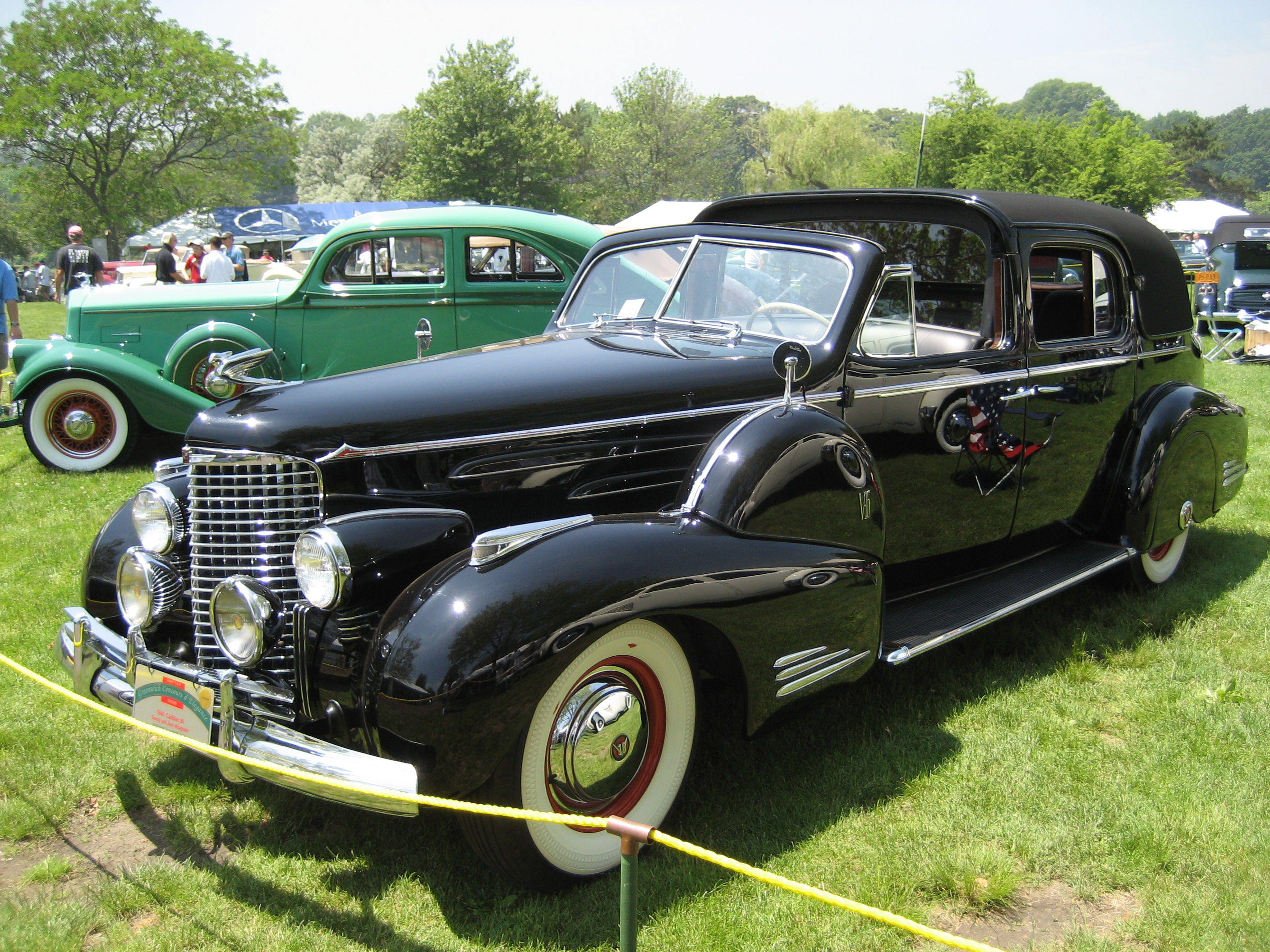
Cadillac 90, 1940 г.

Великая депрессия сильно ударила по автомобильной индустрии США, но премиальный сегмент пострадал особенно. С 1928 года по 1932-й продажи компании упали на 84 %. Ситуацию обостряла расовая сегрегация в отношении чернокожих клиентов. Президент General Motors Альфред Слоан создал комитет, чтобы рассмотреть прекращение существовании марки «Кадиллак». На этом собрании членов управления, президент «Кадиллак» Николас Дрейстадт услышал, что легендарный боксёр Джо Луис не мог войти в представительство фирмы, чтобы купить автомобиль, потому что он был чернокожий, и обратился к помощи белого приятеля, чтобы тот сделал для него покупку. Дрейстадт выступил перед советом директоров GM с десятиминутной речью, в которой он защищал права чернокожих потребителей, для увеличения продаж. Правление согласилось дать Дрейстадту 18 месяцев срока, чтобы получить результаты. «Кадиллак» сумел пережить Великую Депрессию, будучи частью GM. К 1940 году объём продаж автомобилей повысился десятикратно по сравнению с 1934 годом. 1934 год принёс важное новшество в технологии сборочного конвейера. Генри Ф. Филлипс (Henry F. Phillips) представил на рынке винт «Phillips» с крестовым шлицем и крестовую отвёртку. Он вступил в переговоры с Дженерал Моторс и убедил группу «Кадиллак», что его новые винты ускорят время сборки и за счёт этого увеличат прибыль. «Кадиллак» был первым автомобилестроителем, использовавшим технологию Phillips, которая стала широко распространена в 1940 году. В 1936 году президент компании Николас Дрейстадт представил новую модель Cadillac 60, которая стала родоначальником семейства автомобилей «начального уровня», которые должны были стать более доступными. Но важнее было то, что в 1938 году 24-летний Билл Митчелл сконструировал Cadillаc 60 Special. Автомобиль совмещал солидный вид с простотой вождения и удобствами, позволявшими владельцу управлять им без помощи профессионального шофёра. Эта модель определила дизайнерские направления следующего десятилетия. Внутренняя марка компании «60 Special» существовала до 1993 года.
В 1941 году автомобили, построенные компанией, в основном оснащались одним  двигателем и трансмиссией.
В 1941 году на автомобили начали устанавливать автоматическую и гидромеханическую коробки передач, которую ранее применяли на «Oldsmobile», интегрированную систему кондиционирования и крышку топливного бака, спрятанную за задним левым световым сигналом.
Вторая мировая война
В феврале 1942 года компания полностью прекратила выпуск гражданских моделей и бросила все силы на помощь фронту. Уже через 55 дней с конвейера завода Clark Avenue в Детройте сошёл первый танк M5 «Стюарт». Всего на заводах «Кадиллак» в Детройте и Мичигане было произведено 1470 танков данного типа. В годы войны было также налажено производство шасси для самоходных гаубиц, лёгких танков М24 (1944 г.) и деталей для авиационного двигателя Allison V12. Генерал Дуглас МакАртур использовал в качестве служебного автомобиля Cadillac Series 75.
|  |  |  |

### Послевоенные годы

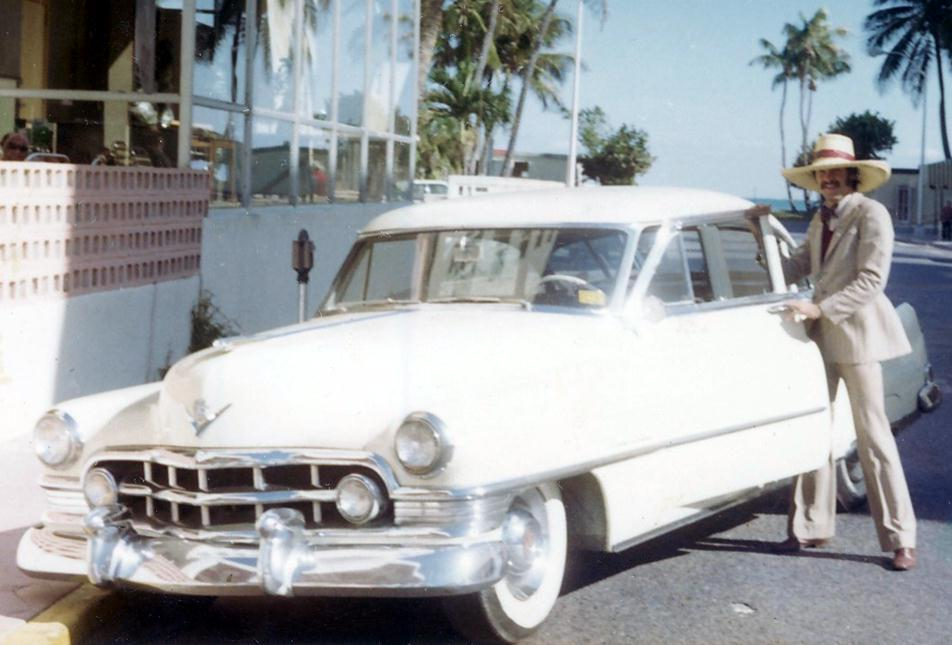
Cadillac Euphemia 1950 г..

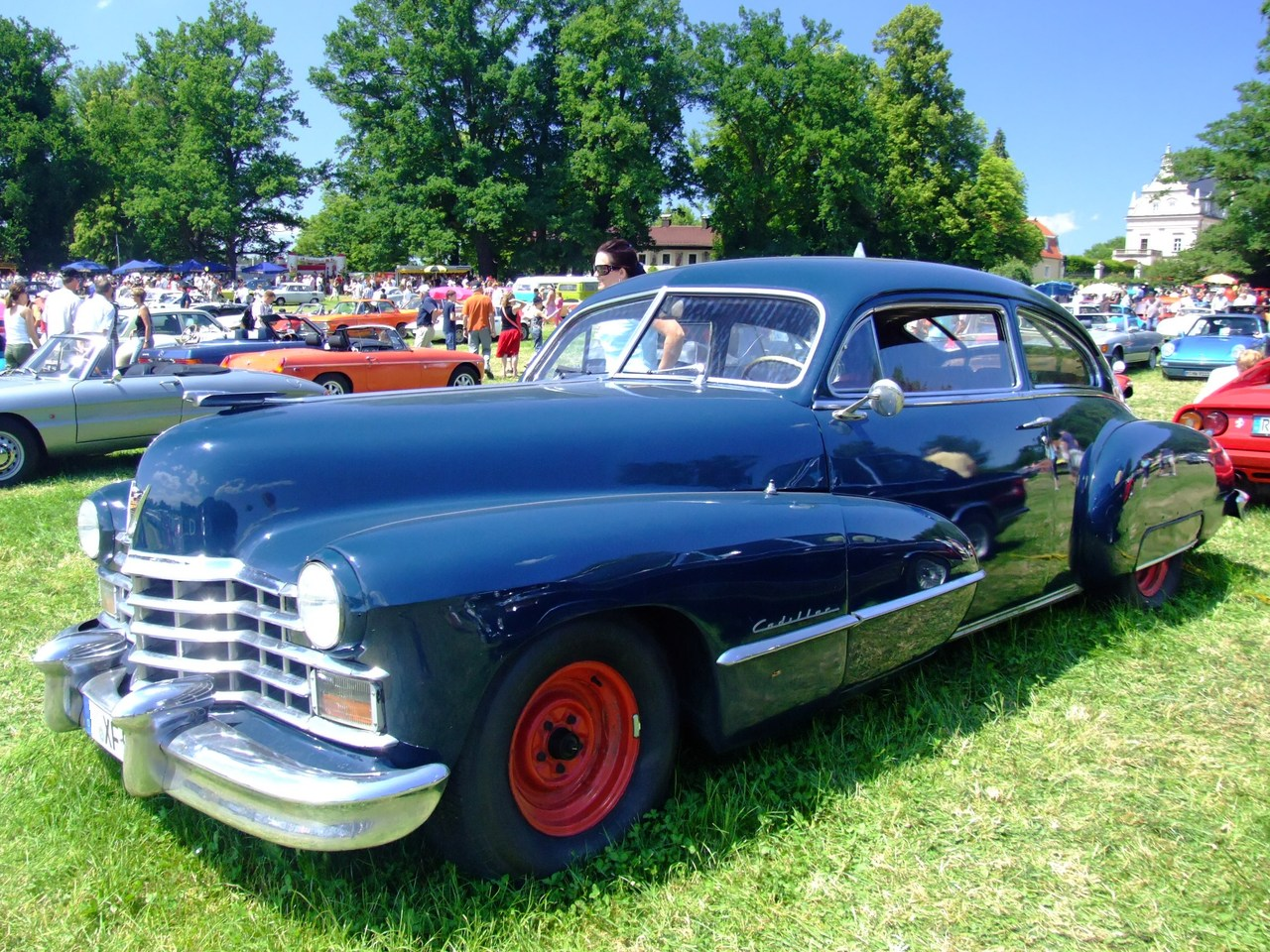
Cadillac 1947 г.

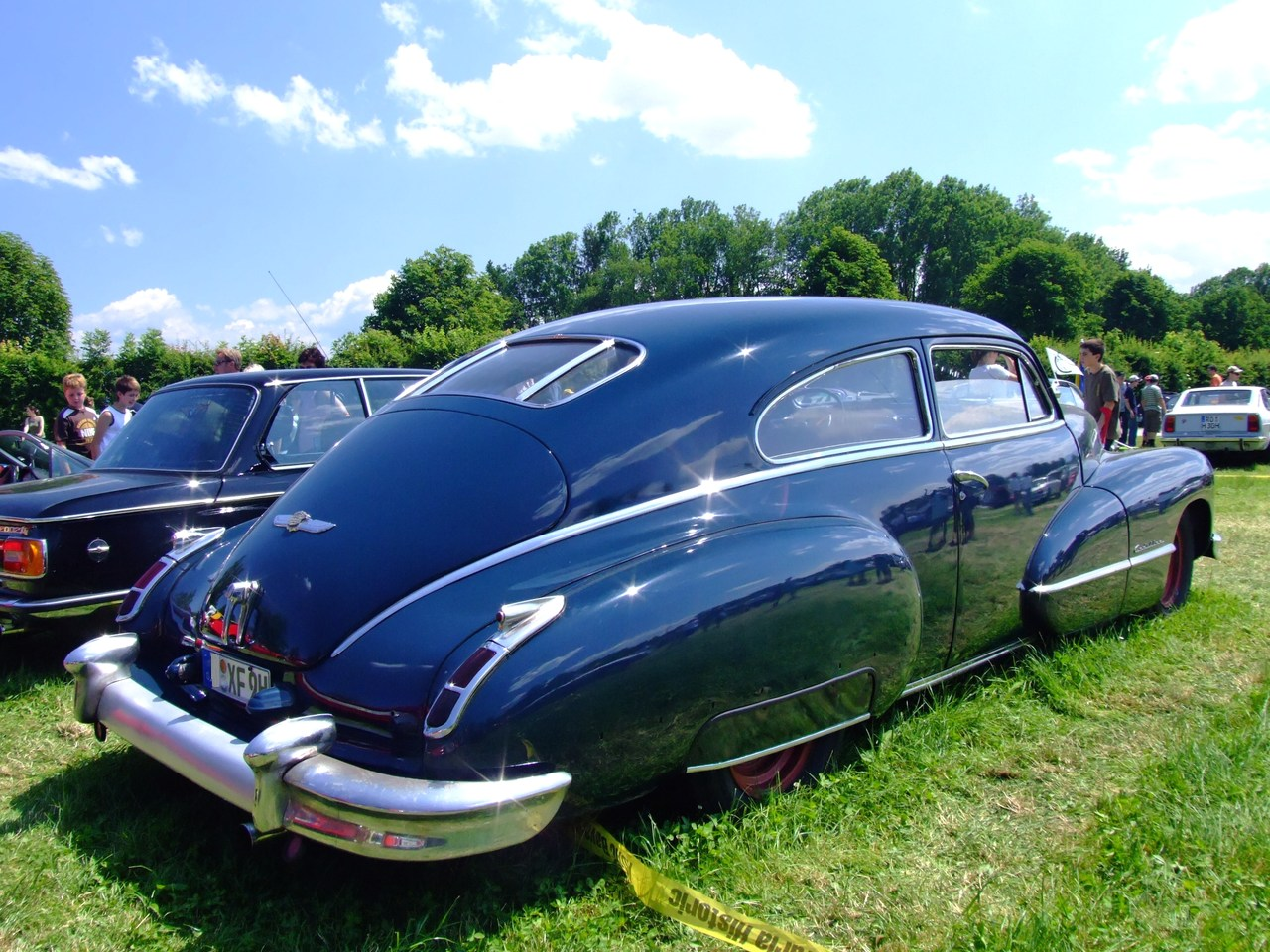
Cadillac 1947 г.

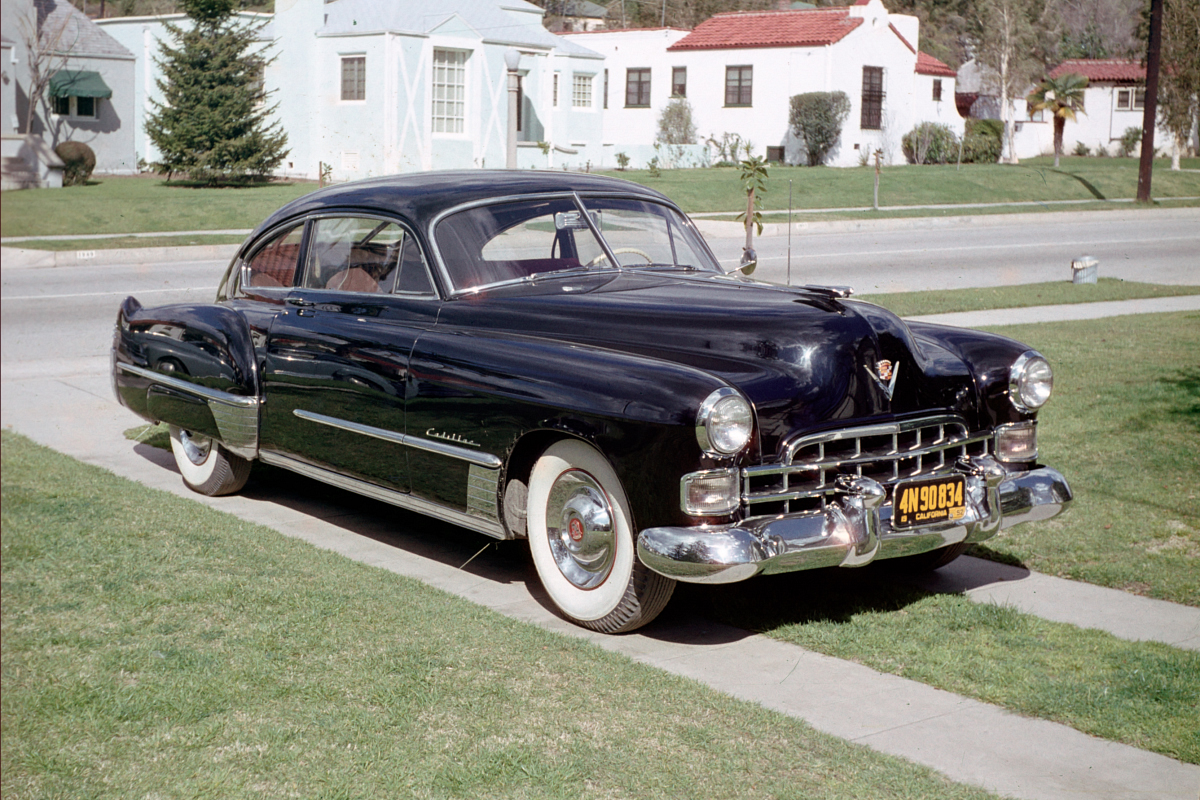
Cadillac 1948 года с гнутым лобовым стеклом из двух половин.

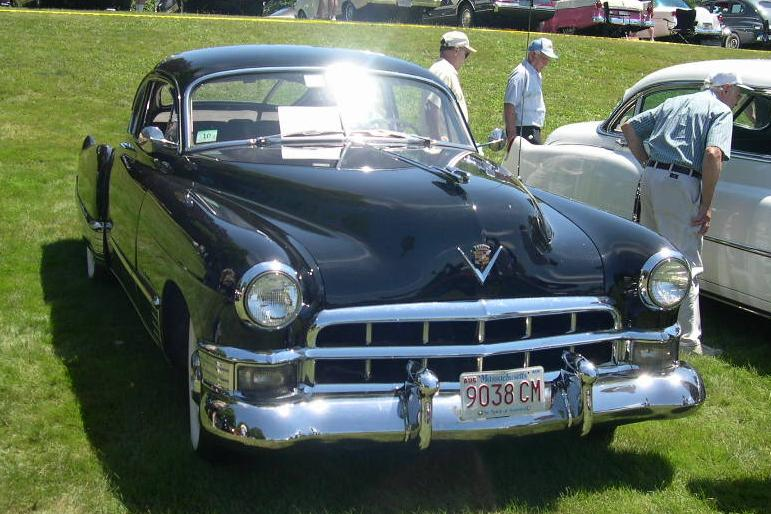
Cadillac Series 61 1949 г. Появление бамперов «Dagmars».

Харли Дж. Эрл, главный дизайнер GM, внедрил множество новых элементов дизайна, таких как плавники, панорамное лобовое стекло, обилие элементов из полированного металла (из нержавеющей стали и хромированных) как снаружи, так и в салоне, ставших (в конце 1940-х и в 1950-х годах) характерными признаками классического американского автомобиля. Первые плавники (англ. tailfins) на автомобилях «Кадиллак» появились в 1948 году. Сам дизайнер объяснял, что он создал этот стиль под влиянием килей двухбалочного истребителя P-38 Lightning.
В 1949 году «Кадиллак» выпустил более компактный, лёгкий и экономичный двигатель V8. За это созданный в те годы автомобильный журнал Motor Trend свою первую награду «Автомобиль Года» в 1949 г. присудил «Кадиллак», компания первоначально отказалась от неё, хотя впоследствии признала достижением. 25 ноября 1949 года компанией был выпущен миллионный автомобиль, Coupe de Ville 1950 года. Также был установлен рекорд годового выпуска автомобилей 100 000 штук, повторённый в 1950 и 1951 годах.
В завершение десятилетия Бригс Каниннгэм пришёл к финишу гонок Le Mans десятым на стандартном Кадиллаке 1950 года. В январе 1950 компания GM проводит выставку «Mid Century Motorama» в нью-йоркском отеле «Уолдорф-Астория». Среди представленных на ней автомобилей был и Кадиллак Debutante, создание которого вдохновила театральная постановка «Кадиллак из чистого золота».
Компания ознаменовала своё пятидесятилетие выпуском моделей «золотой серии» в 1952 году.
В 1953 году появилась модель «Eldorado Brougham», первый со времён войны полностью новый автомобиль высшего класса.  В тот же год началось производство сидений с электрической регулировкой по 4 направлениям.
Характерной чертой дизайна того времени стали также бампера  с характерными «клыками» в форме артиллерийского снаряда. Но у американцев они ассоциировались с грудью персонажа телевизионного шоу «Jerry Lester’s House Party» Dagmar в исполнении Дженни Льюис. Так как их первоначально поставили очень высоко, «клыки» представляли опасность для пешеходов и других автомобилей. Поставленные в 1957 году резиновые накладки ещё более усилили комический эффект, но не сильно помогли безопасности. «Дагмары» устанавливались до 1959 года.
Модель 1957 года «Eldorado Brougham» стала олицетворением стиля «Cadillac». Для неё были характерны сдвоенные фары и конструкция кузова без центральной стойки. Полированная крыша из нержавеющей стали придавала модели неповторимый вид. Технической новинкой этого года стало использование рулевого управления с усилителем в качестве стандартного оборудования автомобилей. Автомобиль стал вершиной  «самолётного» стиля в автомобилестроении и является ныне культовым.
|  |  |  |

|  |  |  |

|  |  |  |

|  |  |

|  |  |  |

### 1960-е годы

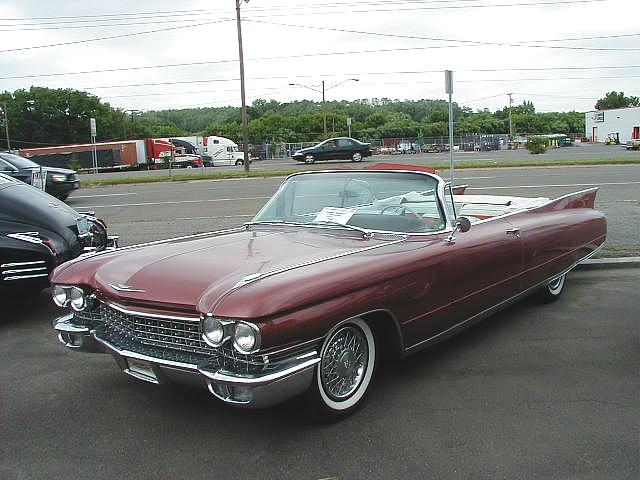
Eldorado 1960 г.

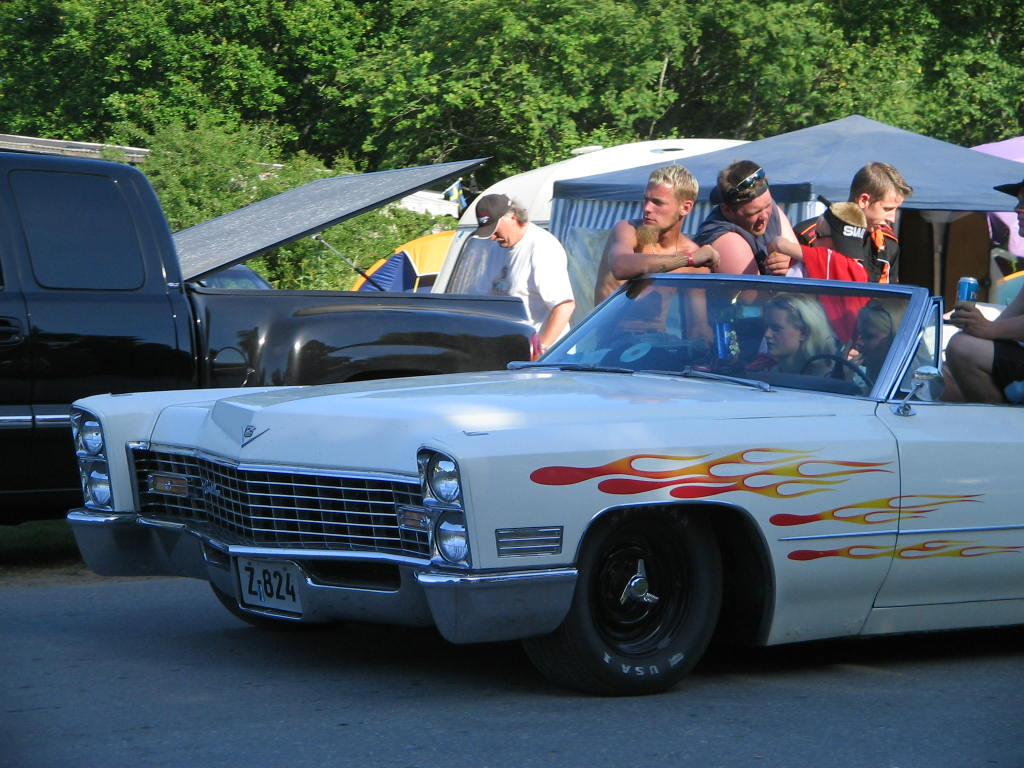
DeVille 1965 г.

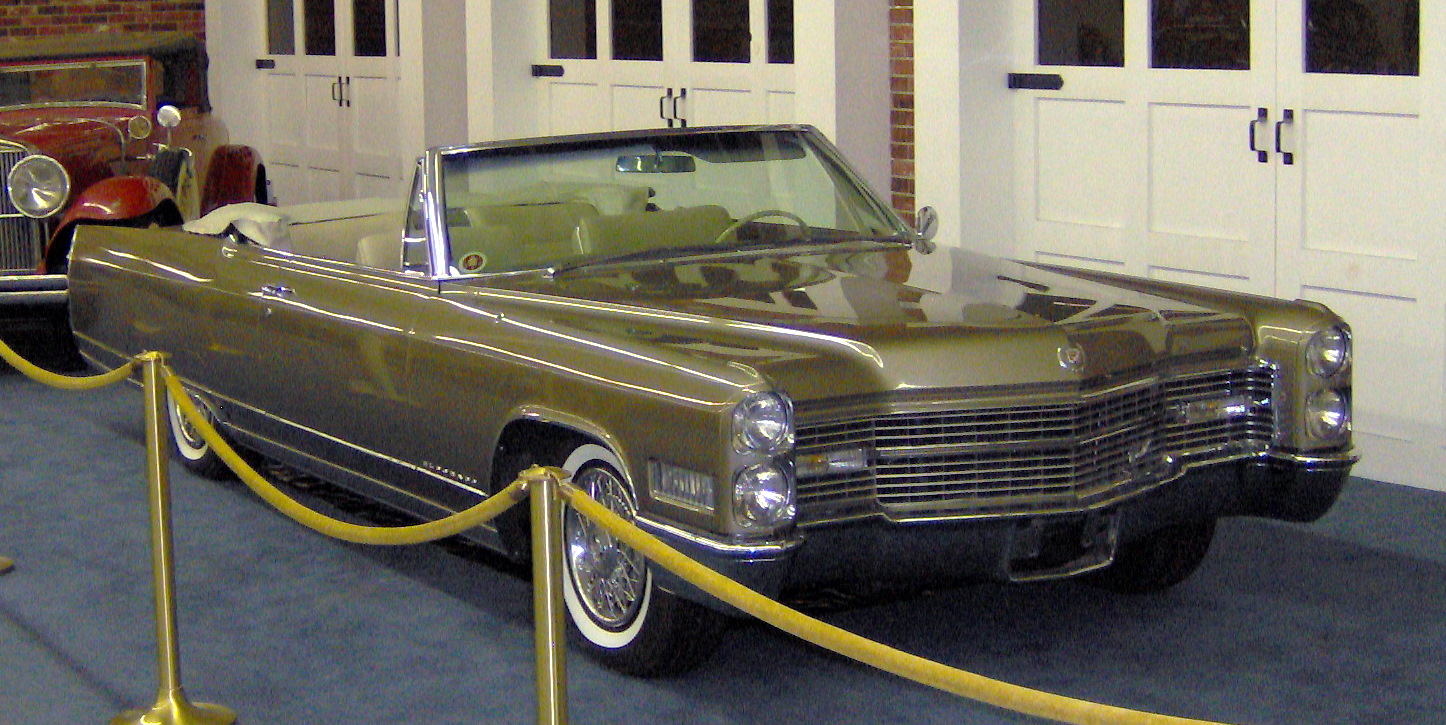
Eldorado Convertible 1966 г.

В 1962 г. большое внимание уделили элементам безопасности, например поворотникам и двухконтурной тормозной системе. Также появились автоматический регулятор температуры воздуха, как для кондиционирования, так и для обогрева. С расчётом на холодный климат выпускаются электрически обогреваемые сидения (на автомобилях 1966 г.).
С 1960 по 1964 гг. плавники ежегодно уменьшались в размерах и, начиная с 1965-го модельного года, полностью исчезли (за исключением серии 75 1965 г., сохранившей их с 1964 г.). После 1959 г. обилие элементов из полированного металла в оформлении также с каждым годом сокращалось и сошло на нет с 1966-го модельного года, когда даже задние бамперы перестали быть полностью хромированными и начали частично окрашиваться, как и отверстия для установки фар.
В 1964 году  «Кадиллак» выпускает трёхмиллионный автомобиль.
В 1966 установлен рекорд годовых продаж свыше 190 000 шт. (из них — 142 190 «De Ville»), что составило рост в 60 %.
В 1967 «Кадиллак» выпускает в свет новую модель — переднеприводный Cadillac Eldorado — двухместное купе класса «люкс», с простым, элегантным дизайном — в отличие от «плавников» и хрома 1950-х. «Кадиллак» становился непосредственным конкурентом Lincoln и Imperial, а в 1970 г. впервые обогнал Chrysler по продажам. Двигатель нового поколения с рабочим объёмом 472 дюймов³ (7,7 л), дебютировавший в 1968 модельном году, спроектированный так, что его объём можно было увеличить до 600 дюймов³ (9,8 л), был увеличен до 500 дюймов³ (8,2 л) для Эльдорадо 1970 года. Коробка передач у данного автомобиля располагалась под двигателем, и потому силовой агрегат имел цепную первичную («моторную») передачу — решение, характерное для мотоциклов. В 1975 году двигатель был адаптирован для всего модельного ряда.
В 1970 году на автомобиле появляется транзисторная АБС Trackmaster. 

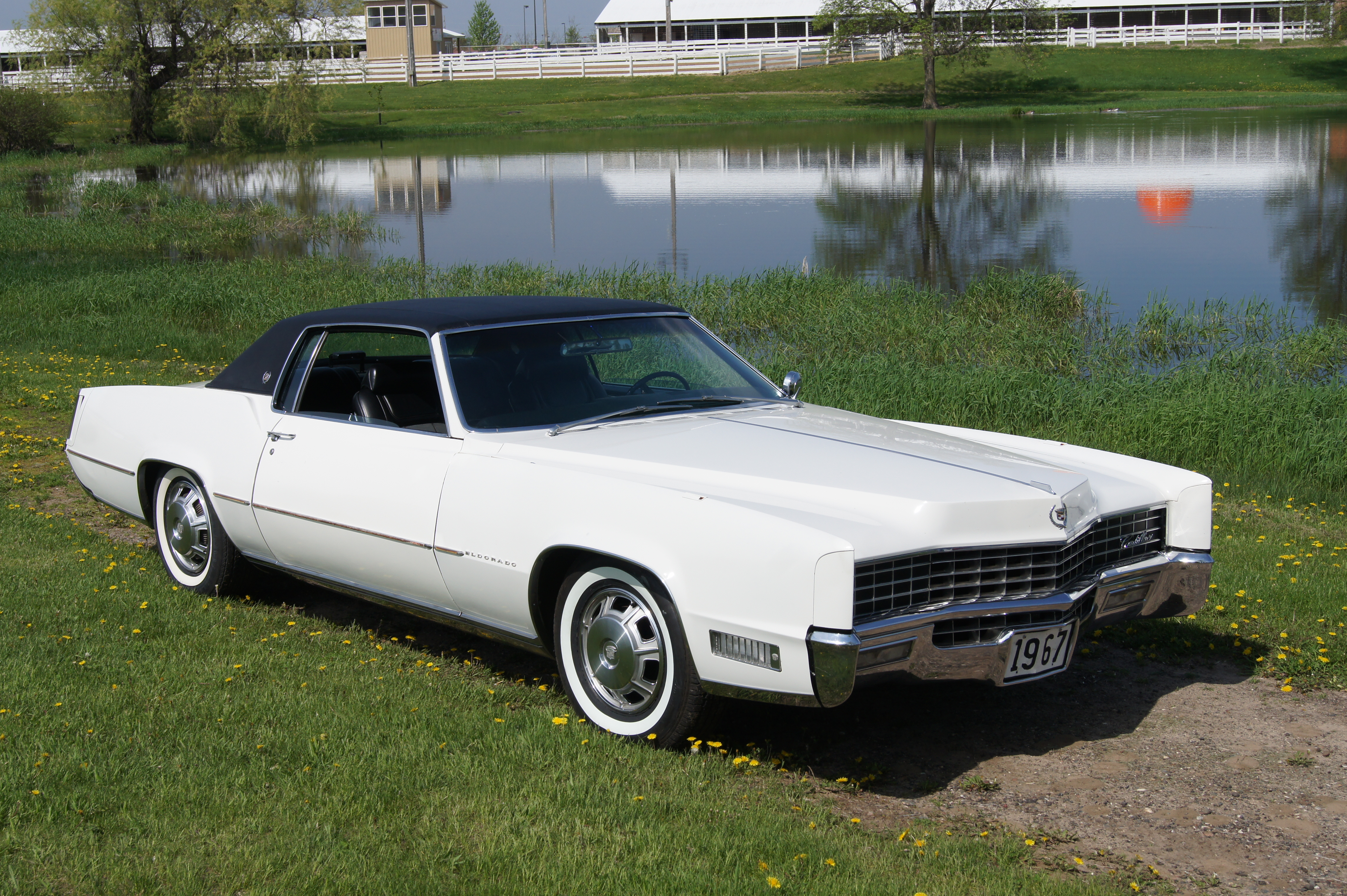
Cadillac Eldorado 1967 г.
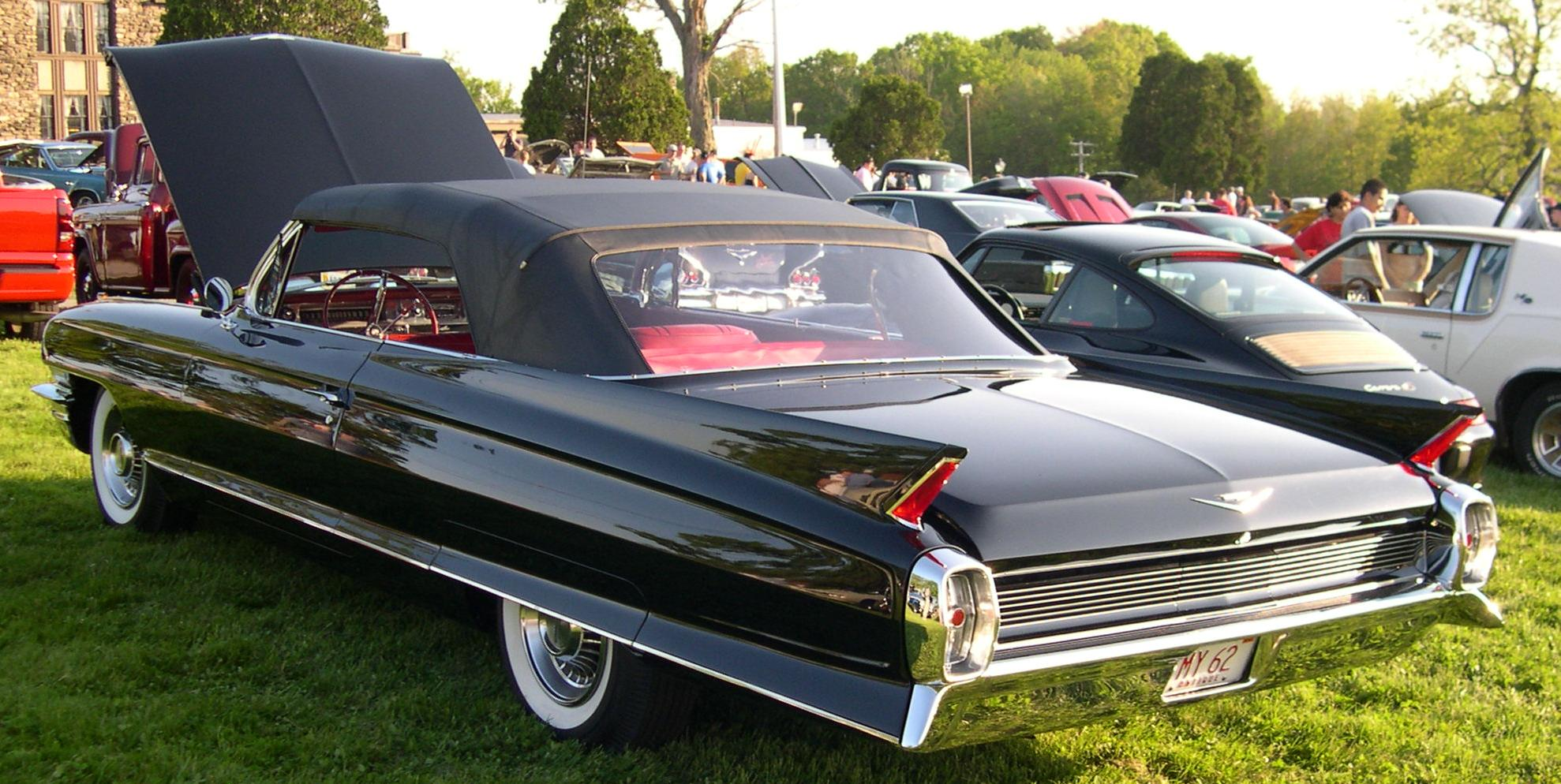
Convertible Series 62 1962 г.
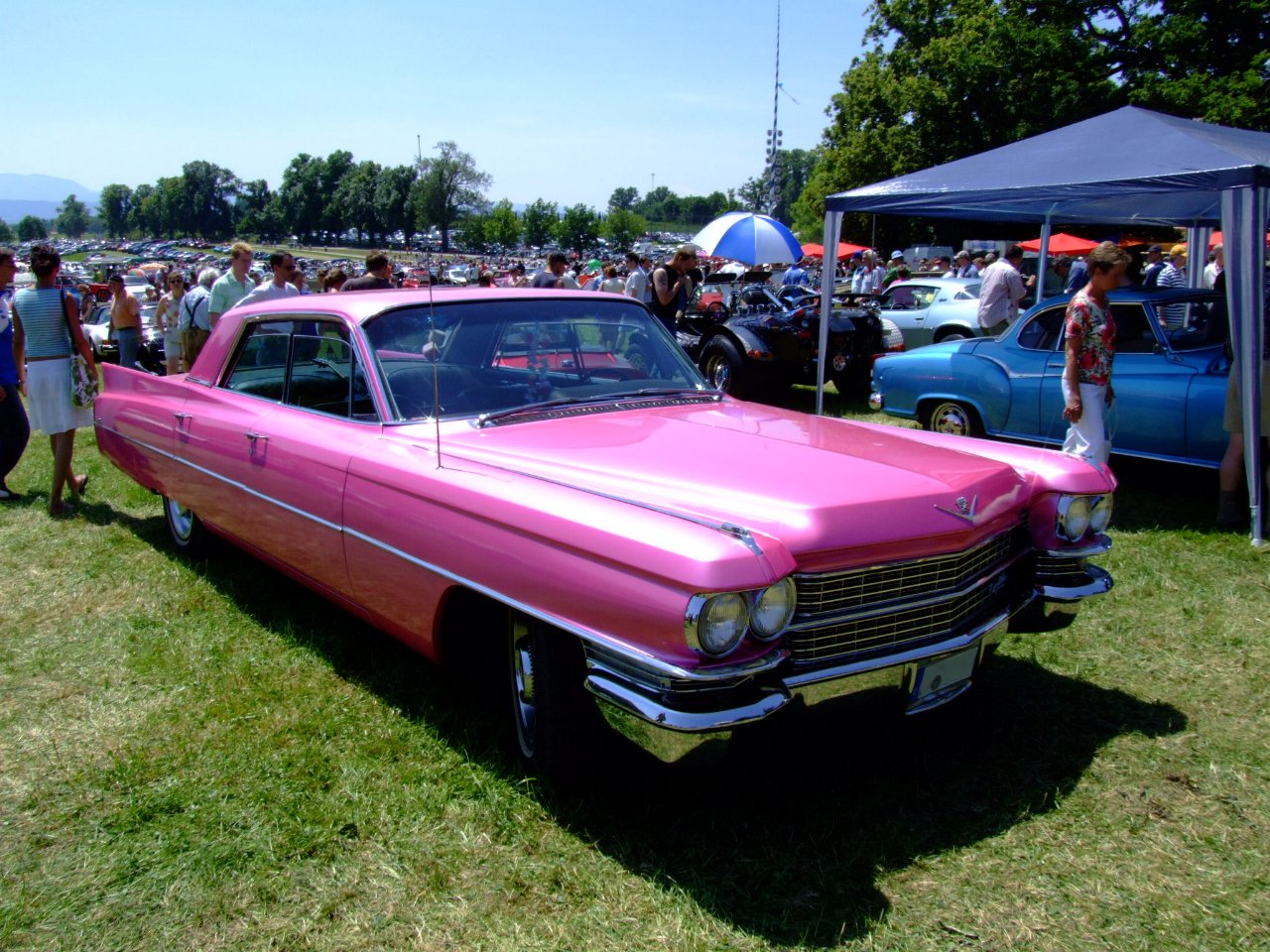
Sedan de Ville 1963 г.
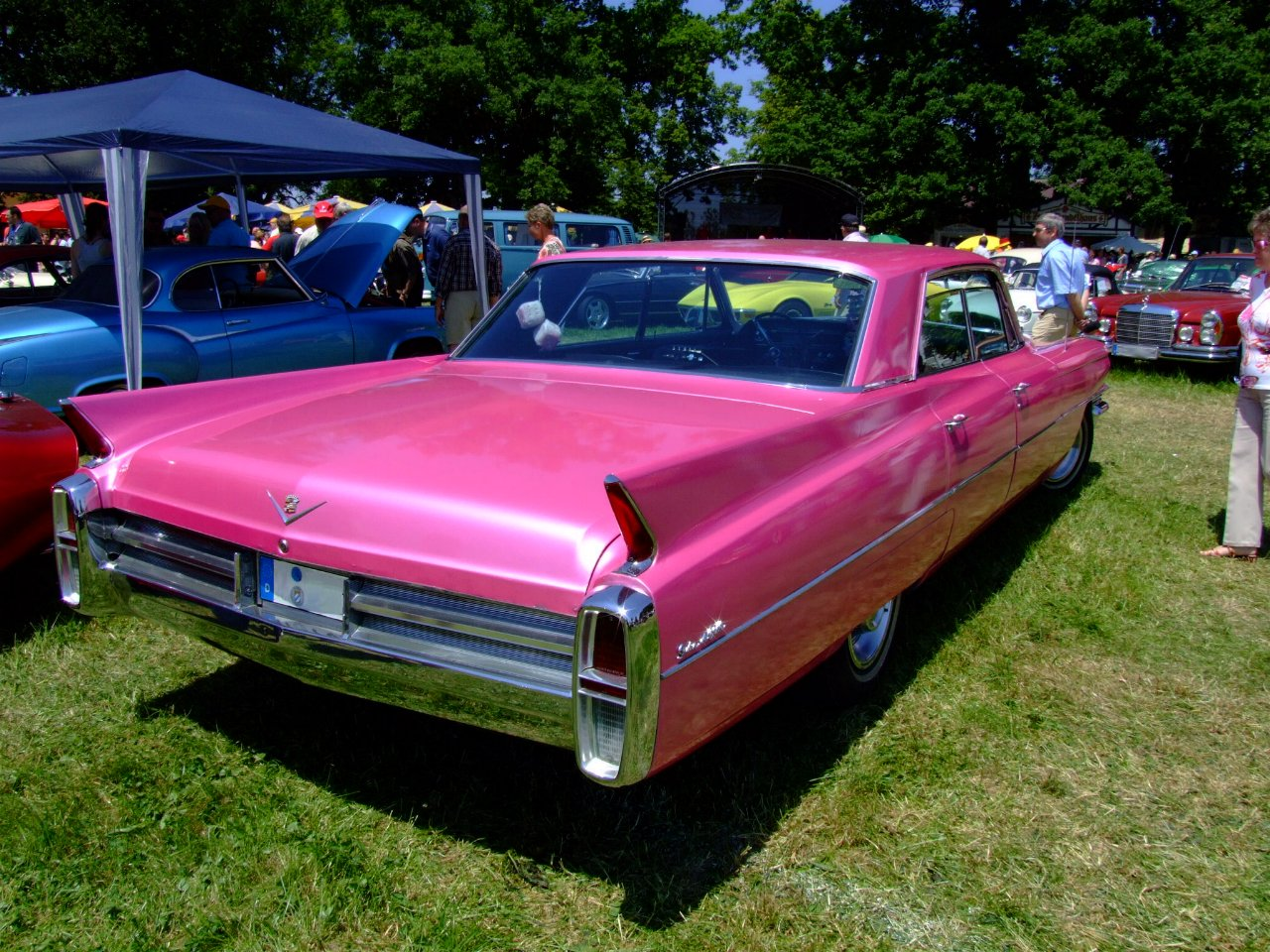
Sedan de Ville 1963 г.
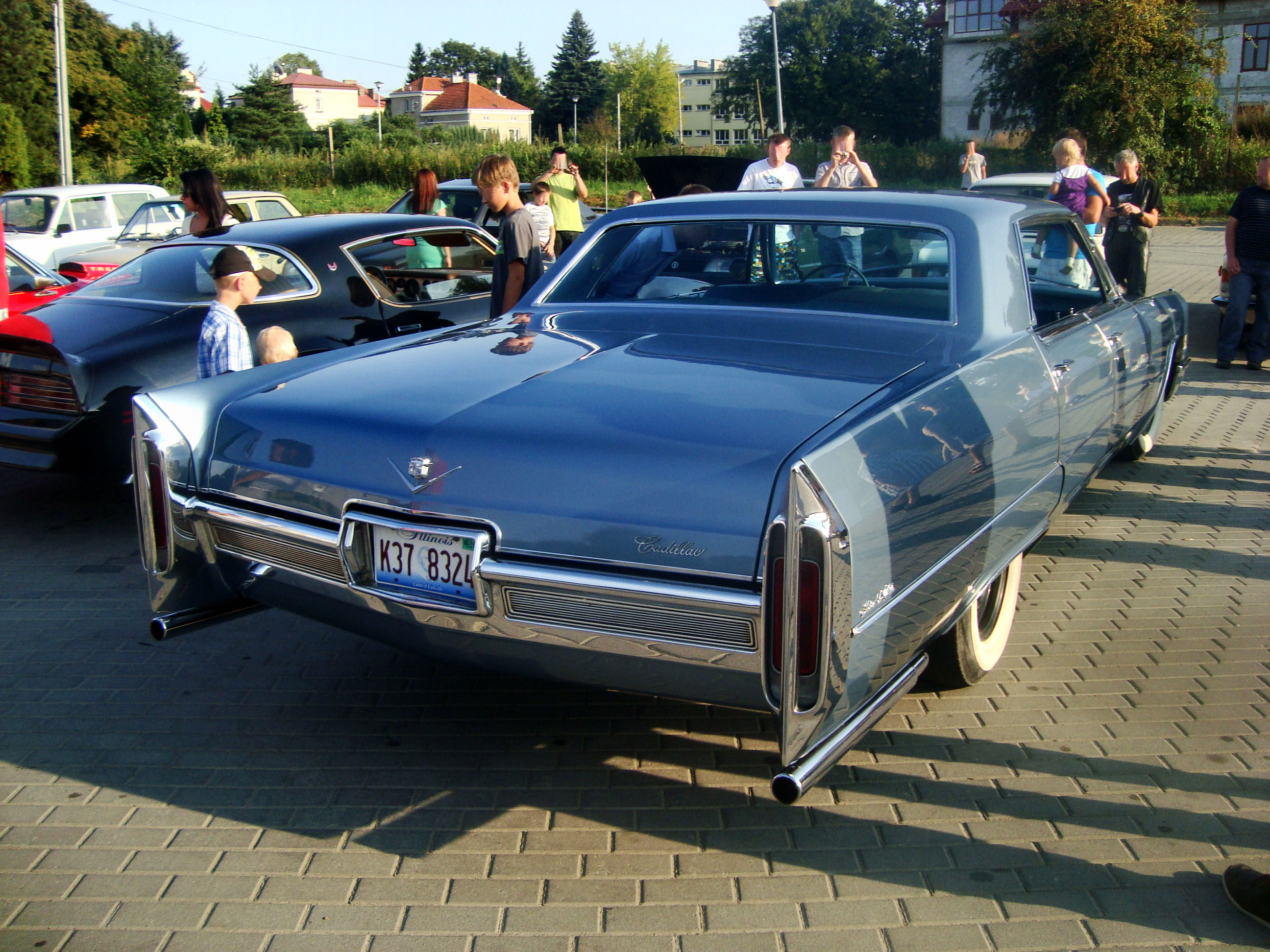
De Ville 1965 г. Последние «плавники».

### 1970-е годы

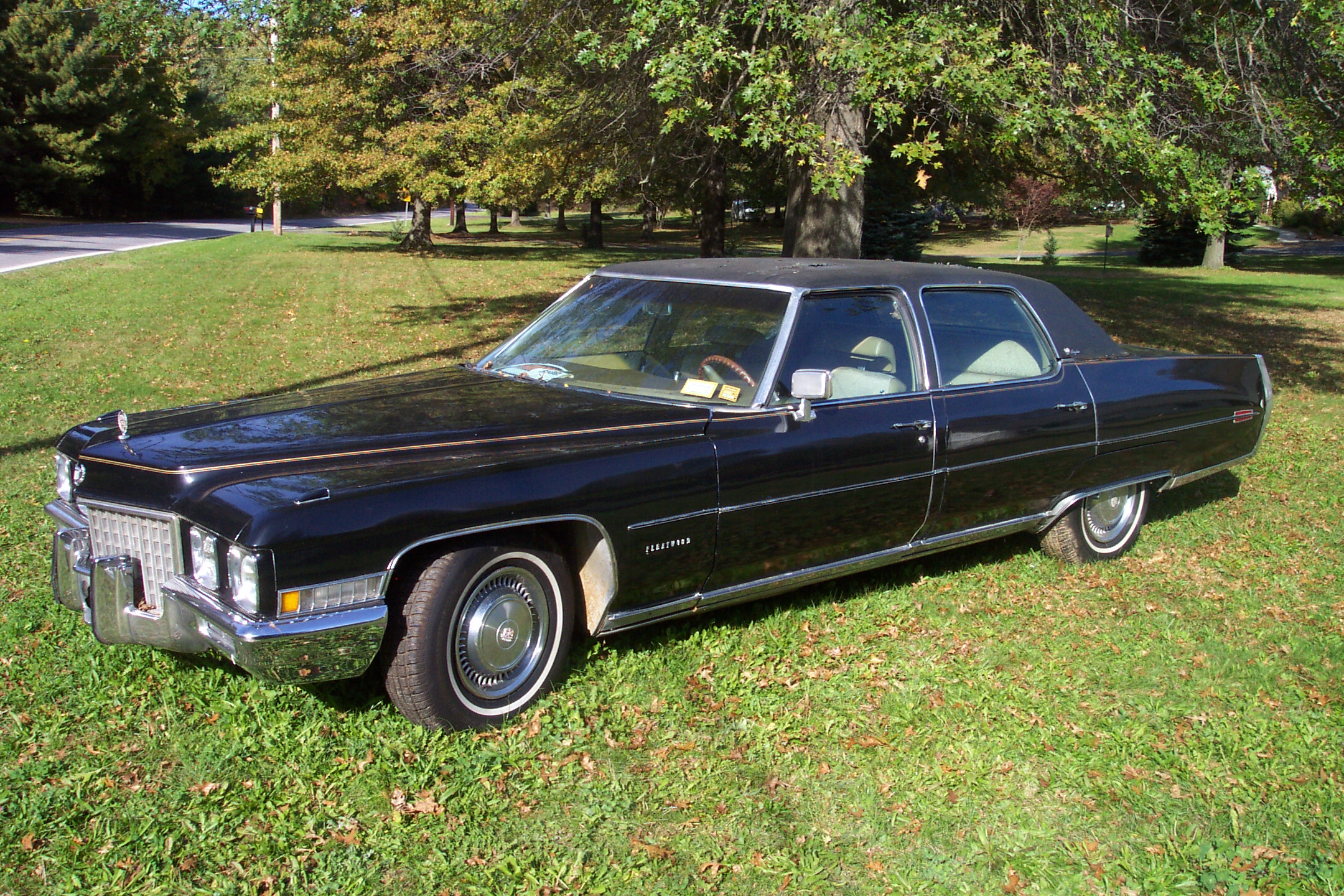
Cadillac Fleetwood Brougham 1971 г.

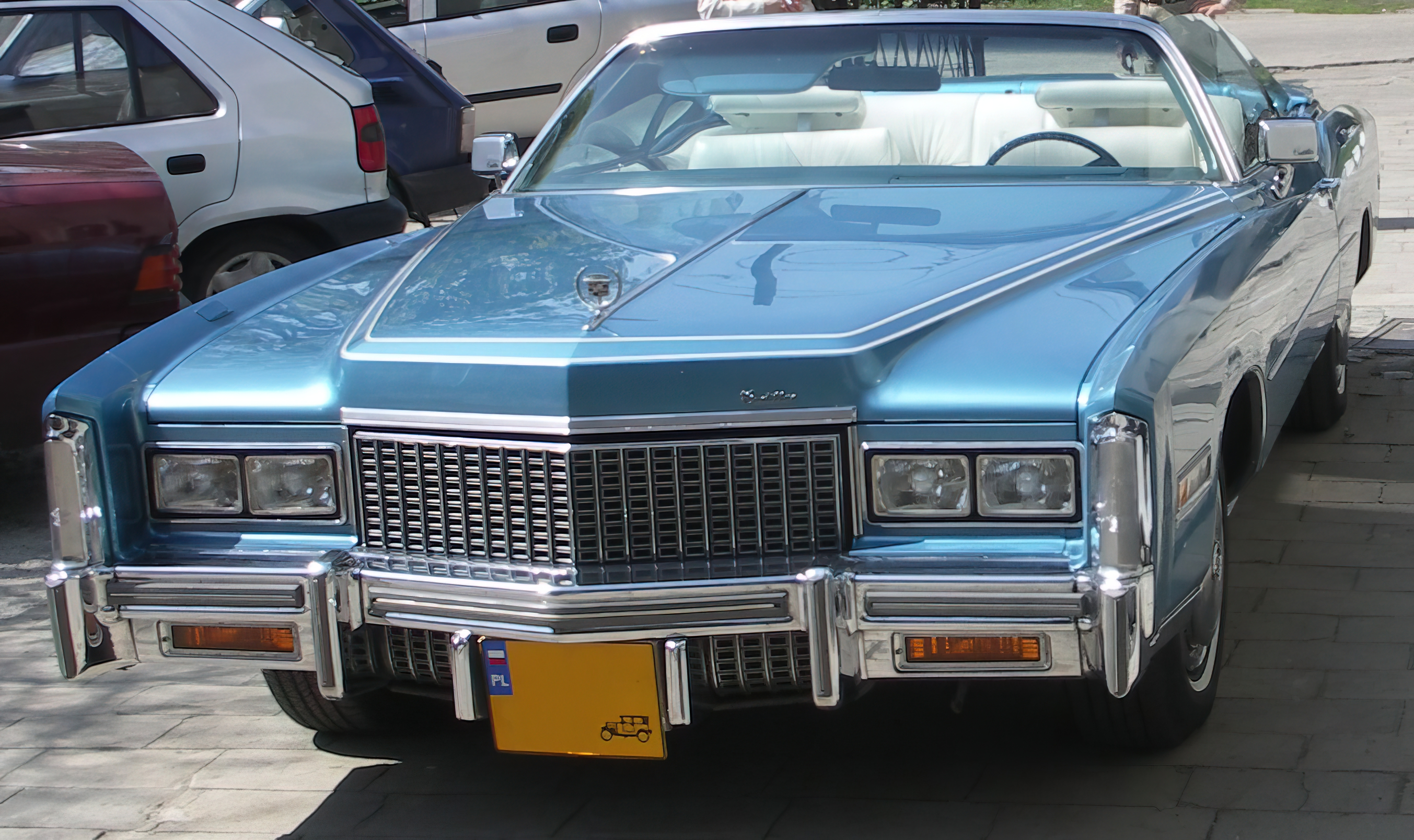
Cadillac Eldorado 1978 г.

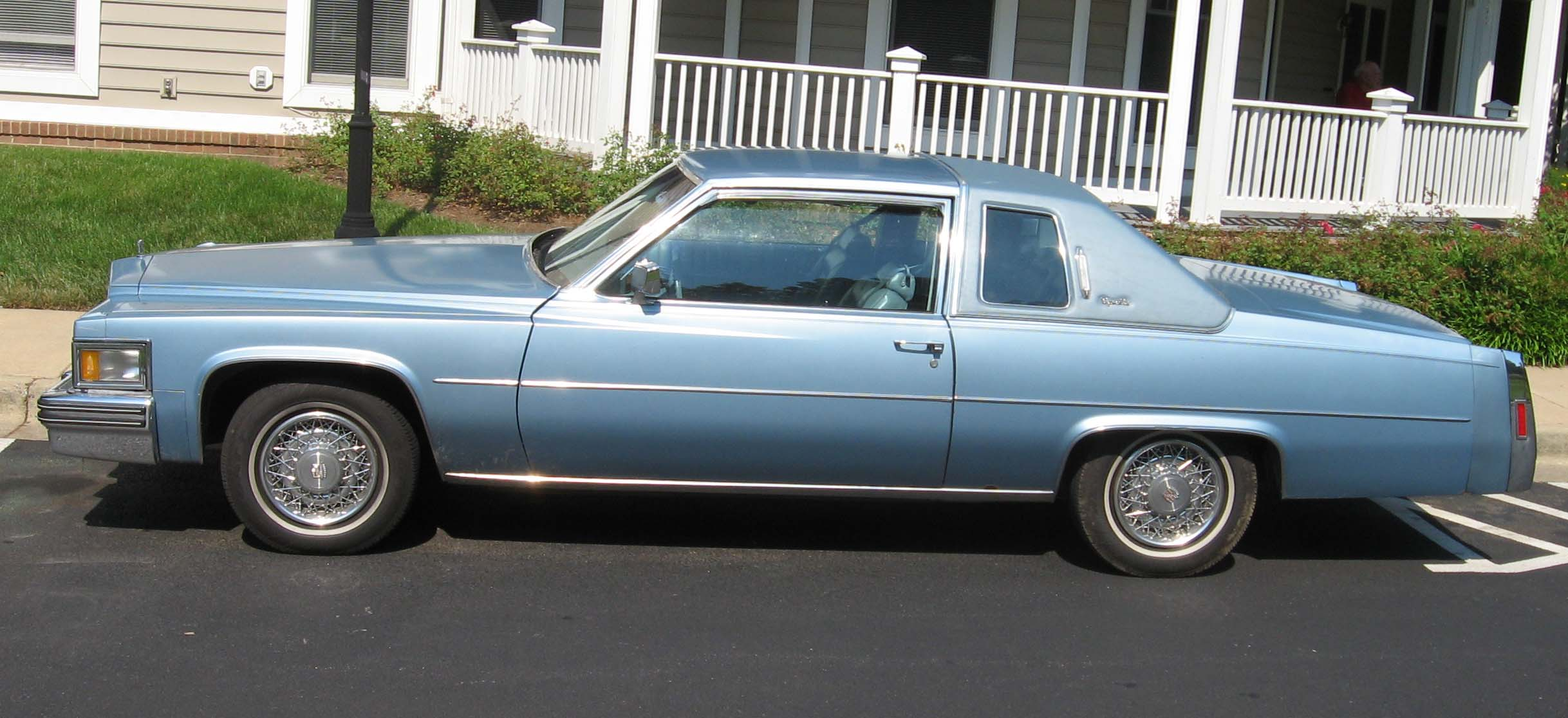
Cadillac DeVille 1977 г.

В начале 1970-х годов размеры автомобилей и объёмы двигателей снова выросли. Даже модель начального уровня Cadillac Calais предлагалась с двигателем от 7.7 л. Автомобили по длине сравнялись с флагманскими моделями конца 1950-х, таких как Series 75 Fleetwood.
В июле 1973 был выпущен пятимиллионный «Кадиллак». Ежегодное производство составляло более 300 000 автомобилей. Конструкция автомобилей также развивалась и совершенствовалась — на моделях 1974, 1975 и 1976 годов были введены сминающаяся зона кузова, поглощающая энергию удара и надувные подушки безопасности. Производство Cadillac DeVille с кузовом хардтоп было прекращено в 1976 году.
В 1972 году Агентство по охране окружающей среды ввело запрет на продажу этилированного бензина. В связи с этим упало октановое число, и в 1971 году новые модели «Кадиллаков» получили двигатели с уменьшенной степенью сжатия. Соответственно снизилась и мощность: двигатели объёмом 7.7 л теперь выдавали всего 220 л.с. Также новые законы обязали с 1973 года устанавливать новые бамперы, выдерживающие столкновение на скорости 8 км/ч без повреждения. Передние бамперы теперь получили специальные энергопоглощающие пружинные «буферы». В связи с этим длина автомобилей ещё более выросла и приближалась к 6 метрам. Обязательная установка каталитических нейтрализаторов с 1975 года ещё более снизила мощность двигателей.

#### Выпуск «Seville» и уменьшение  размеров
Если кузова автомобилей первой половины семидесятых ещё имели некоторое количество скруглений, то во второй половине десятилетия доминировали острые грани и прямые углы. Также важной деталью, составлявшей отличие новых моделей, стали прямоугольные фары, наконец разрешённые американским законодательством. Было два типоразмера таких фар — две крупные, 200×142 мм (7½×5½ дюйма) или четыре поменьше, 165×100 мм (6½×4 дюйма).

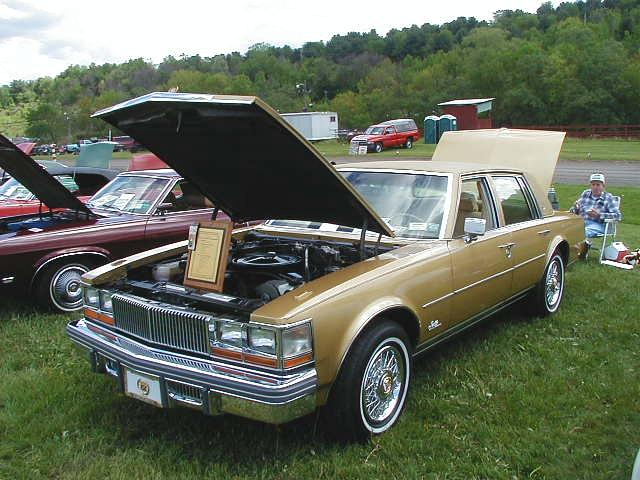
Cadillac Seville 1975 г.

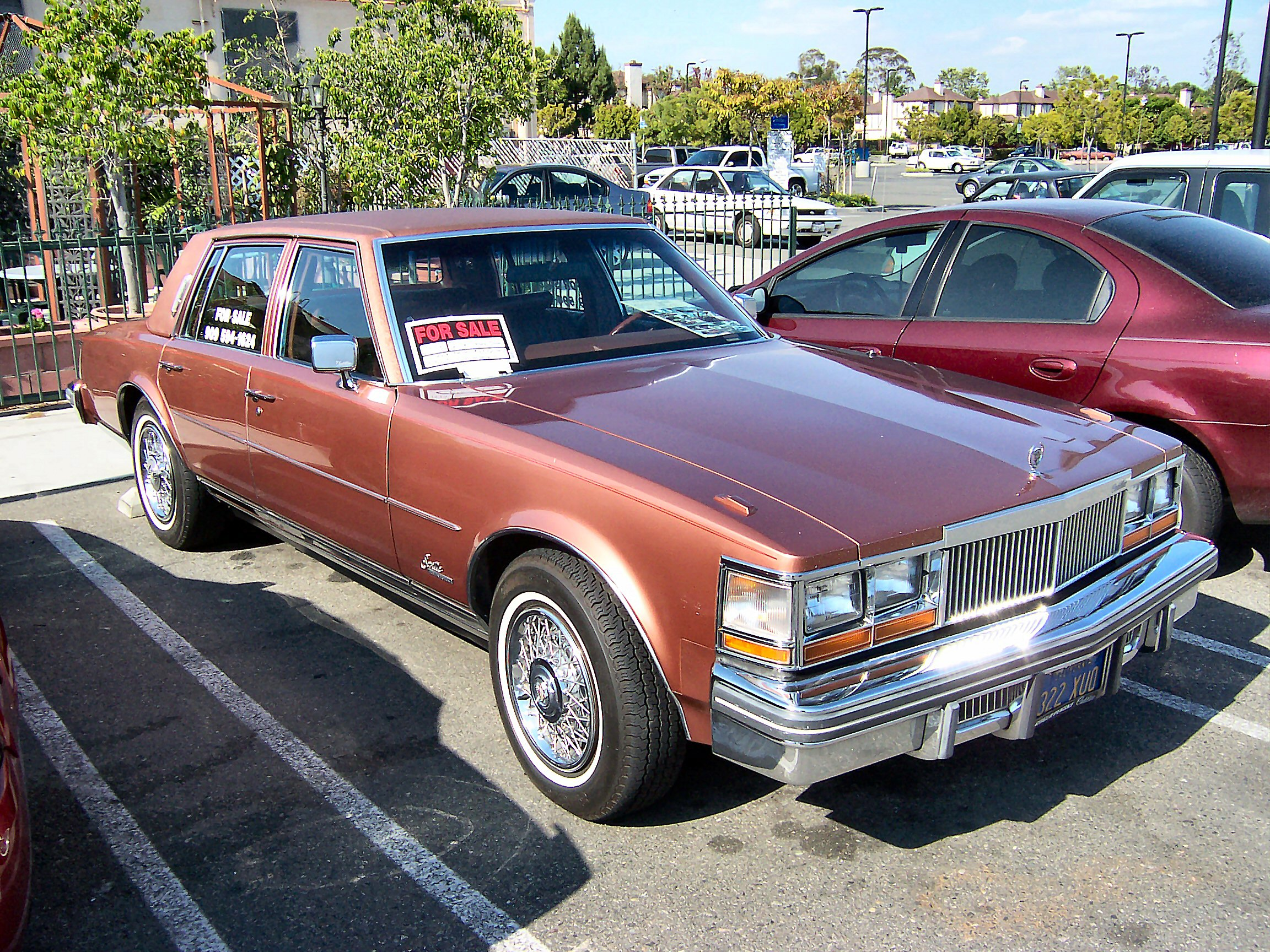
Seville 1978 г.

В 1975 году «Кадиллак» выпустил новую модель  Cadillac Seville, соответствующую мировым стандартам. Более компактный и манёвренный, этот автомобиль был весьма просторным внутри и отличался лучшей топливной экономичностью. Seville была представлен в апреле 1975 как модель 1976 года и стал первой стандартной моделью с электронным впрыском топлива, разработанной «Кадиллаком». Двигатель был инжекторным вариантом Oldsmobile 350 с рабочим объёмом 5.7 л.
Как и большинство американских производителей, «Кадиллак» был вынужден снизить объём производства после энергетических кризисов 1973 и 1979 года.
Уменьшенные полноразмерные автомобили 1977 года Cadillac Fleetwood и DeVille были оснащены уменьшенными до 425 дюймов³ (7 л) V8 мощностью 180 л.с. Этот двигатель  снизил расход топлива уменьшенных заднеприводных моделей потерявших «в весе» почти полтонны, но был недостаточным для большого Eldorado. Теперь различия  DeVillle и Fleetwood были минимальны и касались лишь некоторых деталей экстерьера и интерьера.
В дни празднования двухсотлетия декларации независимости США «Кадиллак» представил юбилейную модель «Эльдорадо» с откидным верхом. Автомобиль 1976 года был выкрашен в цвета американского флага: весь белый с синими и красными полосами, красно-белыми кожаными сидениями и дисками колёс с белыми вставками.
Новое поколение Cadillac Eldorado 1979 года теперь имело общую платформу с Cadillac Seville, новое поколение которого был выпущено годом позже. Объёмы двигателей были снова уменьшены: с 7.0 л до 5.7 л(368 куб.дюймов).

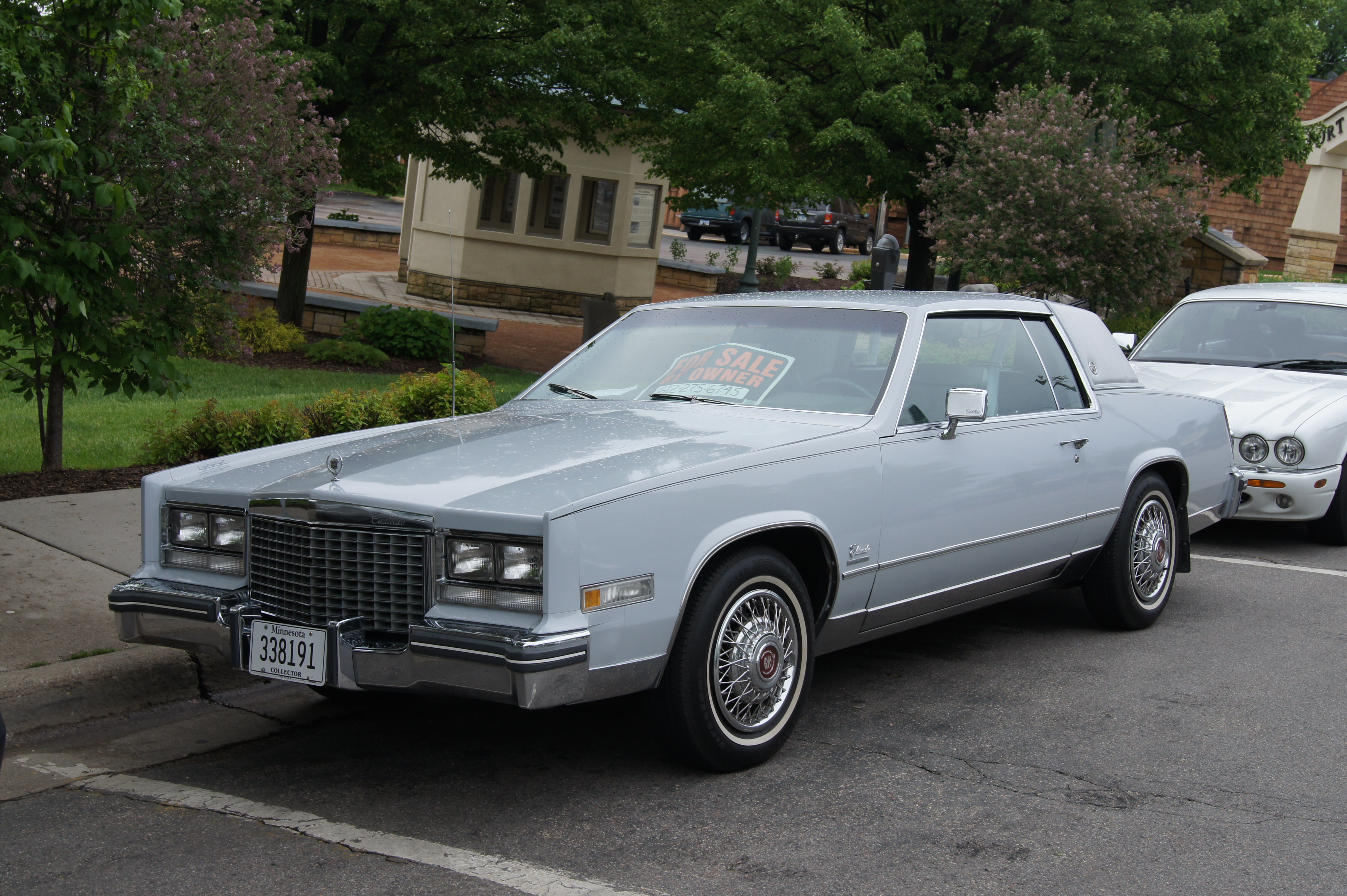
Cadillac Eldorado 1979 г.

### 1980-е годы

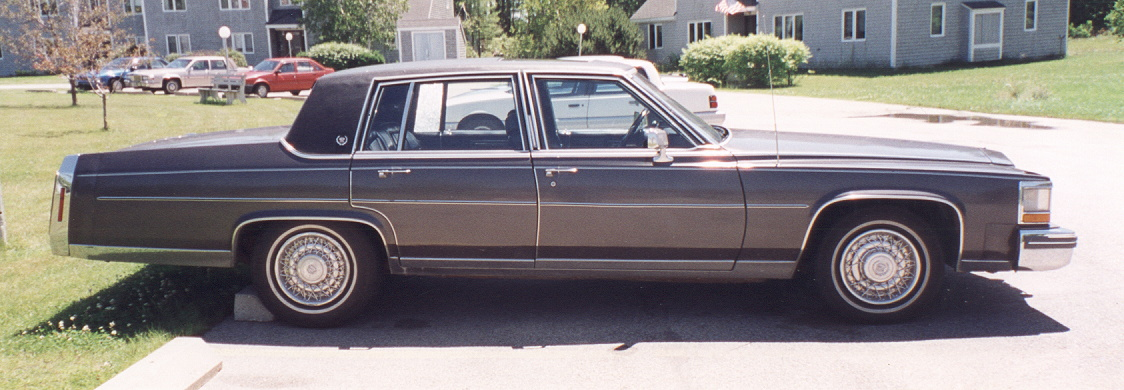
Cadillac Fleetwood 1982 г.

Полностью обновлённый Seville 1980 года отличался острыми гранями и эффектным дизайном, делавшим его не похожим ни на одну машину США. Как и одноплатформенный  «Эльдорадо», представленный годом ранее, машина имела передний привод.

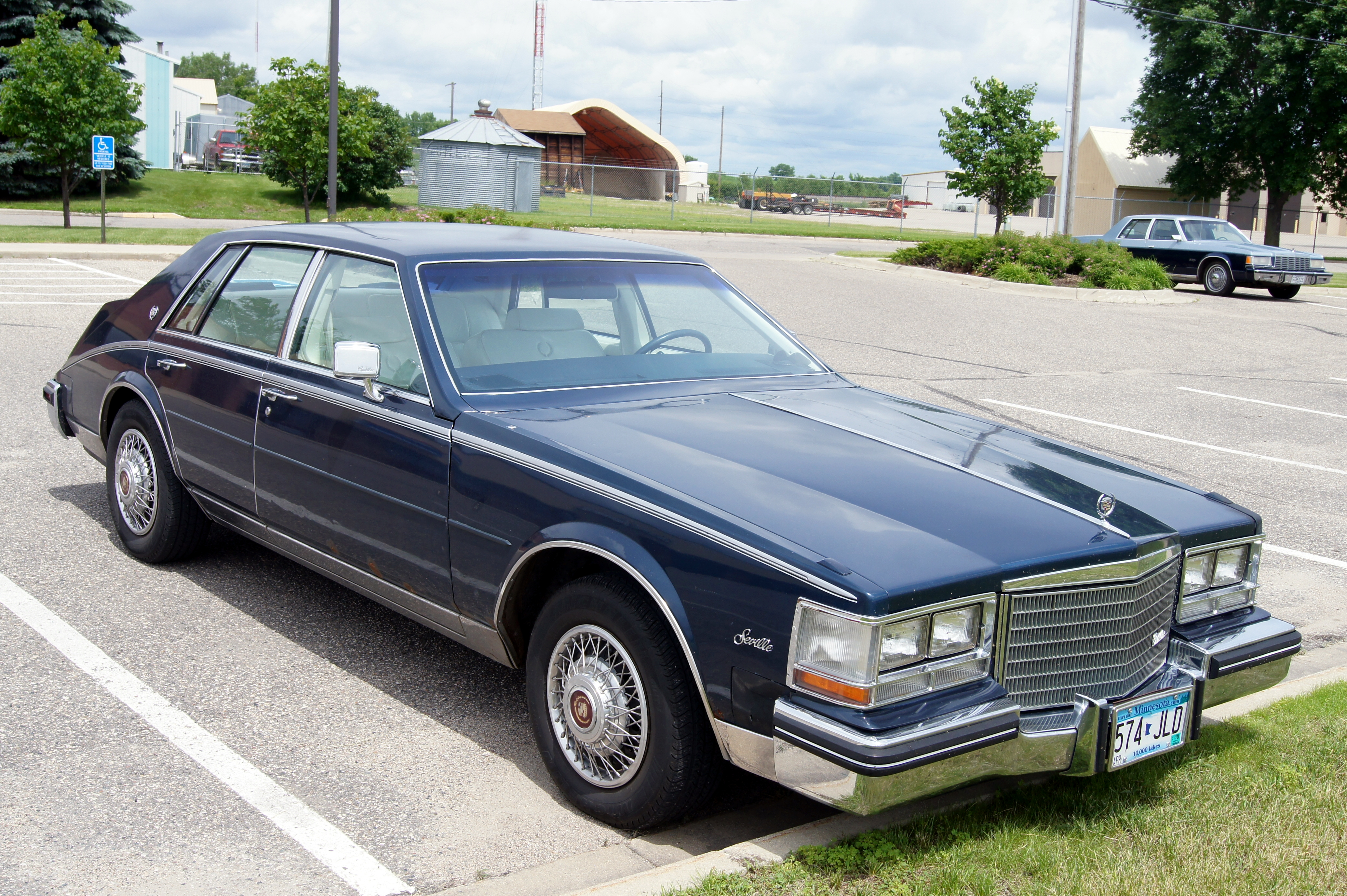
Cadillac Seville второго поколения

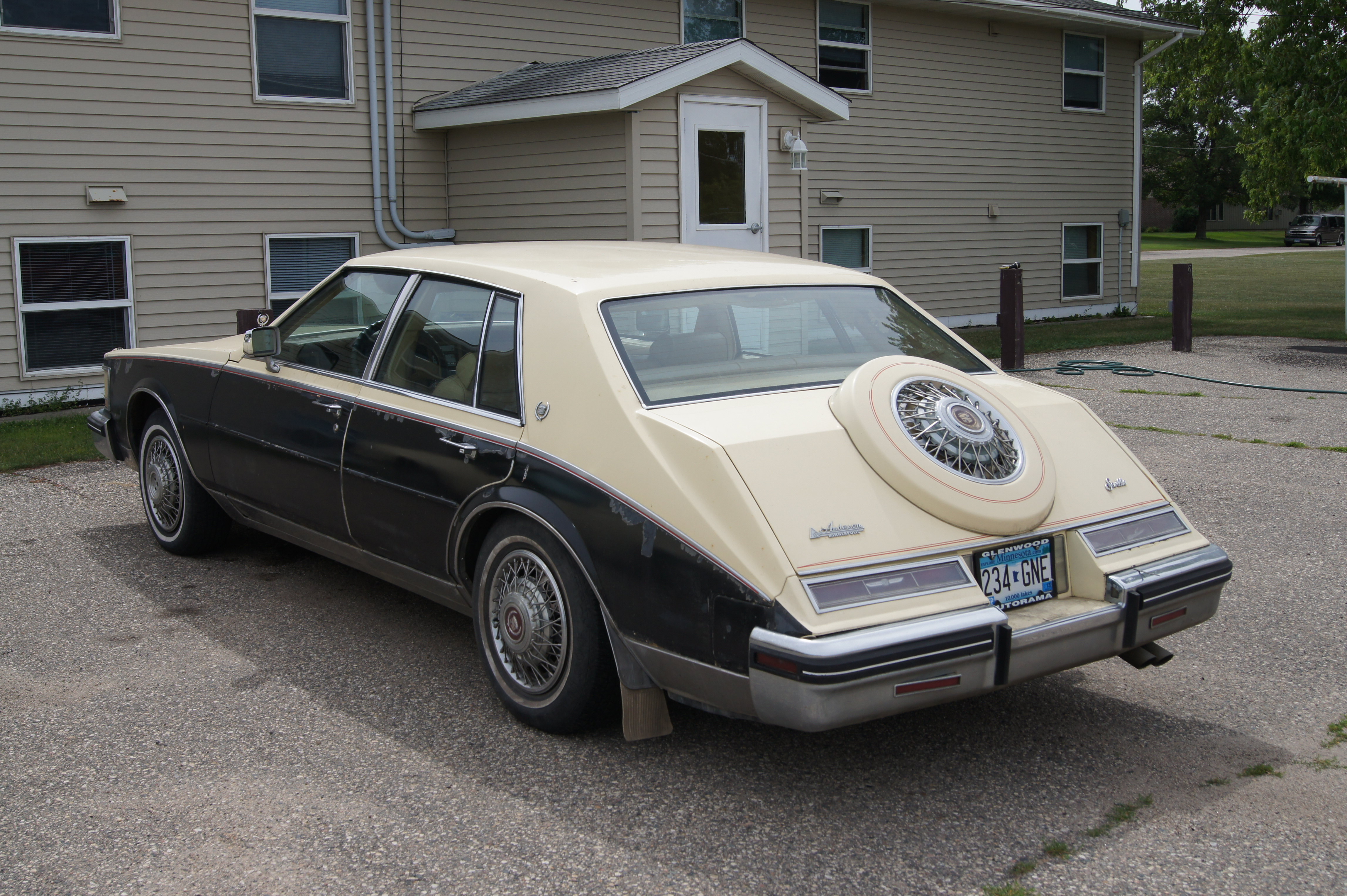
Вид сзади

Джон О. Греттенбергер возглавил «Кадиллак» 10 января 1984 года. Он дольше всех руководил компанией — 13 лет.
Двухдверный «Allante» 1987 года стал уникальным автомобилем по многим показателям. Его кузов был разработан и производился итальянской фирмой Pininfarina (Турин, Италия). На этой модели были впервые применены многие технические новшества Кадиллак, включая систему Traction Control и двигатель Northstar.

#### Синдром «Двойник с подобным двигателем»
Синдром «Двойник с подобным двигателем» («Look-alike, drive-alike syndrome»), который затронул большинство американских автопроизводителей под администрацией Роджера Бонхама Смита, возымел отрицательный эффект и на «Кадиллак», поскольку фирма попробовала уменьшить массу своих моделей. Заднеприводный DeVille, вообще успешная модель для «Кадиллак», был полностью переработан в 1985 г. Новое поколение DeVille  было основано на переднеприводной платформе General Motors C-body. Автомобили снова стали короче, уже, легче и не сильно отличались от соплатформенников  «Buick Electra» и «Oldsmobile 98». В очередной раз был уменьшен и объём двигателя. Новые двигатели были полностью алюминиевыми и имели объём от 4.1 до 4.9 л., мощностью от 135 до 200 л.с.
В 1986 году под аналогичное «сокращение» с теми же двигателями  попал и новый Eldorado, построенный на платформе General Motors E. Таким образом, все «Кадиллаки» стали переднеприводными, кроме Cadillac Fleetwood Brougham (с 1987 года — просто Brougham).

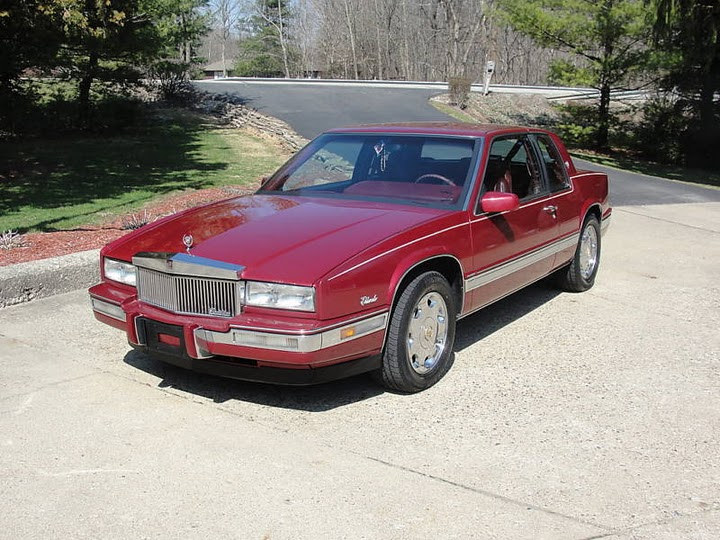
Cadillac Eldorado 1986 г.

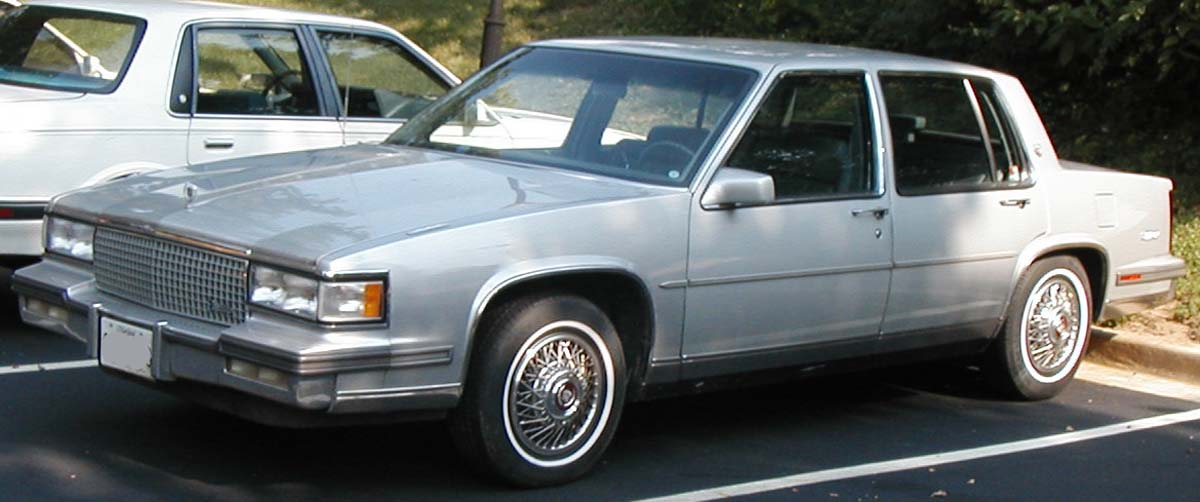
Cadillac DeVille 1987 г.

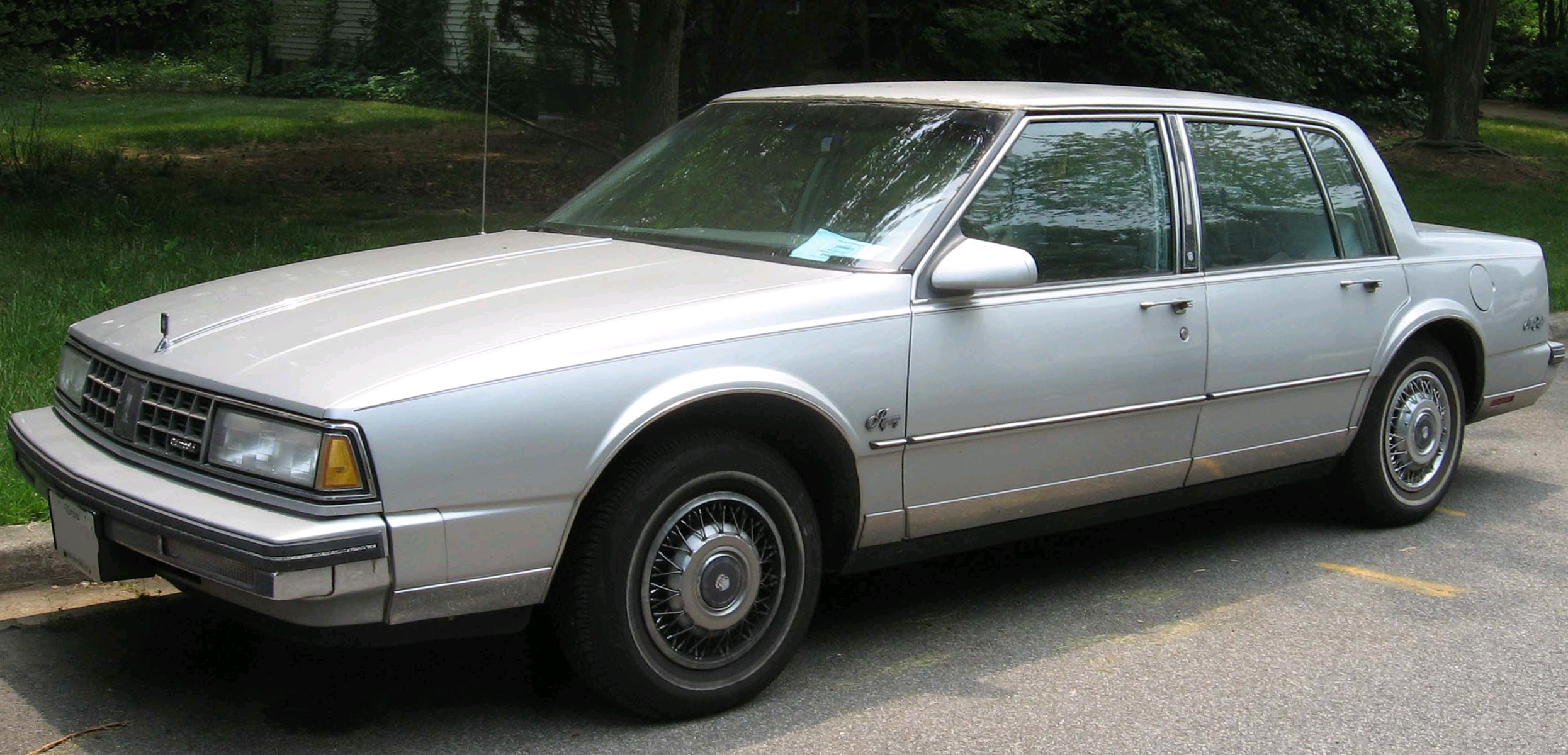
Oldsmobile 98 того же года.

#### Дизель V8 LF9
Из-за дефицита бензина во время нефтяного эмбарго 1970-х и желая улучшить топливную эффективность, «Кадиллак» предложил для своих полноразмерных автомобилей, выпускавшихся с 1979 до 1985 годы, дизель Oldsmobile V8, LF9 объёмом 350 дюймов³ (5,7 л). Вместо того, чтобы, как это обычно делается в промышленности, спроектировать маленький дизельный двигатель с нуля, для быстрой реакции на потребительский спрос и поддержания минимального веса силовой установки (и следовательно всего шасси), в «Кадиллаке» использовали наспех доработанную версию долго и хорошо служившего бензинового двигателя Oldsmobile Rocket, 350 V8. Были установлены два дополнительных коренных болта, также были увеличены до 3 дюймов (76 мм) коренные шейки коленчатого вала, для компенсации более высоких напряжений, которые у дизельных двигателей возникают в деталях, совершающих возвратно-поступательные движения. Этот двигатель быстро заслужил репутацию ненадёжного, поскольку последовала волна катастрофических отказов двигателя, обычно по вине дешёвых компонентов и прокладок цилиндров, что указывало на определённое сочетание неадекватного проекта, некачественного литья, и некондиционной механической обработки. Вообще GM имел регулярные проблемы с качеством из-за последних двух дефектов в разнообразных внутренних частях многих двигателей и трансмиссий всё десятилетие с середины 70-х до середины 80-х, так что эти проблемы конечно не обошли стороной и дизели LF9. Кроме того, топливная система не имела эффективной системы отделения воды, причём ни покупатели, ни технические службы дилера не были как следует проинформированы о продуктах и процедурах, необходимых для надлежащего обслуживания двигателя. Это приводило к коррозии в ТНВД, приводя, в свою очередь, к неправильным циклам впрыска. Двигатель имел очень высокую степень сжатия: 22.8:1. Это приводило к выбиванию головки цилиндра, растяжению или разрыву болтов головок цилиндров, неисправности прокладок головок цилиндров, протекание в цилиндр охлаждающей жидкости через гидравлический клапан, и выход из строя внутренних механизмов и сопутствующие катастрофические поломки двигателя. По иронии судьбы, «Detroit Diesel» — другое подразделение GM, имел в своём активе десятилетия успешного опыта выпуска качественных, но намного более крупных дизельных двигателей.

#### Cadillac Cimarron

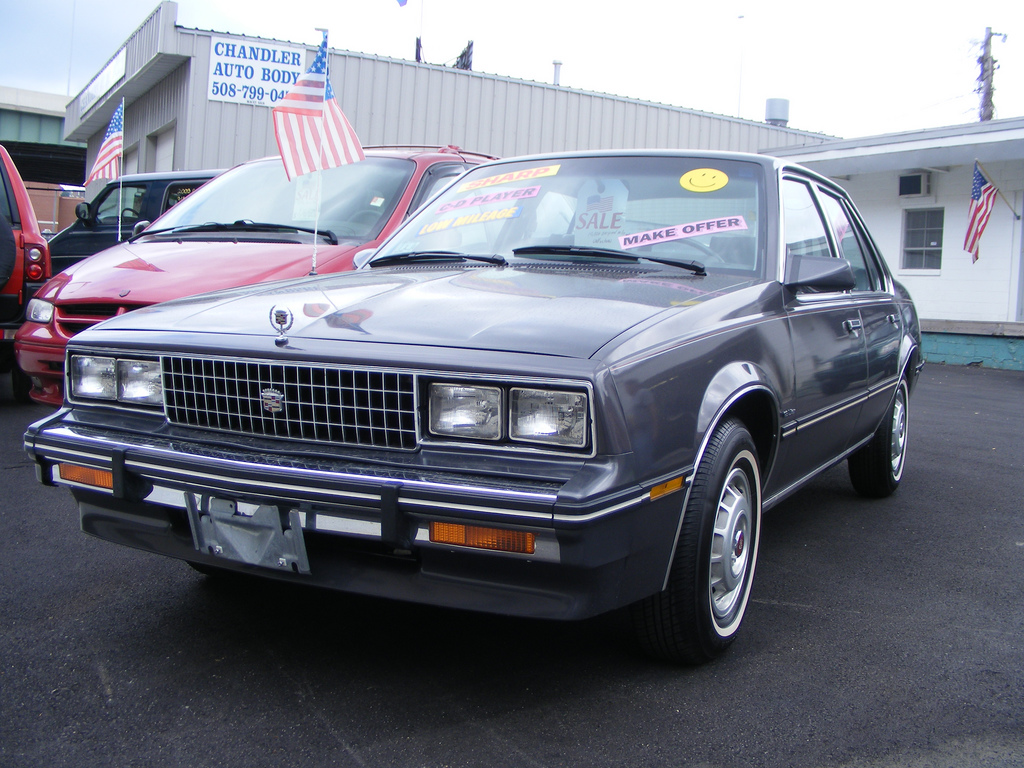
Cimarron 1982 г.

В попытке обращаться к более молодым покупателям, в 1982 г. «Кадиллак» запустил компактный Cimarron. Автомобиль разделил платформу J с Chevrolet Cavalier, Buick Skyhawk, Oldsmobile Firenza, Pontiac J2000, Holden Camira, Isudzu Aska, и Opel Ascona, и как ожидали, лидерством GM в конкуренции с BMW 3-серии в случае коммерческого успеха.

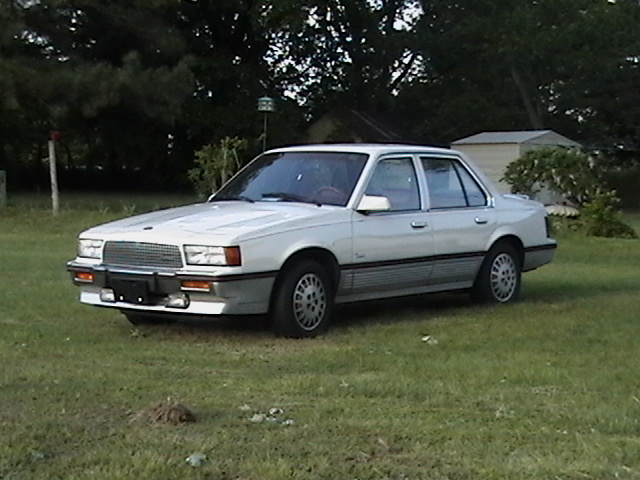
Cadillac Cimarron

Поскольку Cimarron был срочно отправлен в производство примерно на три года раньше срока, первоначально был доступен очень маломощный четырёхцилиндровый двигатель GM 122  и, сначала, были сделаны самые минимальные различия в стиле, чтобы отличать его от значительно более дешёвого Chevrolet Cavalier. Покупатели вообще игнорировали Симаррон как «завышенный по цене Кавалье» с кожаными сиденьями. С 1985 года предлагался двигатель V6 мощностью 130 л.с. Стиль стал больше сочетаться с другим «Кадиллаками» в более поздние годы его выпуска, но после его изначального неприятия продажи значительно не увеличились, и его выпуск был прекращён в 1988.
Эта машина производилась с 1982 по 1988 год и, хотя со временем постепенно отходила от Cavalier всё дальше, не только не стала популярной, но и нанесла существенный вред имиджу престижной марки. Изначально новую машину планировали представить к 1984 году, но паническая ситуация на рынке (с предсказаниями катастрофического роста цен на бензин) заставила корпорацию резко ускорить разработку Cimarron. В связи с этим тогдашний президент General Motors Пит Эстес предупреждал генерального менеджера «Кадиллак» Эда Кеннарда: «у вас не хватит времени на переделку J-машины в „Кадиллак“», по всей видимости, намекая именно на исключительно успешную маскировку изначальной платформы у Seville — на неё было потрачено много времени, которого не было у создателей Cimarron для повторения отработанного плана. Так и получилось: Cimarron ’82 был представлен 21 мая 1981 года — всего через два месяца после публичного анонса первого J-body (Cavalier). И отличия от самой доступной американской машины этого класса были не слишком существенными. Технически Cimarron отличался от прочих авто на этой платформе только наличием гидравлических подушек подрамника для улучшения управляемости и плавности хода. Интерьер с кожаными креслами выполнялся на действительно «кадиллаковском» уровне качества, но за исключением расширенного приборного щитка с тахометром, применённых материалов, улучшенной шумоизоляции и тщательности изготовления был очень похож на Cavalier. Правда, опционально предлагался люк в крыше типа «Vista Vent», недоступный на прочих J-машинах. Самым ужасным было то, что двигатель и трансмиссия совершенно никак не соответствовали стандартам «Кадиллак». Хотя GM наверняка могли сразу же предложить Cimarron с V6 (под капотом было достаточно места), этого сделано не было и машины 1982 модельного года поставлялись с маломощным карбюраторным 1,8-литровым четырёхцилиндровым OHV мощностью всего 90 л.с. Впервые с 1914 года «Кадиллак» предлагал двигатель с таким количеством цилиндров. Хотя Cimarron был прибыльным проектом для GM, его появление считается одной из причин глубокого кризиса «Кадиллак» в конце 1980-х годов, чуть не обанкротившего это подразделение корпорации. Дело не только в имидже — для многих покупателей Cimarron стал последним приобретённым Кадиллаком, настолько неприятны были их ощущения от «Cavalier за двойную цену».
Все J-body были переднеприводными с несущим кузовом, имели колёсную базу 2570 мм (до 1995 года) и идентичную конструкцию подвески:  подвеска типа Макферсон спереди и скручиваемая балка сзади. Передняя подвеска, двигатель и трансмиссия крепились к подрамнику. Мотор располагался поперечно над передней осью. В целом — типичная схема для данного класса машин. Кроме того, абсолютно все автомобили, производившиеся до 1989 года на основе J-body, имели общую центральную часть: крыша, двери и стёкла на машинах с одинаковым типом кузова (например, седан) взаимозаменяемы. Соответственно, внутренние габариты салона также совпадали полностью, хотя дизайн интерьера различался. Основные же отличия заключались в дизайнерских решениях фронтальной и задней частей, причём тут разработчики отличились значительным разнообразием визуальных средств, так что зачастую в машинах можно признать «родственников» только по оконной линии. Разумеется, такие элементы, как молдинги и дизайн колёсных дисков также были принципиально различными.

#### Двигатели V8-6-4 и HT4100
Другим провалом в начале 1980-х был двигатель переменного рабочего объёма, выпущенный под маркой L62 V8-6-4. Представленный в 1981 г., этот 5.7 литровый (368 дюймов³) двигатель выборочно подключал и отключал пары цилиндров соответственно требуемой мощности с помощью соленоидов, которые управляли коромыслами клапанов. Машины, оснащавшиеся двигателями V8-6-4 часто в конце концов поставляли дилерам с отключённой электроникой двигателя, в результате чего они работали как обычные двигатели V8. V8-6-4 был в следующем году снят со всех моделей за исключением лимузина Fleetwood в пользу срочно запущенных в производство семейства меньших алюминиевых двигателей V8.
Инжекторный двигатель V8  HT-4100 объёмом 4,1 л (≈250 дюймов³) широко использовался с 1982 до 1987 гг. Но с двигателем сразу также начались проблемы; алюминиевый блок цилиндров оказался очень непрочным и не допускал перегрева. Большинство HT4100-х, вышли из строя не пройдя и 60 000 миль (97 000 км) и многие из  HT4100, устанавливавшихся на Cadillac в 1982—1987 были заменены производителем по гарантии, хотя, при правильном обслуживании, двигатели часто проходили гораздо больше миль с меньшими проблемами или вообще без проблем.
Проблемы HT4100-х были намного менее серьёзными и частыми чем те, что были в выпускавшемся только один год V8-6-4 и, тем не менее, стоили «Кадиллаку» лояльности многих клиентов. В 1988 г. «Кадиллак» представил 4,5-литровый V8 с алюминиевым блоком цилиндров, оказался очень надёжным, часто эти двигатели в хорошем состоянии после более чем 250 000 миль (400 000 км) пробега. Эта силовая установка была форсирована до 4,9 литров в 1991 г. и выпускалась до 1993.
Известный двигатель Northstar V8 был поэтапно установлен на Eldorado и стал силовой установкой основного модельного ряда «Кадиллак» с 1993 модельного года на протяжении всего следующего десятилетия.

#### Конец десятилетия и Cadillac Allanté

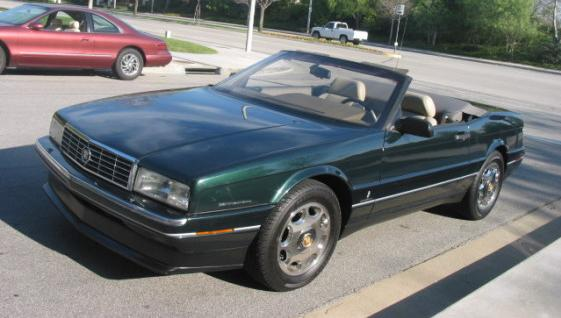
Allante 1987 г.

В 1987 году компания предприняла попытки перестроить собственный имидж, осознавая, что импортируемые европейские и японские перспективные модели были на подъёме, в связи запуском Honda своего американского элитного подразделения Acura. Были попытки некоторых новых подходов к дизайну: Cadillac Seville был уменьшен к пропорциям серии BMW 5, арки колёс были округлены, в отличие от традиционных «квадратных» арок Cadillac. Экстерьер выполнен лишь с намёком на хром.

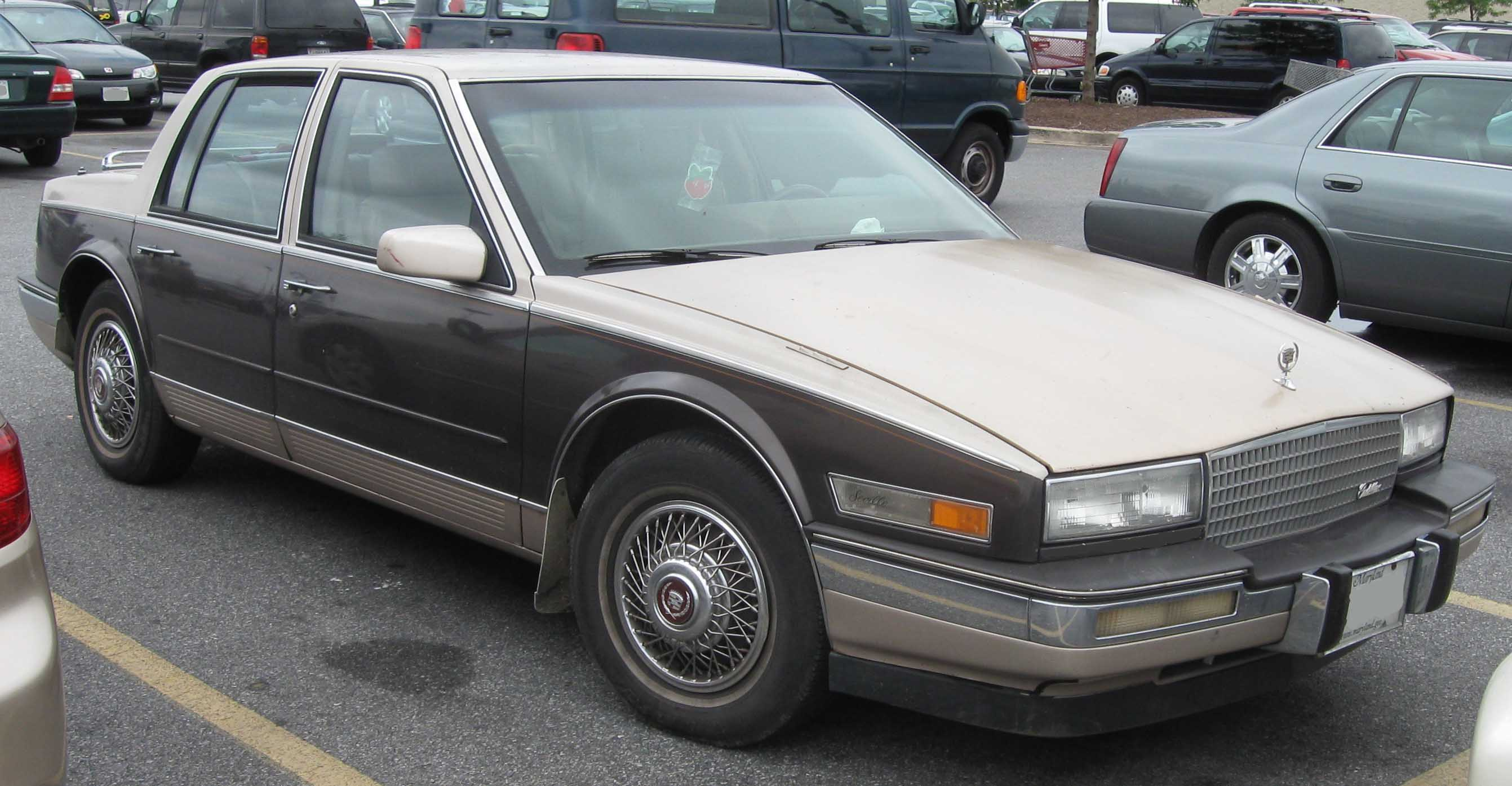
Cadillac Seville 1986 г.

 За этот период, наибольшим вызовом импортным спортивным автомобилям был Allanté. Кабриолет, разработанный итальянским Pininfarina, и рекламировался как самая длинная в мире производственная линия — с кузовами автомобиля, изготовленными в Италии, перевезёнными грузовым Boeing 747 в Соединённые Штаты, для установки в них двигателя и трансмиссии.

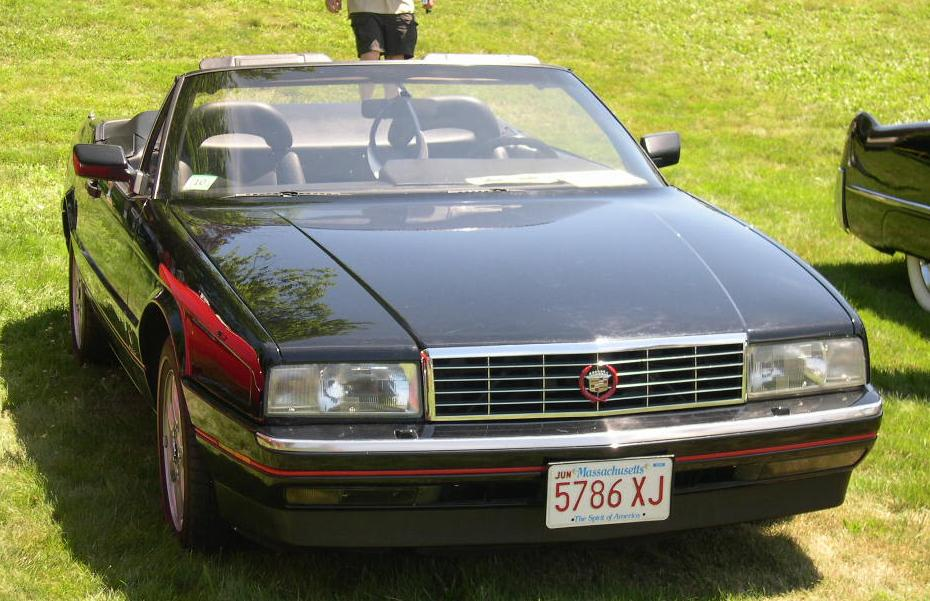
Allanté 1987 г.

За первые два года производства «Кадиллак» не предложил никаких вариантов для Allante за исключением вариантов интерьера и окраски. Как и Cimarron несколькими годами ранее, выпуск Allante был начат с двигателем, который был ниже ожиданий его целевого рынка. 170-сильного (130 кВт) двигателя HT-4100 было недостаточно против более мощных двигателей конкурентов. Такая первоначальная платформа отвратила много потенциальных клиентов, которые считали, что для своего ценника в 55 000 $ машина недостаточно мощная, что приводило их к выводу, что Кадиллак мобилизовал далеко не все свои возможности на разработку автомобиля с высокими характеристиками. В 1989 силовой агрегат был улучшен с 4,5 л двигателем мощностью 200 л. с. (150 кВт). В 1993 году силовой агрегат снова был модернизирован для приемлемой работы с 4,6 л двигателем Northstar V8 мощностью 290 л. с. (220 кВт). Этот год, как оказалось, стал последним годом производства, поскольку продажи Allanté никогда не достигали объёмов, на которые надеялся «Кадиллак».
В конце десятилетия свет увидели новые модели De Ville 1989 и Brougham, воплотившие в себе все усилия дизайнеров и стилистов компании.

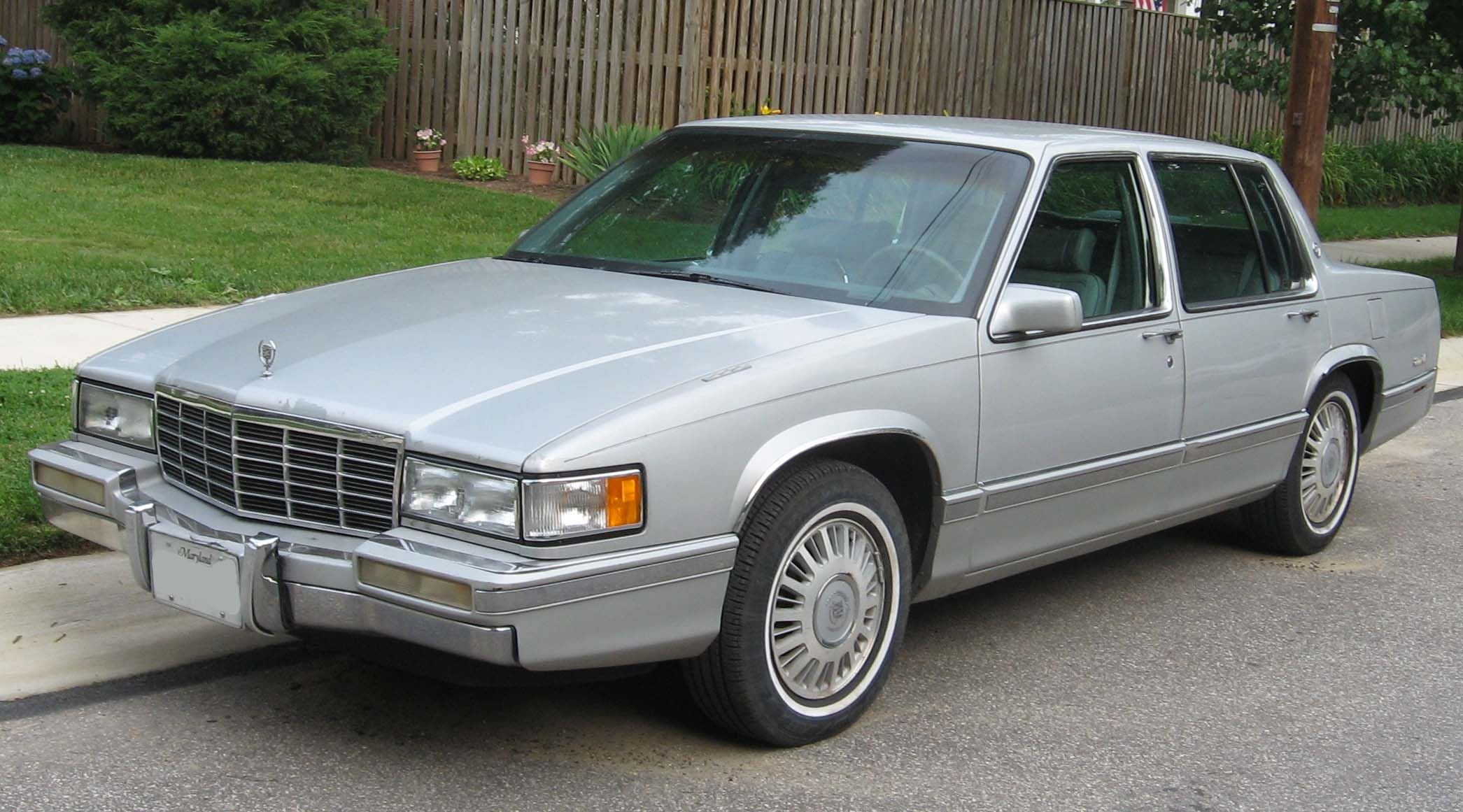
Cadillac De Ville, фейслифт 1989 г.

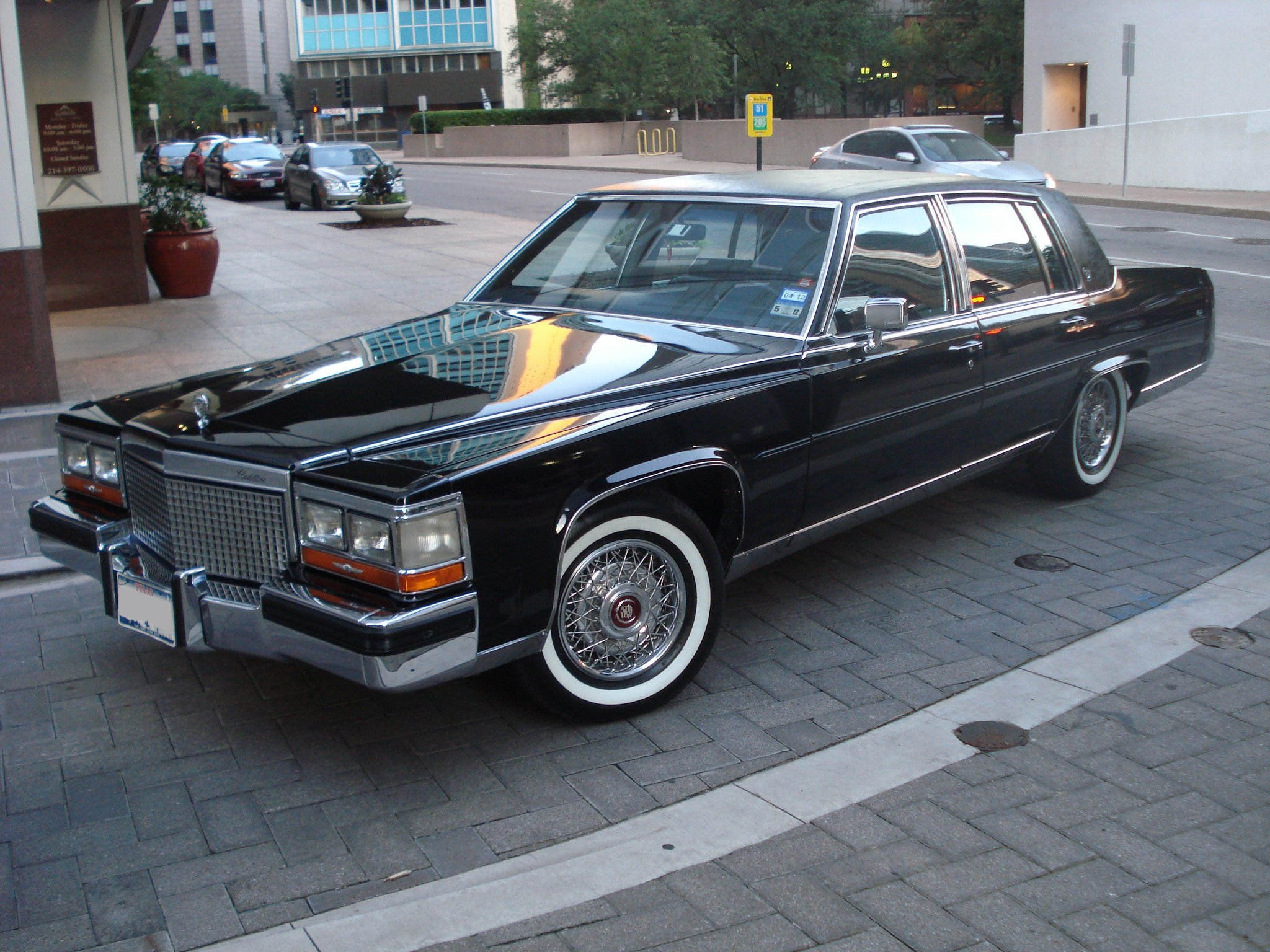
Cadillac Brougham 1988 года.

### 1990-е годы
В 1990 году компании была присуждена награда за качество Malcolm Baldrige National Quality Award. «Кадиллак» стал первой автомобильной компанией, получившей национальную премию Baldrige, и до 1997 года оставался единственным производителем автомобилей, удостоенным такой оценки.
|  |  |

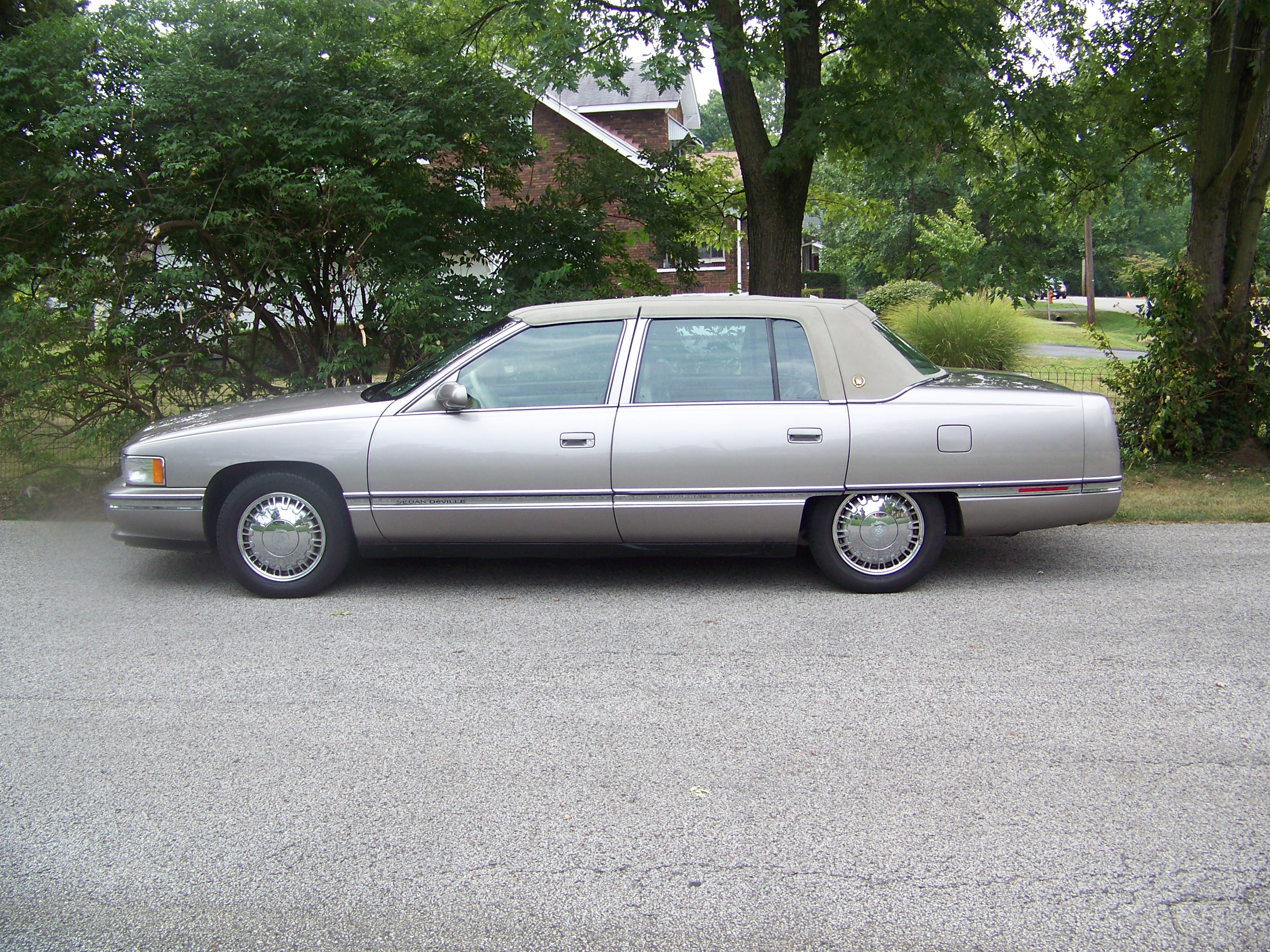
Cadillac Sedan De Ville Touring Concours 1996 г.

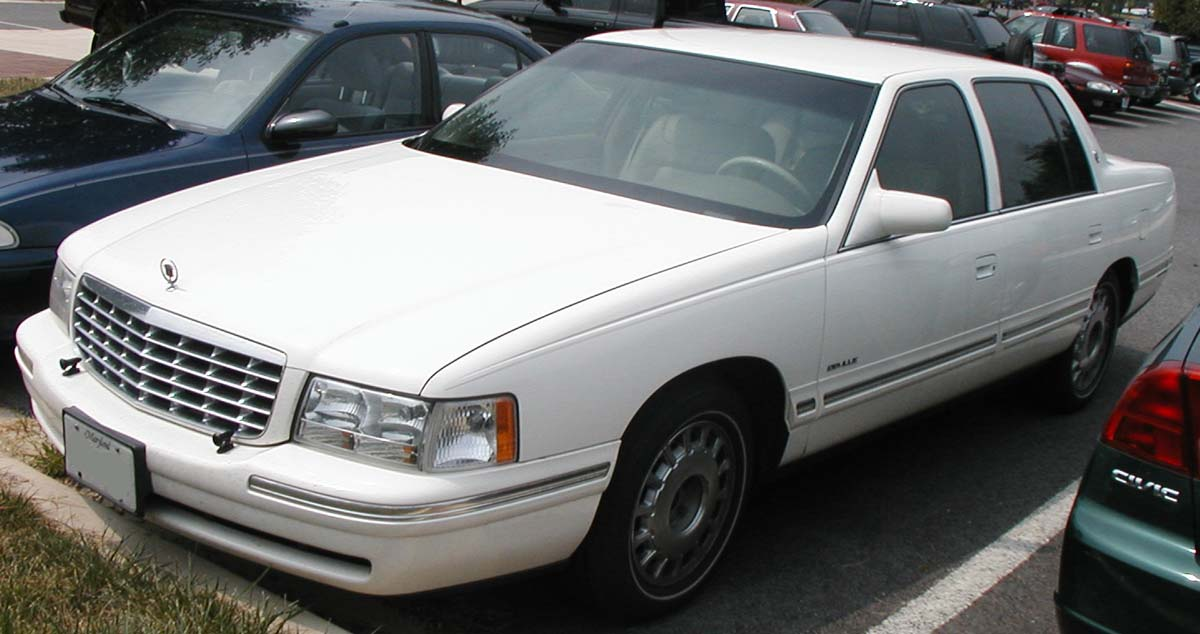
Cadillac De Ville 1997—1999 гг.

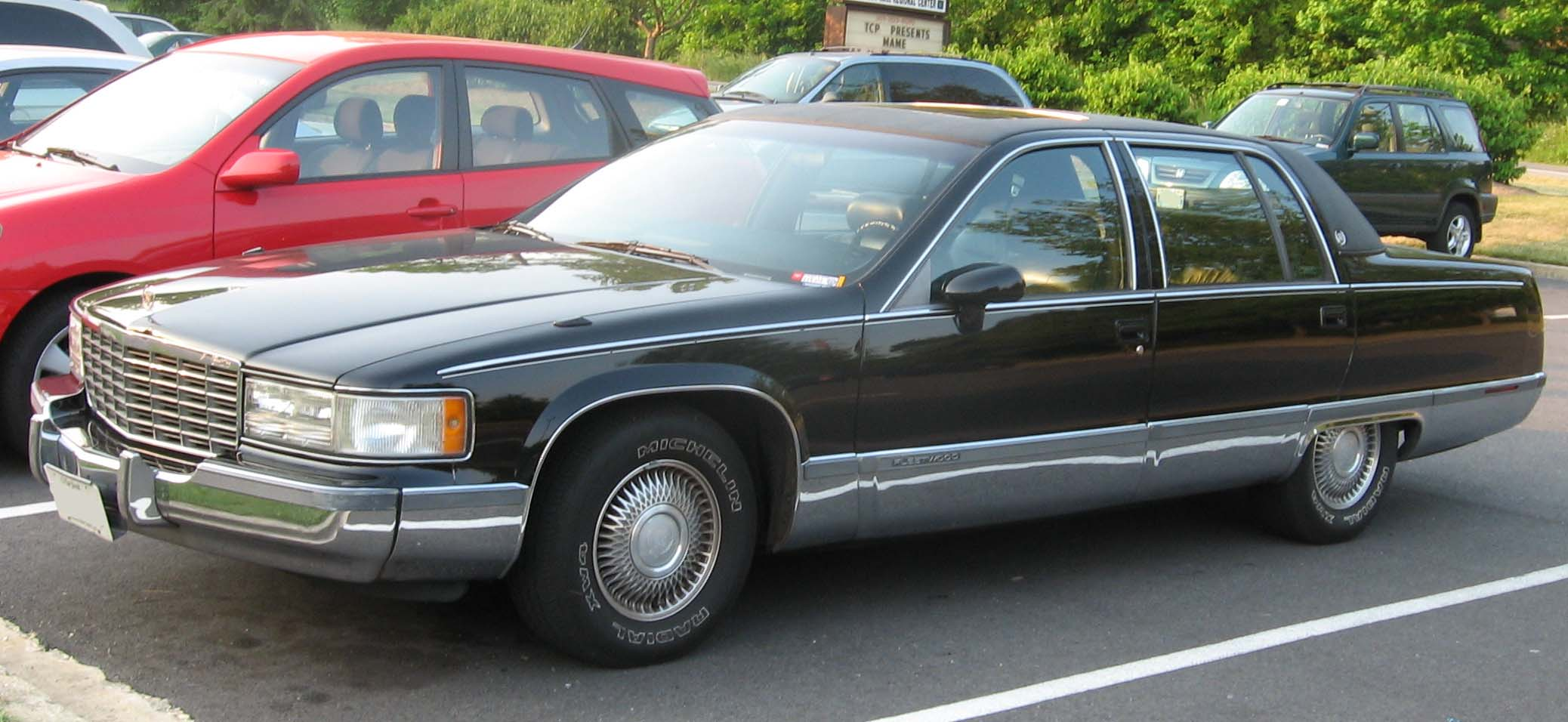
Cadillac Fleetwood 1993 г.

В 1992 году претерпевшие значительные изменения Eldorado и Seville получили всемирное признание. Наряду с другими наградами Seville получил приз «Автомобиль года» журнала Motor Trend. Спустя год Seville поднялся ещё на одну ступень, получив двигатель Northstar.

#### Двигатели  Cadillac Northstar
Разработка принципиально новых двигателей началась в 1984 году, после неудач с дизелем V8 и двигателем V8-6-4.
Производство было запущено в 1992 году. Двигатель изначально имел конфигурацию V8 и рабочий объём 4.6 л (279 куб. дюймов). Блок цилиндров и головки блока цилиндров из алюминиевого сплава, гильзы цилиндров - чугунные, «мокрые». Двигатель имел принципиально новый газораспределительный механизм типа DOHC с четырьмя верхними распредвалами и 4 клапанами с гидрокомпенсаторами на цилиндр. Двигатель изначально выдавал мощность 275 л.с, позднее мощность была увеличена до 300 л. с. В следующем поколении была применена система изменения фаз газораспределения VVT — для заднеприводного Cadillac STS. Версия двигателя с объёмом 4.4 л для Cadillac STS-V и родстера XLR-V была оснащена двумя турбокомпрессорами и выдавала мощность 469 л.с. Двигатели первого поколения устанавливались на Cadillac Seville, DeVille, Eldorado, а с 1996 года — на все модели Cadillac.
Двигатель устанавливался на автомобиль сразу с следующими системами:
• RSS (Road Sense Suspension) с  двухрежимными электронно-управляемыми амортизаторами;
• 4-х ступенчатой АКПП GM 4T80-E (передаточное число главной передачи разное для разных моделей) ;
• Гидроусилителем руля  Magnasteer с электронным «утяжелением» на высокой скорости;
• Дисковыми тормозами на всех колесах с системой ABS Bosch.
Двигатель имел интересную функцию «доковылять до дома» (Limp home). При разрыве системы охлаждения и вытекании охлаждающей жидкости система управления отключала подачу топлива в один из рядов цилиндров. Когда тот остывал, подача топлива возобновлялась и отключался другой ряд. В таком «аварийном» режиме автомобиль мог проехать 100 миль(160 км) без повреждения двигателя (естественно, на умеренной скорости).
Последнее поколение Cadillac Fleetwood
В 1993 году было представлено новое поколение Fleetwood, вновь получившее заднеприводную платформу General Motors D. На сей раз использовались двигатели от модели Corvette LT05 и с 1994 года более мощный LT11 объёмом 5.7 л. Обозначение Brougham вернулось, но уже в виде комплектации. Модель выпускалась недолго — выпуск был прекращен в 1996 году.

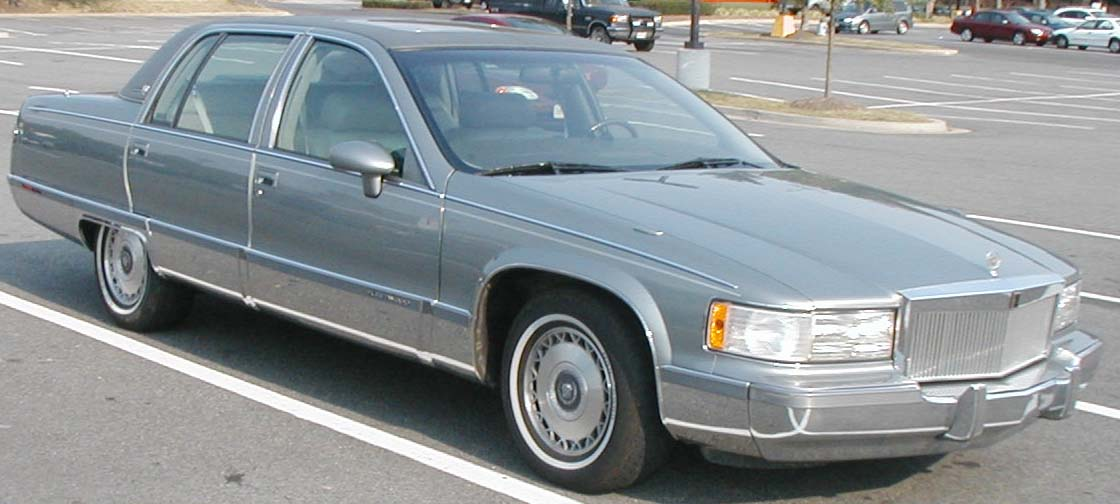
Cadillac Fleetwood Brougham 1993—1996 гг.

Удлинённый Cadillac Fleetwood 1993 года использовал Билл Клинтон, в течение двух сроков на посту президента США. Сейчас машина находится в музее.
После ухода Fleetwood, Lincoln Town Car остался единственным традиционным полноразмерным автомобилем класса «люкс» на американском рынке.
В 1996 году мощность двигателя Northstar была увеличена до 300 лошадиных сил (на автомобилях DeVille Concours, Eldorado Touring Coupe, Seville STS.
В 1997 году на моделях Seville STS, Eldorado Touring Coupe и DeVille Concours появляется эксклюзивная система безопасности StabiliTrack. В добавлении к этому «Кадиллак» меняет дизайн автомобиля DeVille, вводя новую модификацию — d’Elegance. Это новое детище «Кадиллака» соединило в себе особый американский шик с современным техническим оснащением и высоким уровнем комфорта. Во всех автомобилях DeVille появились боковые подушки безопасности.
Cadillac Catera
С 1997 по 2001 год предлагалась люксовая модель «начального уровня» Cadillac Catera: за основу был взят Opel Omega B второго поколения в максимальной комплектации MV6 с двигателем  V6 объёмом 3.0 л и мощностью 211 л.с. Комплектация была дополнена кожаным салоном, климат-контролем, стереосистемой Bose, системами ABS и TCS. Экстерьер был дополнен эмблемами «Кадиллак», а также переделанной задней частью в чисто американском духе. Сам автомобиль, собственно, также производился в Германии вместе с Omega и импортировался США.
В отличие от Cimarron, автомобиль сразу имел достаточную мощность и был построен на проверенной платформе. Несмотря на отсутствие явных технических проблем, успешным автомобиль не стал, хотя объём продаж был неплохим - за четыре года было продано 95 тысяч штук. 

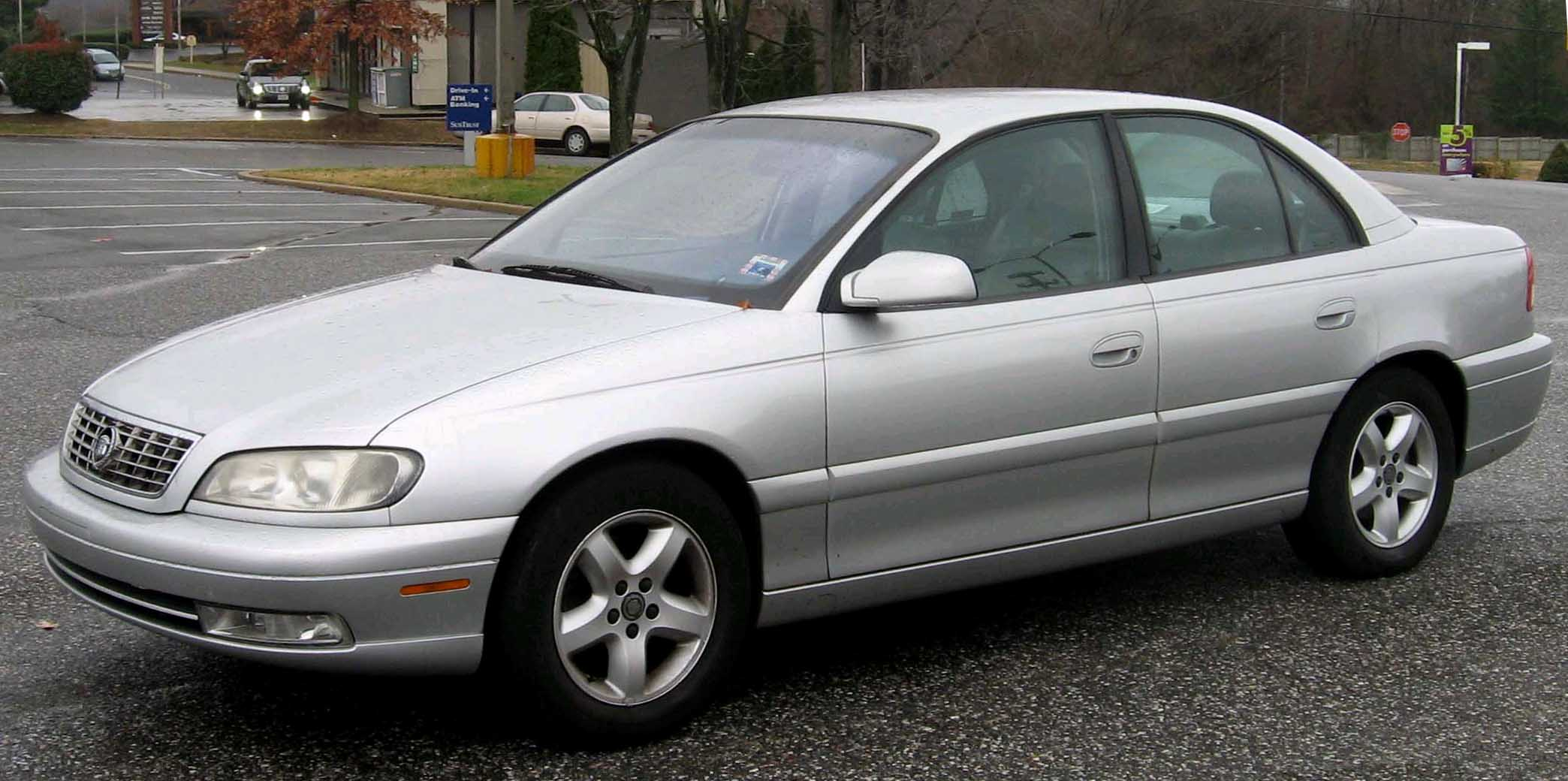
Cadillac Catera.

Наверное, покупателям все же трудно было убедить себя, что они купили именно Cadillac, а не Opel,  также как и много лет назад покупателям Cimarron было трудно убедить себя, что они купили именно Cadillac, а не Chevrolet по двойной цене.
Сказывалась и конкуренция с Honda Accord, Toyota Camry и Audi A6.

#### Cadillac Escalade и соревнование с Lincoln

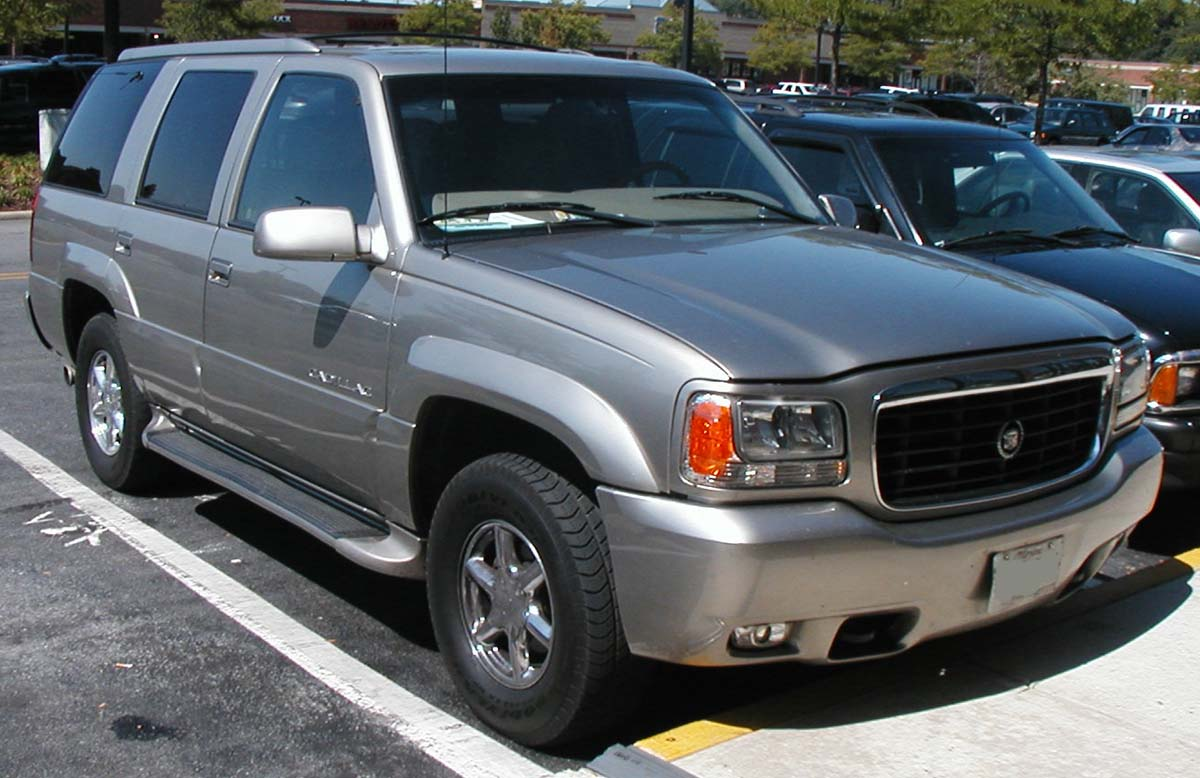
Cadillac Escalade 1999—2000 гг.

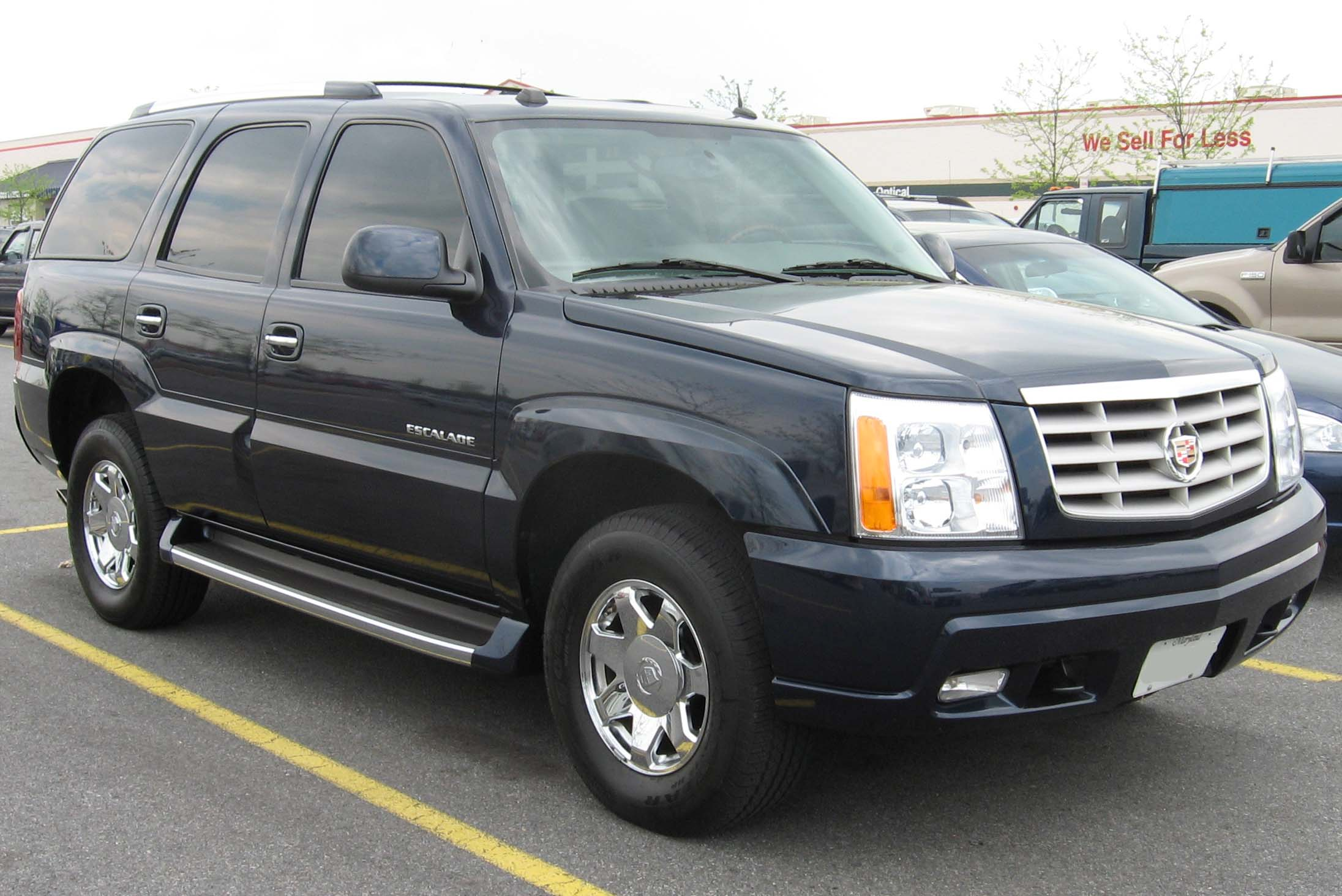
Escalade второго поколения.

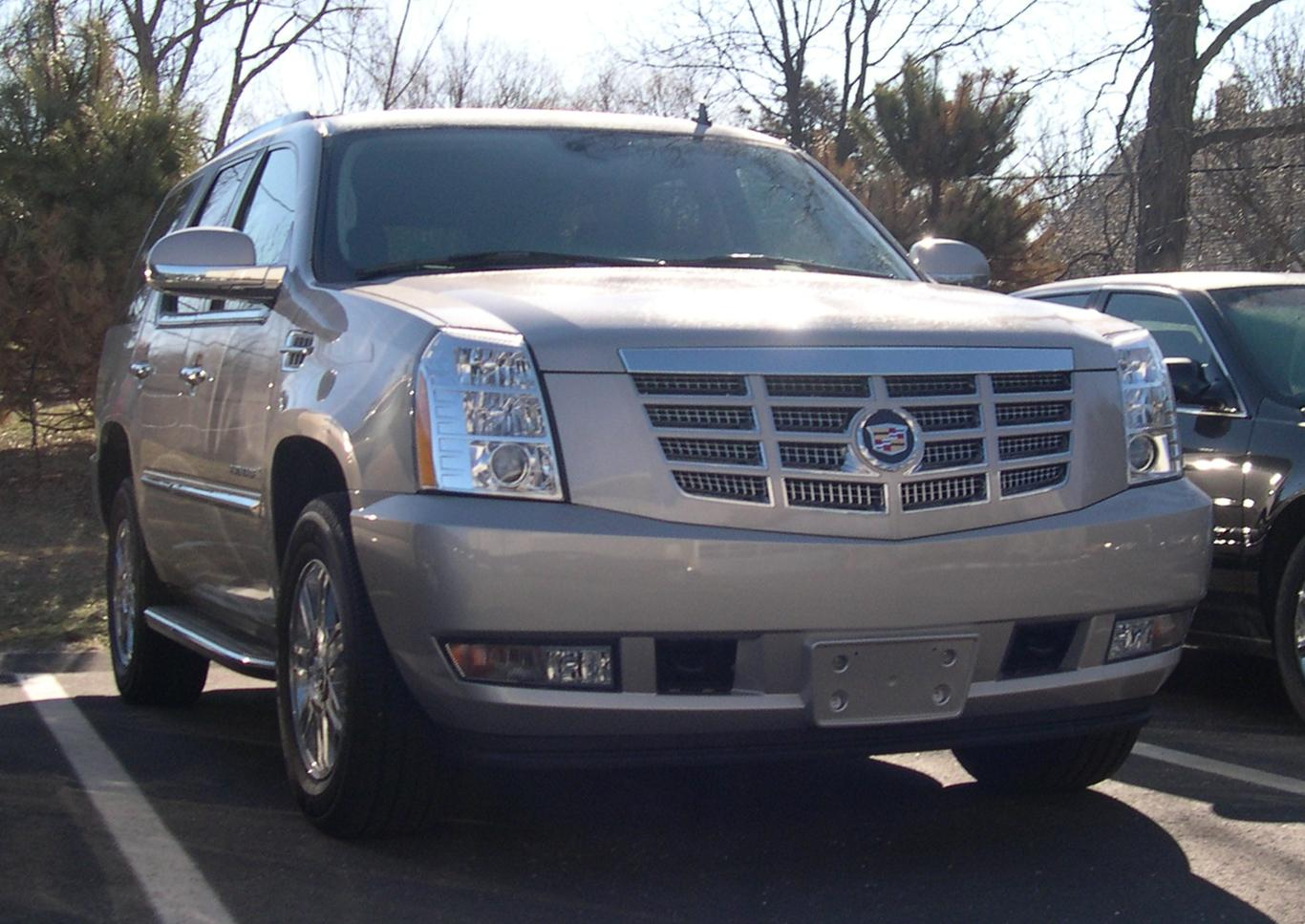
Cadillac Escalade третьего поколения.

Основная новинка 1998 — полноприводной внедорожник Escalade, призванный конкурировать с Lincoln Navigator.
Это был первый SUV (англ. Sport Utility Vehicle, но больше прижилось определение SubUrban Vehicle —  автомобиль для поездок за город, т.е. кроссовер) марки Cadillac, и он был представлен в 1998 г. для 1999 модельного года. Автомобиль был выпущен всего за восемь месяцев. Как и Catera, новый внедорожник был построен на базе GMC Yukon Denali путем ребеджинга, и отличался стандартным полным приводом. Такая спешка была обоснована успехом Lincoln Navigator, выпущенного годом ранее и, по-видимому, предназначенного для занятия рынка премиальных внедорожников, не допустив туда «Кадиллак». Этого нельзя было допускать ни в коем случае. Технически Escalade ничем не отличался от своего «двойника» GMC Yukon, имел тот же устаревший двигатель объёмом 5.7 л. и мощностью всего 255 л.с.  против двигателя Lincoln мощностью 300 л.с. и объёмом 5.4 л. Экстерьер тоже отличался не сильно, хотя и Escalade получил массивные «очки» фар.
Интерьер Yukon нельзя было назвать бедным, но интерьер «Кадиллака» должен был быть по настоящему шикарным. В дополнению к стереосистеме Bose с семью динамиками, интерьер Escalade был отделан вышивкой, натуральным деревом, перфорированной кожей, подогревом всех сидений, оригинальной приборной панелью, автоматическим включением фар и освещения в салоне, оригинальной цветовой схемой и т.п. Количество пластика в салоне было сведено к минимуму. Во всех возможных местах были эмблемы Cadillac.
Чтобы «обогнать» Lincoln, GM даже пошли на фальсификации объёмов продаж, «приписав» в ноябре 1998 года 4773 автомобиля.
Десятилетие вряд ли можно было назвать удачным для марки. В США в 1998 году одних Mercedes-Benz было продано 170 тысяч - почти столько же, сколько было произведено «Кадиллаков». Honda Accord продавались по 400 тысяч в год - в четыре раза больше, чем было произведено сравнимой Catera за все время. Однако одна победа все же была одержана - увеличивающий продажи с каждым годом Toyota Land Cruiser удалось вытеснить с перспективного рынка SUV.

### 2000-е годы
Escalade II

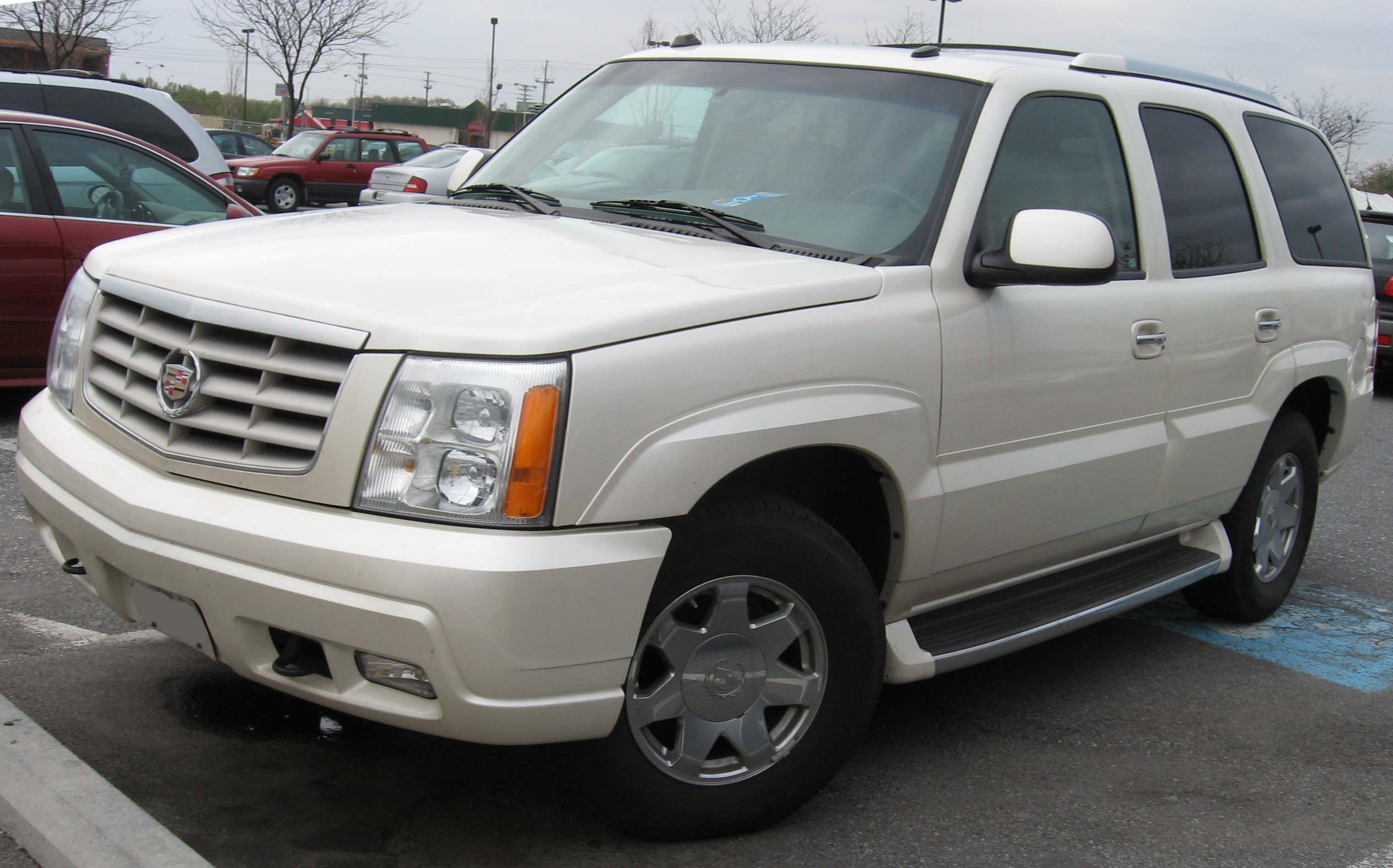
Cadillac Escalade 2002—2006 гг.

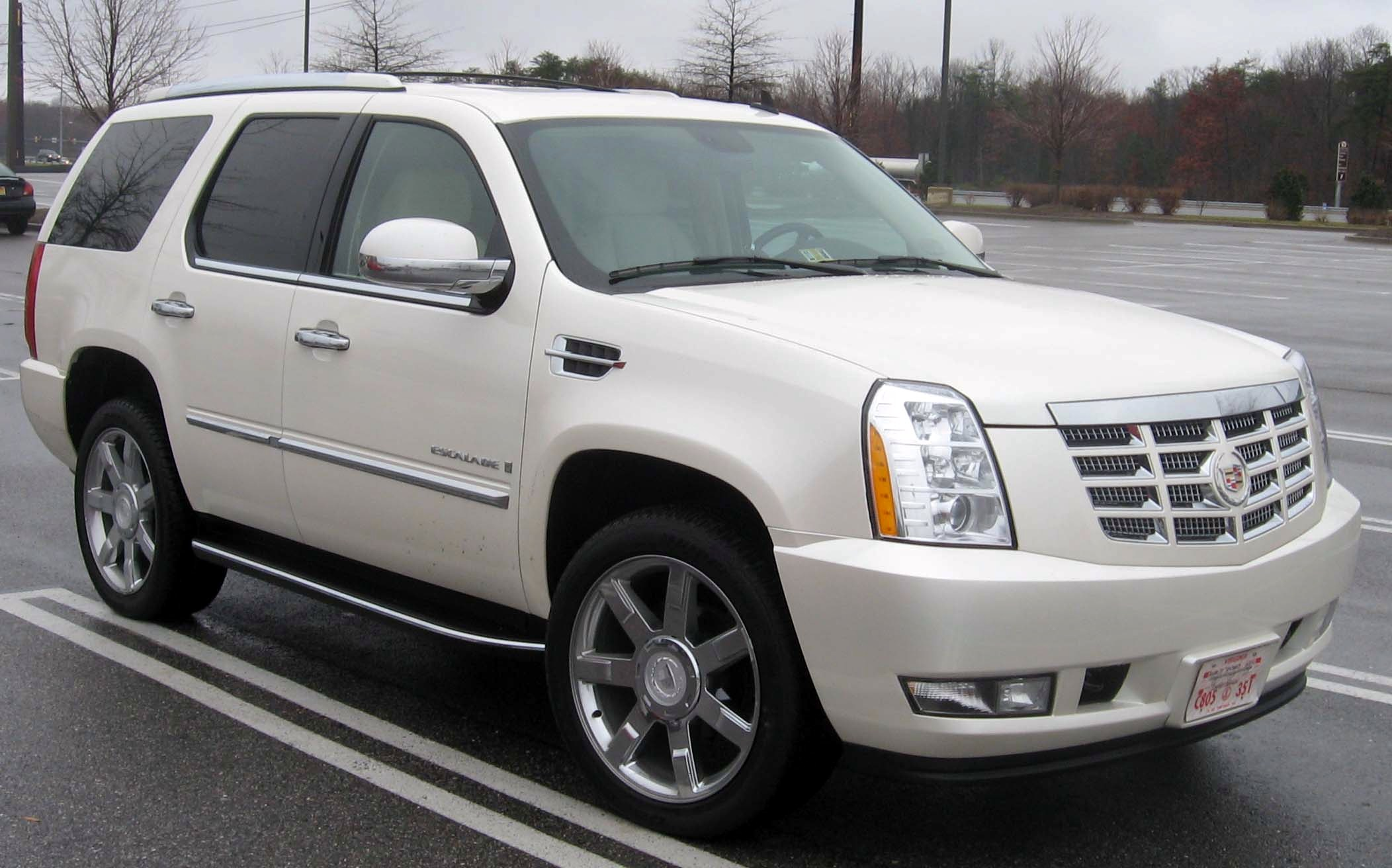
Cadillac Escalade 2007—2008 гг.

В 2001 году появился Cadillac Escalade II поколения. Escalade II предлагался как с полным, так и с задним приводом, в отличие от полноприводного предшественника. Базовая заднеприводная версия имела новый двигатель объёмом 5,3 литра и мощностью 300 л. с. Полноприводная версия имела двигатель Vortec от первого поколения, но увеличенный до объёма 6,0 л и мощностью 350 л. с. Автомобили, кроме стандартного кузова, выпускались в удлиненном кузове ESV и пикап EXT.
Последние Eldorado, Deville и Seville

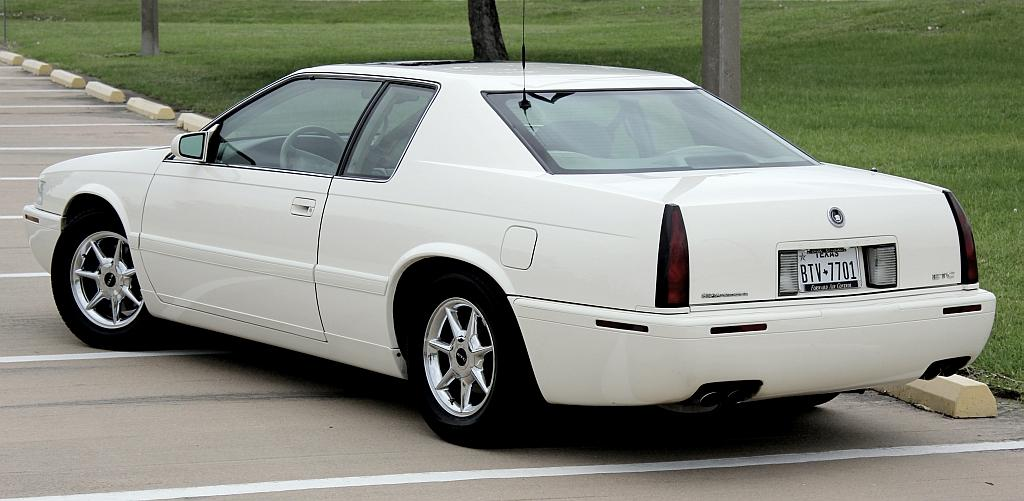
Cadillac Eldorado, коллекционная серия.

В 2002 году завершилось 50-летнее производство двухдверного купе Cadillac Eldorado. Машины коллекционной серии были выпущены ограниченным тиражом. 1593 кабриолета получили двухцветное красно-белое оформление. На приборной панели были шильдики с описанием 50-летней историей марки.

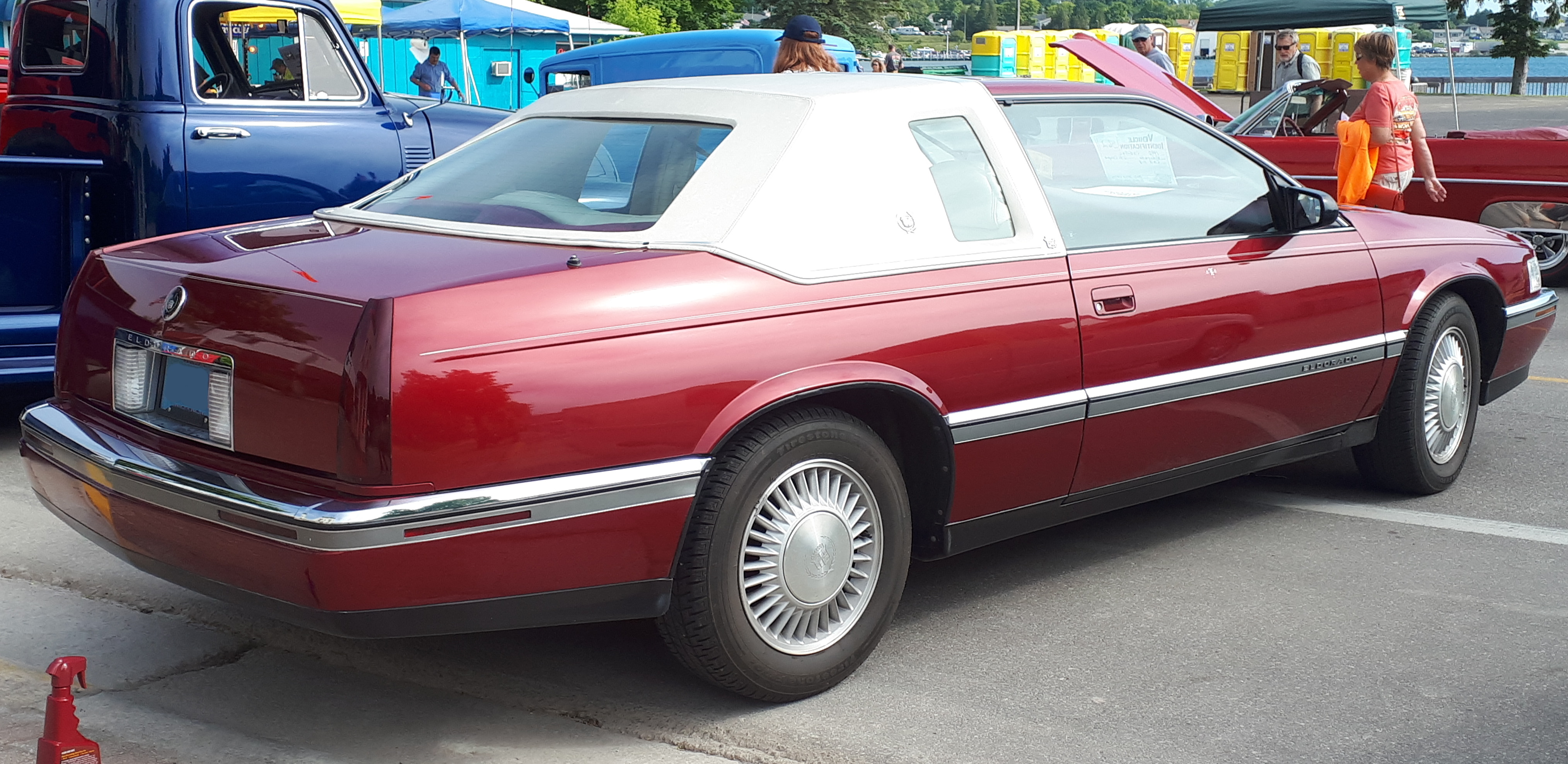
Кабриолет Eldorado, коллекционная серия.

 Последняя произведенная машина была направлена в музей Cadillac.

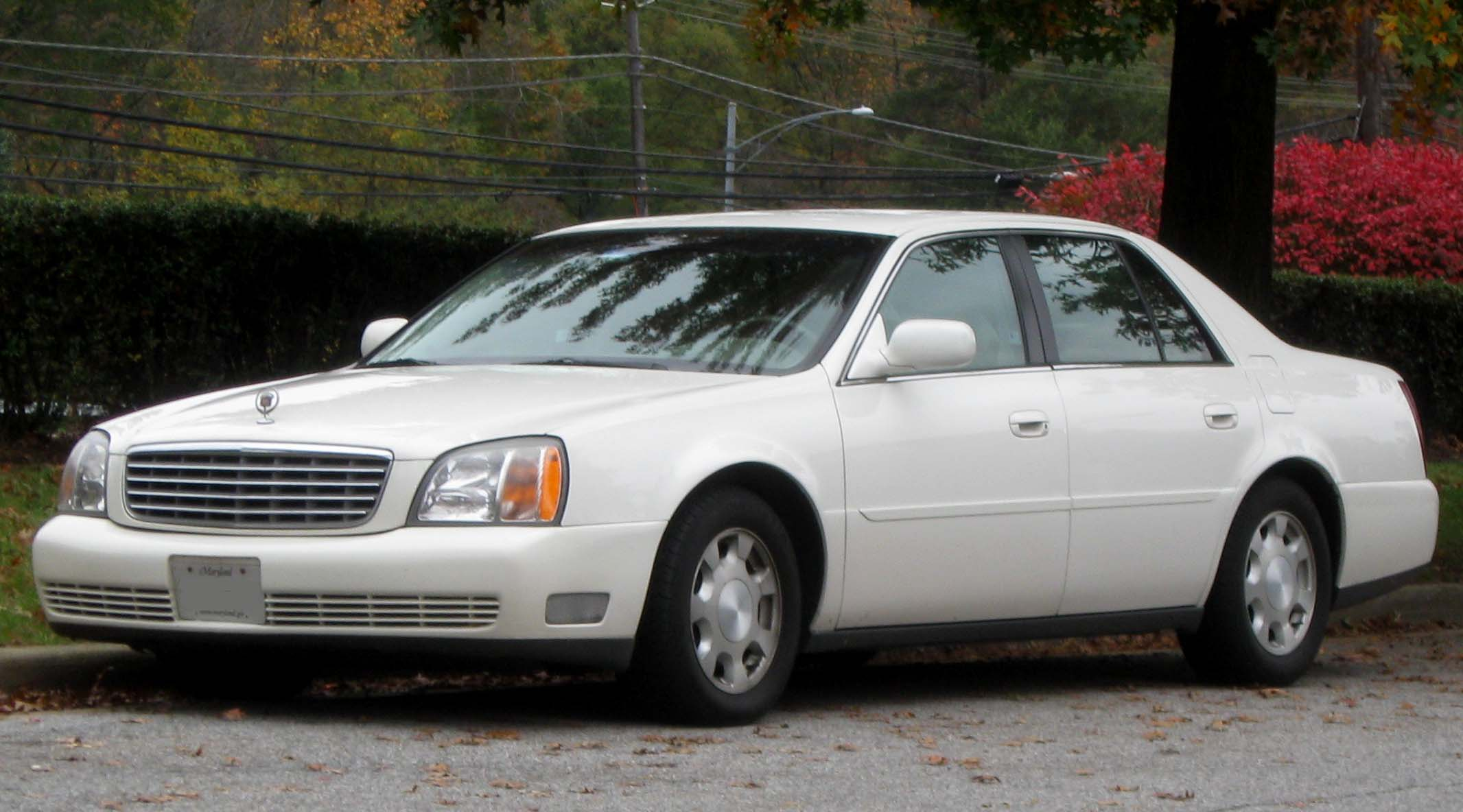
Cadillac DeVille 2000 г.

Новое и последнее поколение Deville получило новый обтекаемый кузов с Cx=0.30. Интерьер был значительно переработан. Автомобиль мог оснащаться задними массажными креслами и тонировочной накладкой заднего стекла. «Умная» подвеска MagneRide с системой стабилизации имела управляемые амортизаторы, устроенные по принципу  линейного электродвигателя.  Мощность двигателя Northstar V8 была доведена до 400 л. с.
Автомобиль мог быть оснащен уникальной системой ночного видения NightVision, разработанной компанией Raytheon. Инфракрасные камеры, спрятанные в решетке радиатора, передавали черно-белое изображение, обработанное компьютером, на проекционный дисплей лобового стекла.
Аналогичные системы (кроме Night Vision) получило и последнее поколение Cadillac Seville в топ-версии STS, выпускавшееся до 2003 года.
Cadillac CTS

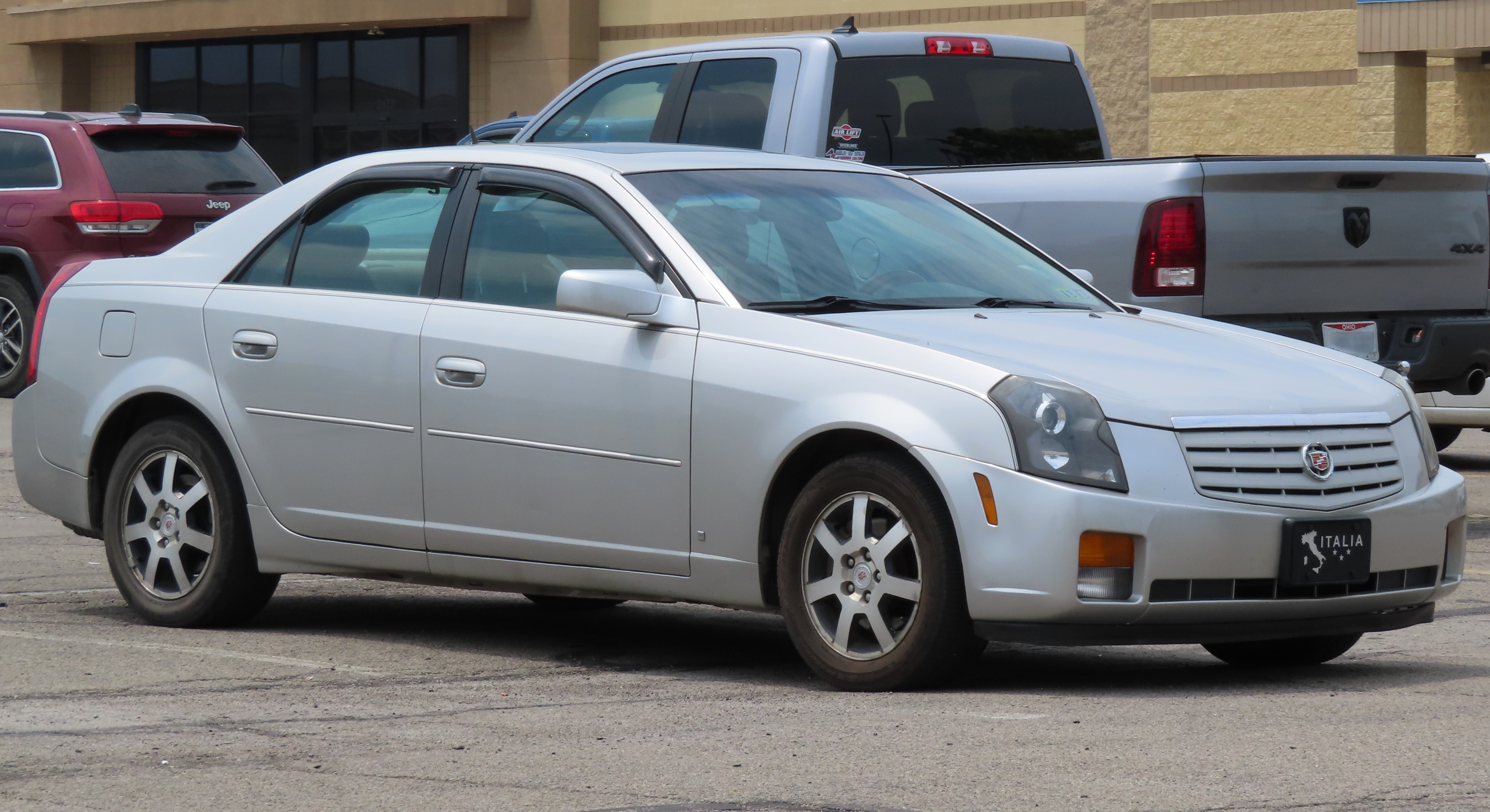
Cadillac CTS первого поколения

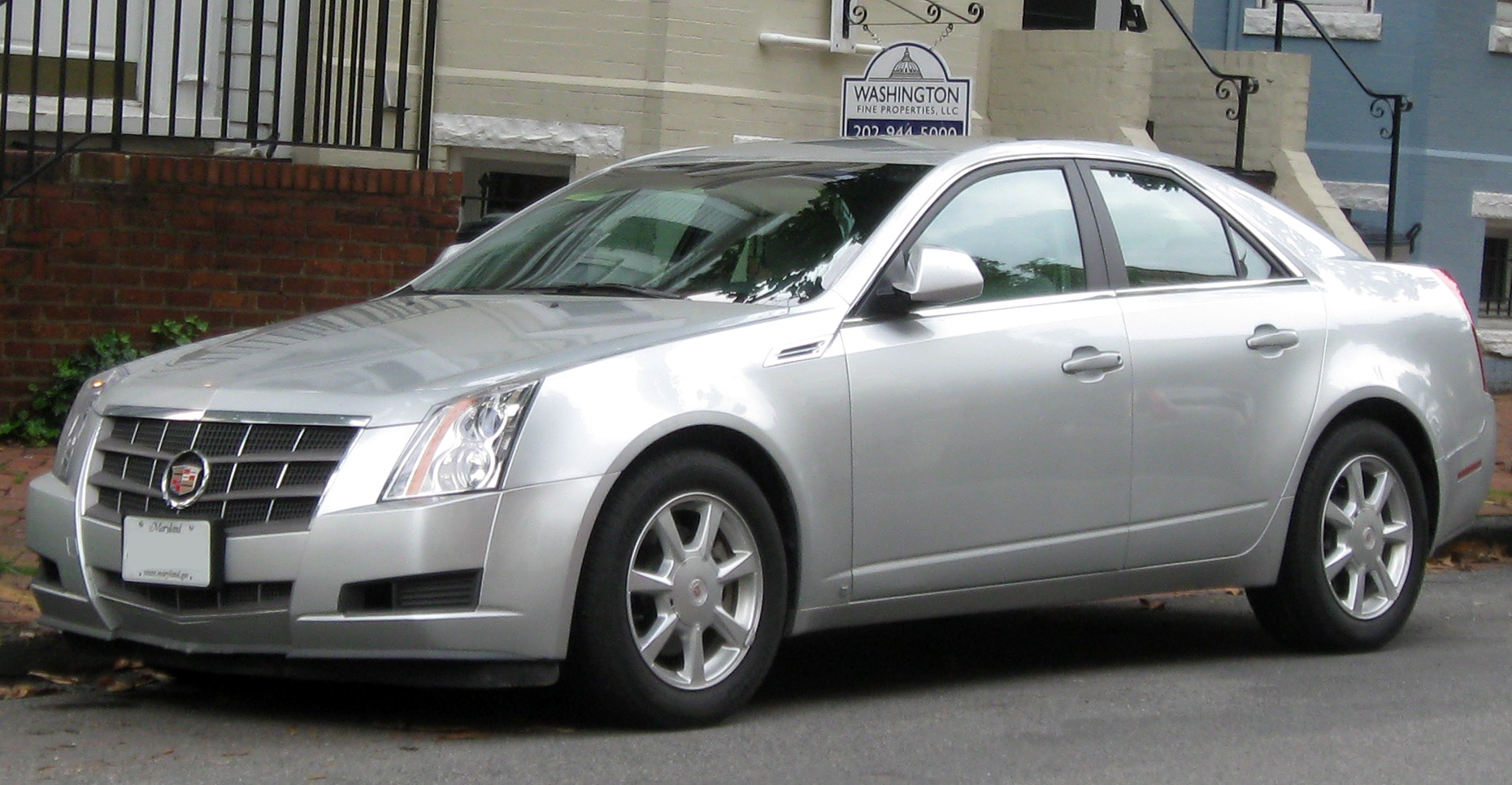
Cadillac CTS второго поколения

В 2001 года модель Cadillac Catera была заменена новым  седаном Cadillac CTS. Премьера этого компактного спортивного седана 2002 модельного года состоялась на автосалоне во Франкфурте-на-Майне. CTS в отличие от Catera, основанной на Opel Omega B, был построен на собственной заднеприводной платформе GM Sigma. Автомобиль выпускался в следующих кузовах;  четырёхдверный седан, двухдверное купе и пятидверный универсал. Вначале модель унаследовала от Catera  двигатель V6 объёмом 3,2 л. мощностью 225 л. с. , а 2004 году предлагался двигатель V6 объёмом 3,6 л и мощностью 255 л. с. С 2005 года двигатель  стандартной комплектации был заменён на новый V6 объёмом 2,8 л.
Машина оснащалась новой 5-ступенчатой АКПП 5L40E, также предлагалась с 5-ступенчатой МКПП Getrag, это был первый автомобиль Cadillac с МКПП со времён Cimarron.
В 2004 году был выпущен новый спортивный Седан CTS-V, призванный конкурировать с BMW M3 и M5 и с Mercedes-AMG. Автомобиль получил двигатель V8 рабочим объёмом 5,7 литра, мощностью 400 л. с. и 6-ступенчатую МКПП от модели Corvette Z06. Также были установлены четырёхпоршневые тормозные суппорты Brembo, спортивная подвеска с усиленными пружинами и амортизаторами, 6-болтовые ступицы вместе с новыми колесами R18, спортивный экстерьер.

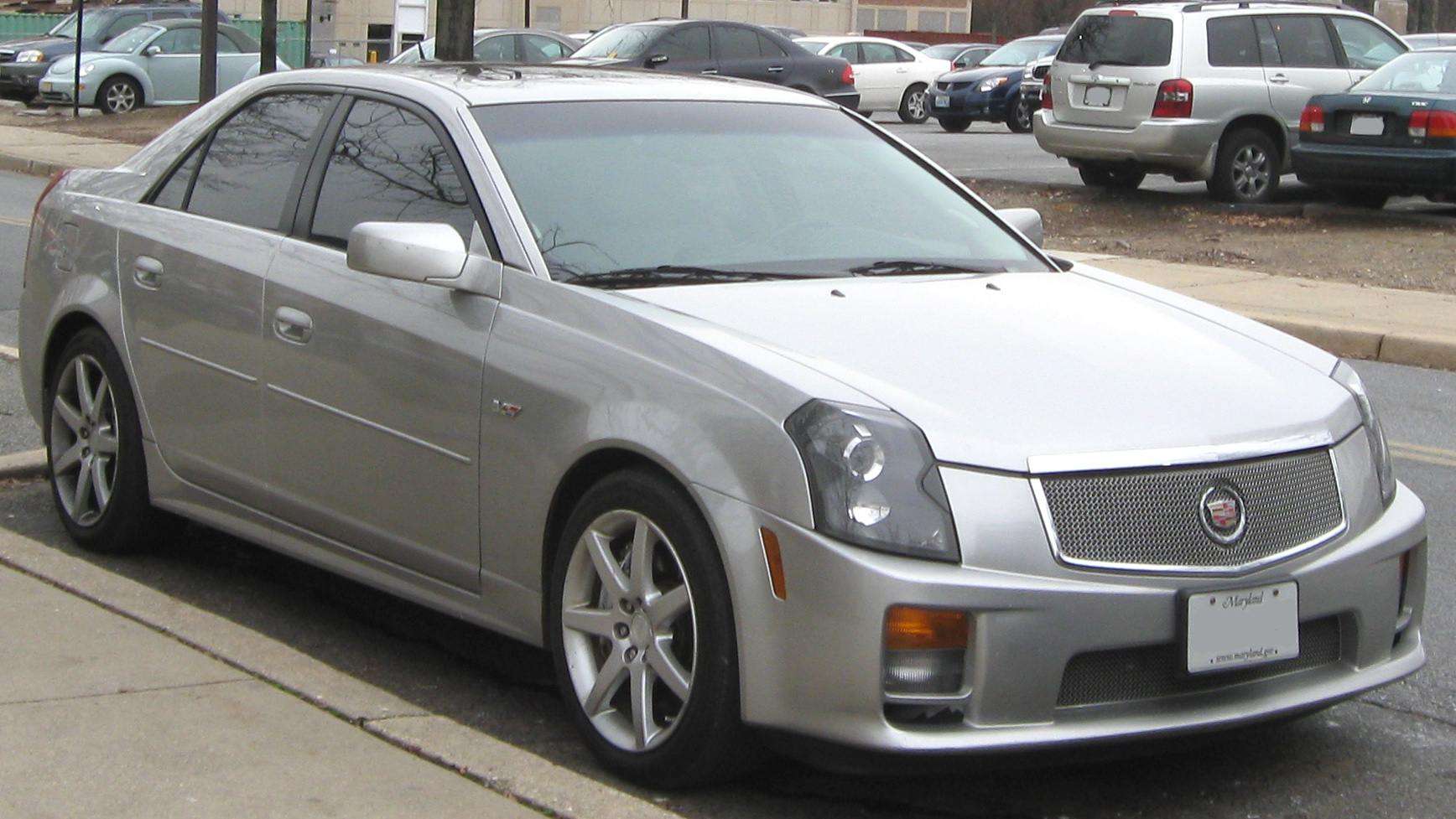
Cadillac CTS-V

Автомобиль разгонялся от 0 до 97 км/ч за 4,8 секунды.

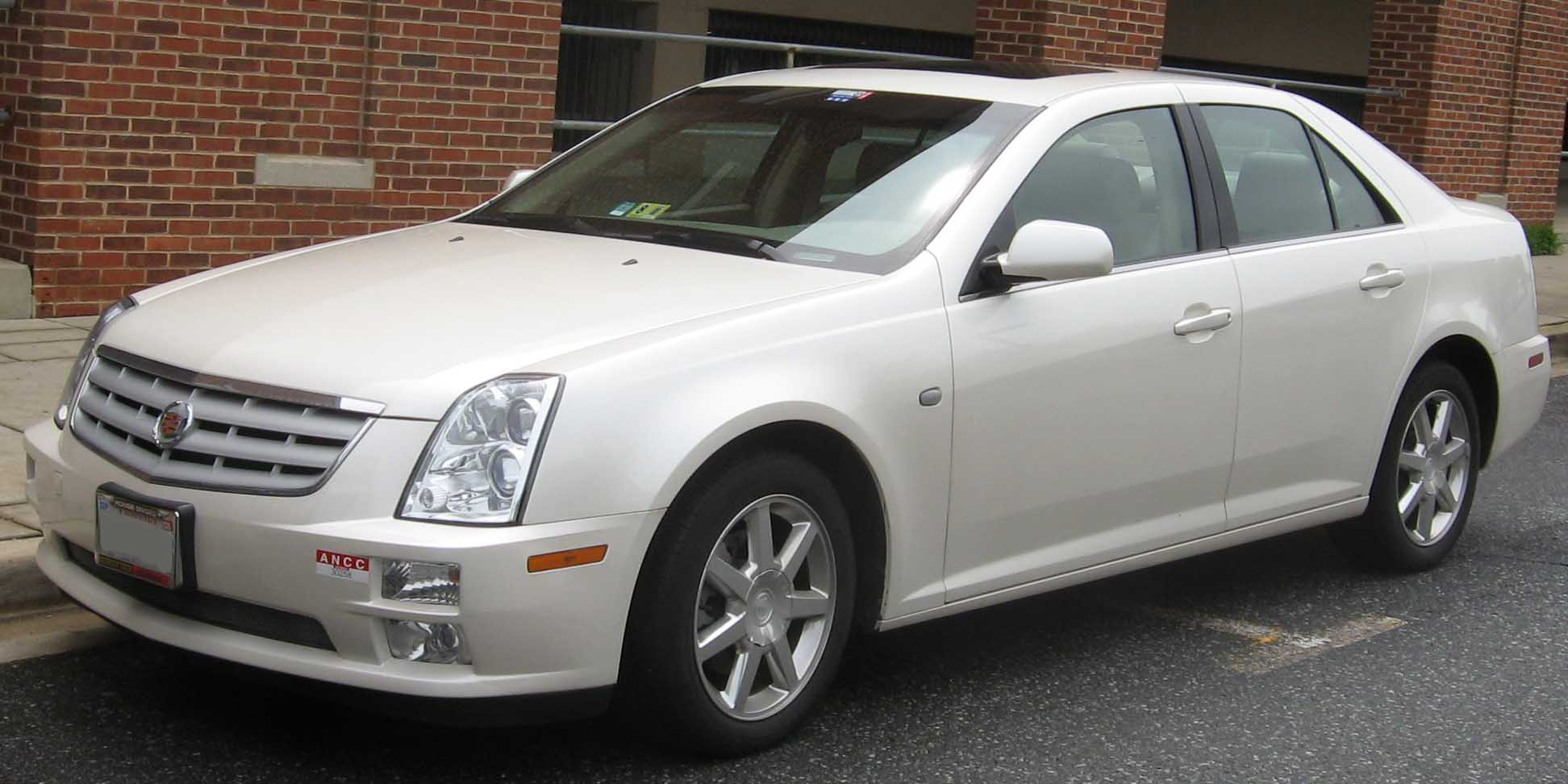
Cadillac STS
В связи с прекращением производства Cadillac Seville компании требовалась новая флагманская модель. STS была основана на той же заднеприводной платформе GM Sigma, что и CTS.
Автомобиль выпускался с задним приводом и с полным приводом. Как и предшественник Seville STS, модель получила «умную» подвеску Magneride. В стандартной заднеприводной комплектации устанавливался двигатель V6 объёмом 3,6 л. В полноприводной версии устанавливался двигатель V8 Northstar, который теперь получил изменяемые фазы газораспределения VVT, его мощность составляла 325 л. с. Дополнительно предлагались аудиосистема Bose с семью динамиками и проекционный дисплей лобового стекла с системой Night Vision, радарный круиз-контроль.

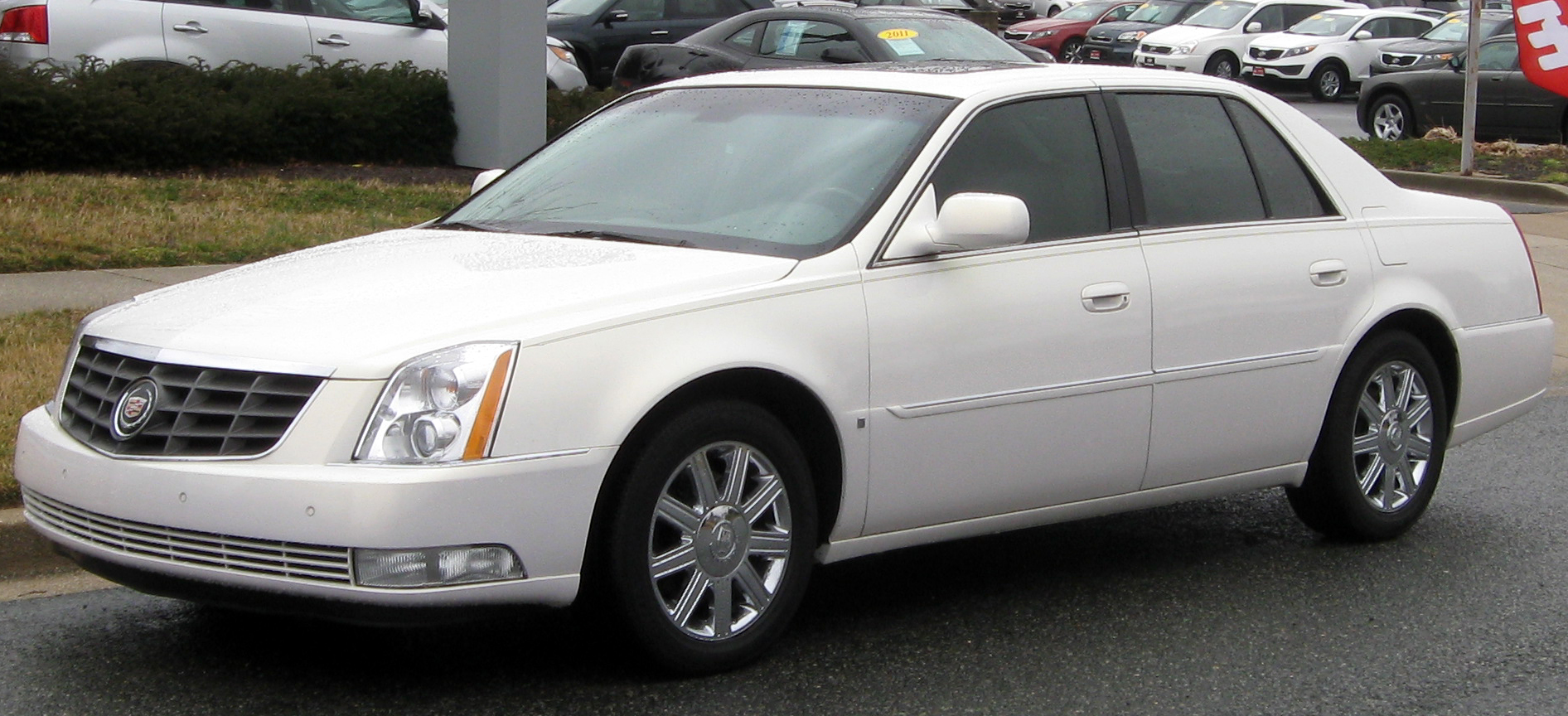
Cadillac DTS
Когда производство DeVille было прекращено, возникла необходимость в новом полноразмерном седане бизнес-класса. Cadillac DTS был построен на переднеприводной платформе General Motors G, став таким образом единственным переднеприводным «Кадиллаком» в новом семействе. Автомобили оснащались только двигателем V8 Northstar мощностью 300 л. с. без VVT. DTS также оснащался «корпоративными» подвеской MagneRide, стереосистемой Bose, системой NightVision, массажными креслами с подогревом и охлаждением и др.
Автомобиль также был шасси для традиционных для Cadillac спецавтомобилей; лимузинов, катафалков, цветочных автомобилей и автомобиля президента США, который впервые был бронирован.
Cadillac SRX
Первый компактный кроссовер Cadillac, появившийся в 2006 году, основанный на «легковой» платформе GM Sigma. Как и Cadillac STS, кроссовер имел версии с задним и полным приводом. В полноприводной версии крутящий момент  на переднюю ось передавался от раздаточной коробки, установленной на АКПП. Как и для STS, в полноприводной версии был доступен двигатель V8 Northstar объёмом 4,6 л.

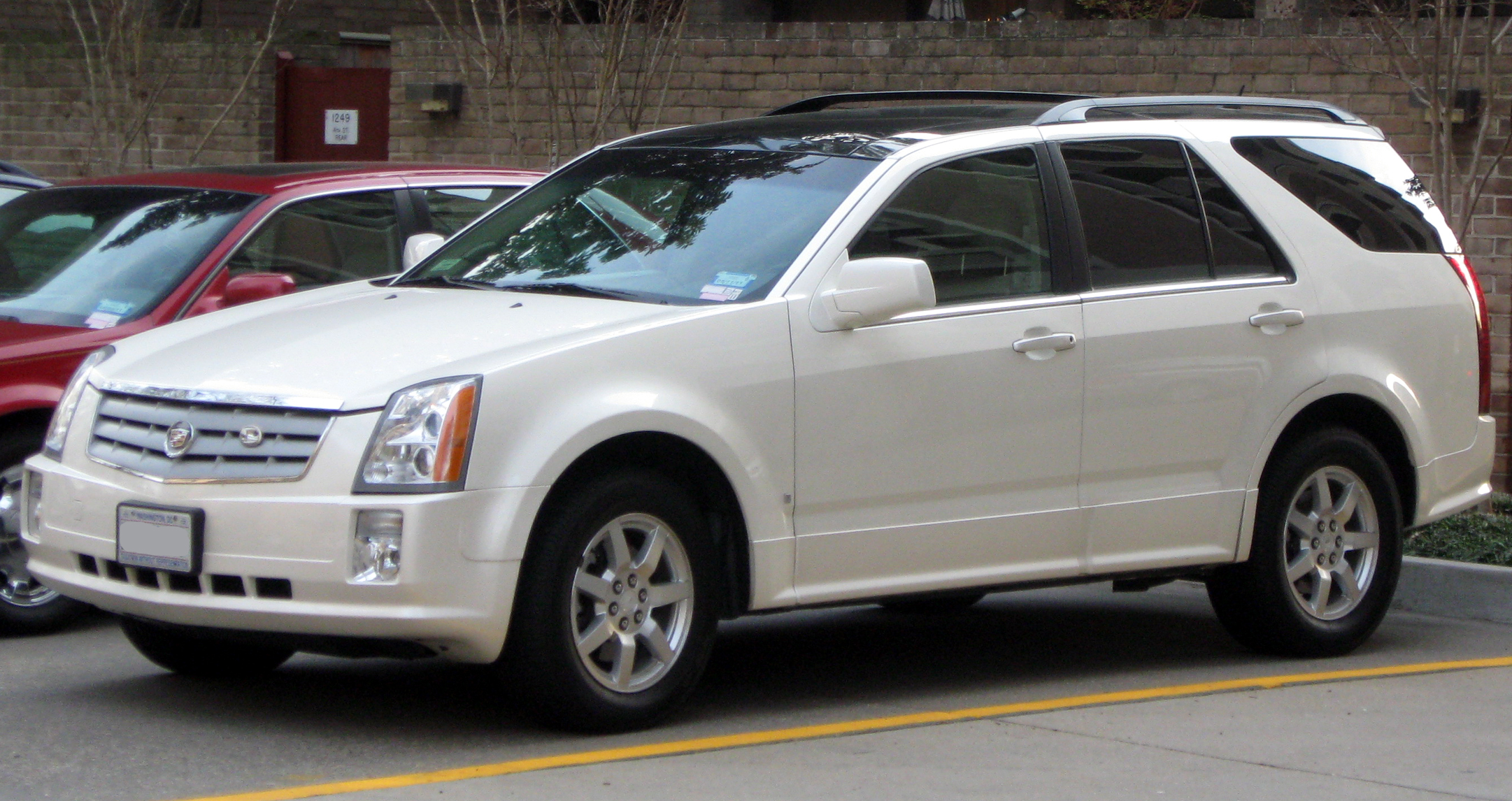
Cadillac SRX первого поколения

Второе поколение, представленное в 2009 году, стало самой продаваемой моделью «эпохи искусства и науки».

### «Эпоха искусства и науки»

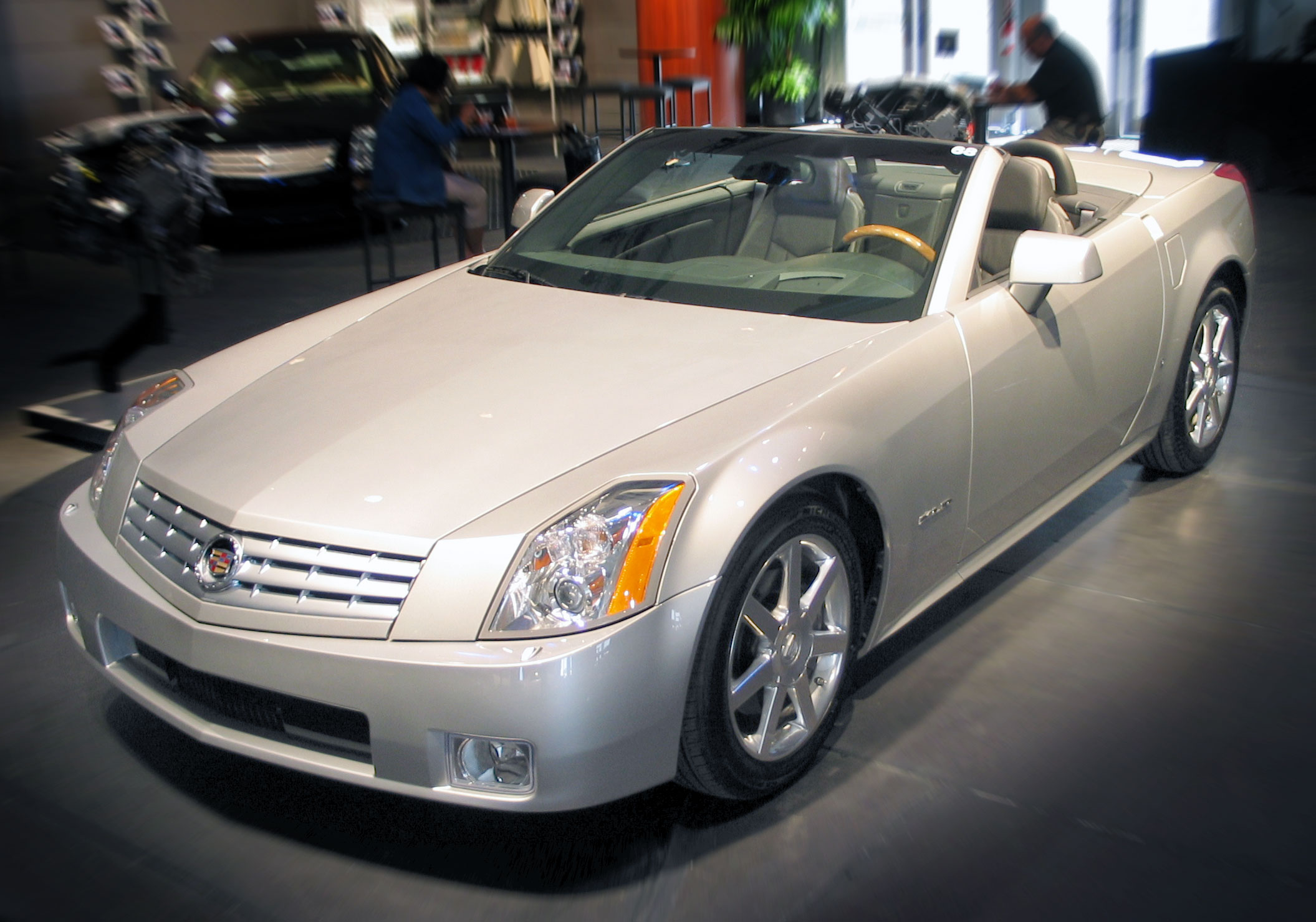
Кадиллак XLR 2006 г.

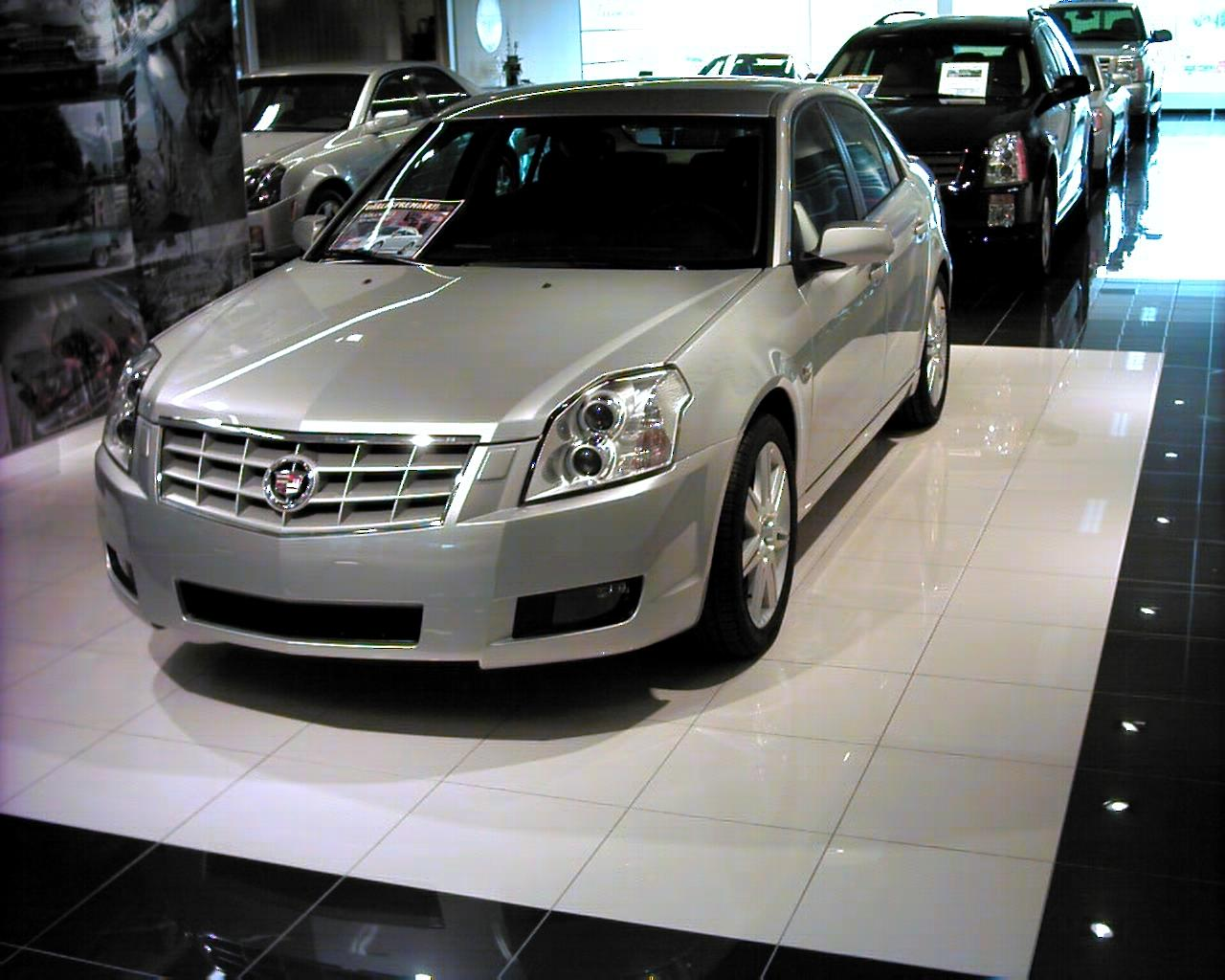
Кадиллак BLS

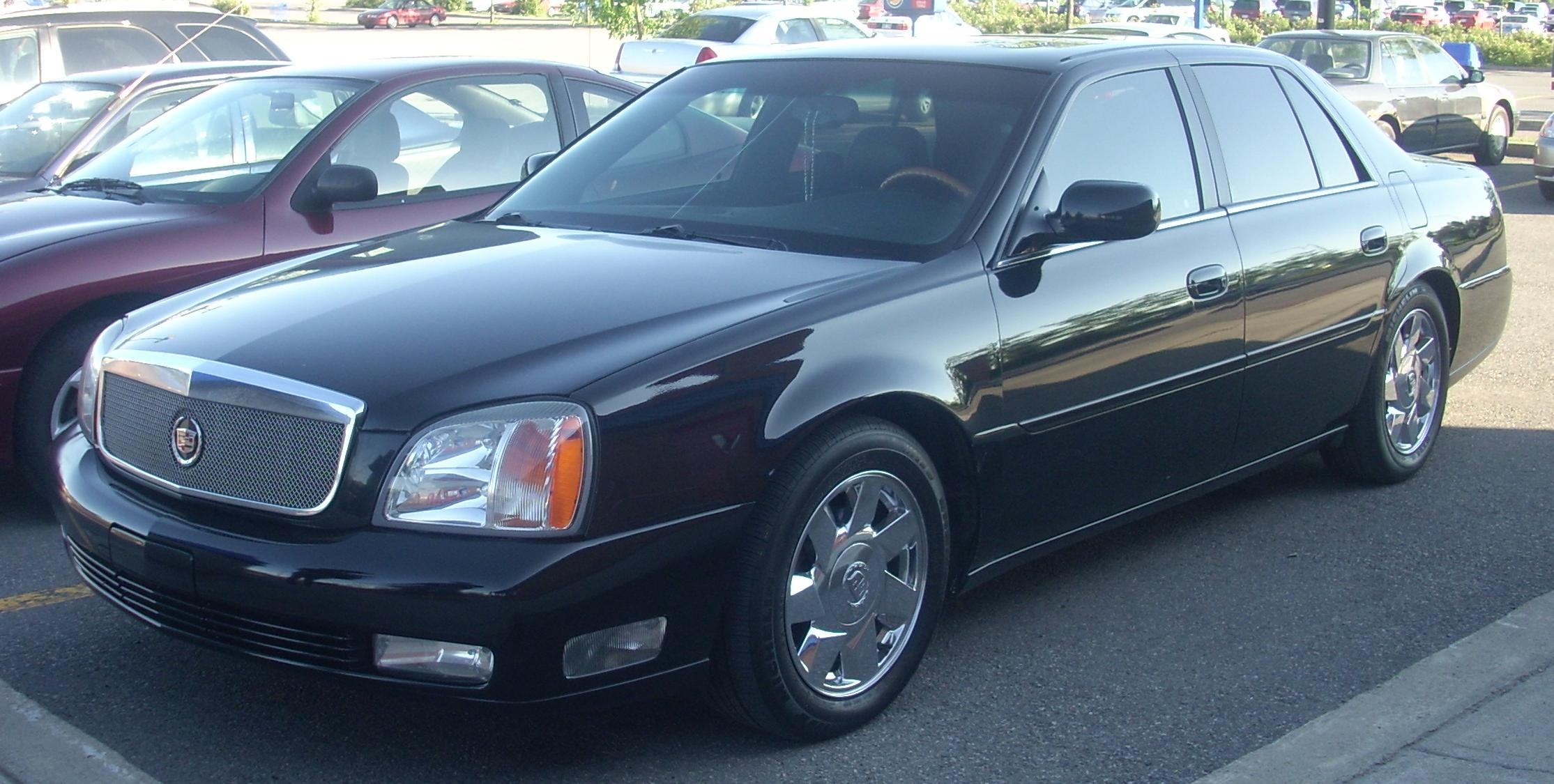
Кадиллак De Ville (2000—2005) 2000 г., DTS.

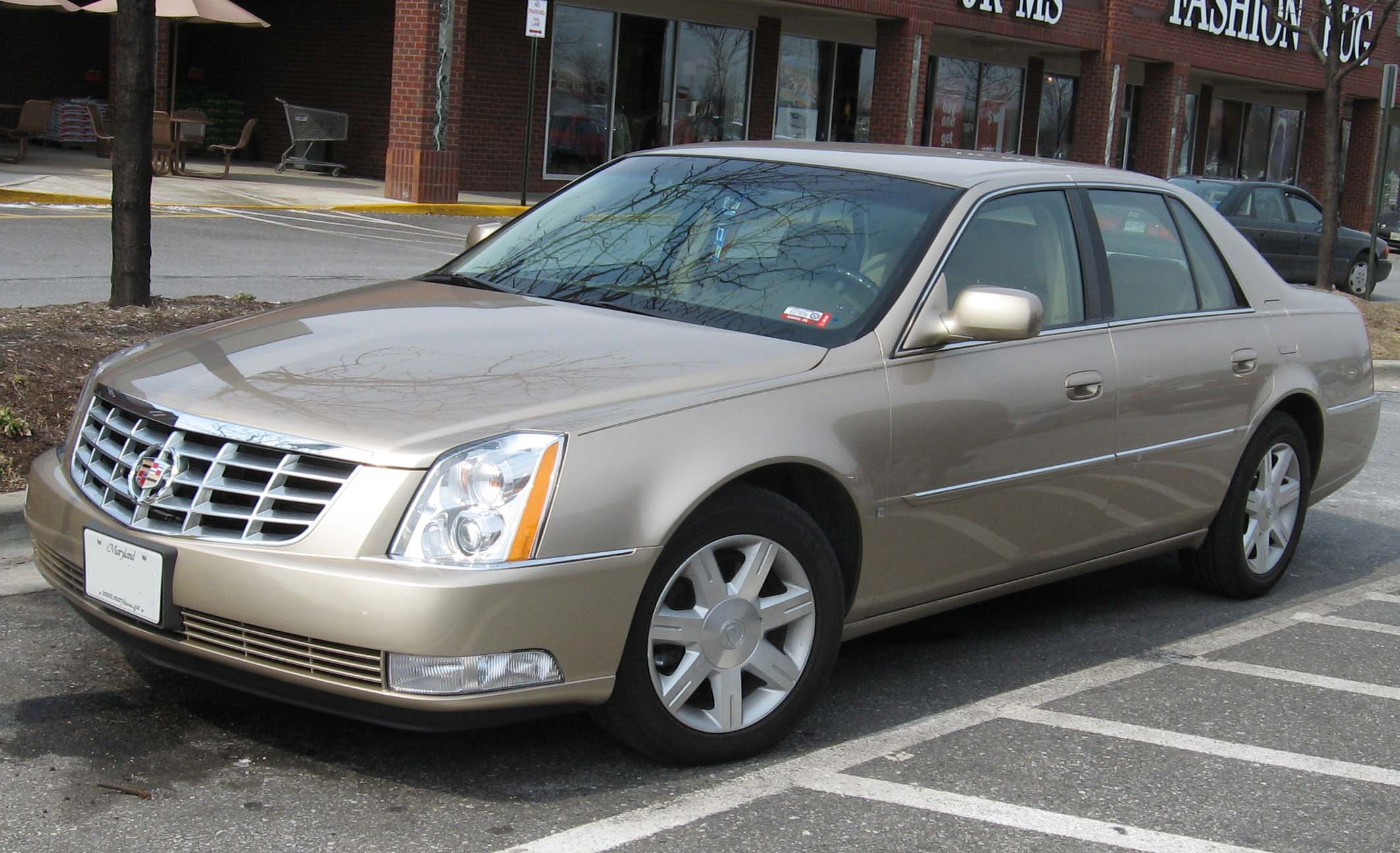
Кадиллак DTS 2006—2007 гг.

С началом XXI века компания не пошла по пути производства «нео-ретро» моделей, таких как Ford Thunderbird 2002 года или Volkswagen New Beetle. Новая философия компании называлась «искусство и наука» (Art and science, «A&S»), которая заключалась «в соединение твёрдых линий, тяжёлых изгибов и острых углов — язык форм, выражающий энергичный, высокотехнологичный дизайн и обеспечивающий технологию его реализации». Этот язык нового дизайна распространялся с исходного CTS по всему модельному ряду, вплоть до родстера XLR.Новый модельный ряд Кадиллака включал преимущественно заднеприводные и полноприводные седаны, родстеры, кроссоверы и SUV. Единственные исключения — переднеприводной Cadillac BLS, который не продавался в Северной Америке и представлял собой ребэджинг SAAB 9-3, и Cadillac DTS. Модели были призваны конкурировать с машинами сегмента класса «люкс» немецких и японских производителей. Новым флагманом стал Cadillac CTS-V второго поколения, прямой конкурент BMW M5. Версия CTS-V с наддувным верхнеклапанным двигателем GM LSA объёмом 6,2 л, ведущим свою родословную ещё с 1955 года, и с коробкой-автоматом прошла круг Нюрбургринга за 7:59.32, рекордное время для серийно выпускаемых седанов.
Несмотря на изобретение Кадиллака заново, с брендом фирмы до конца десятилетия работали мало из-за банкротства Дженерал Моторс. Ряд топовых моделей на базе концепт-кара Кадиллак Шестнадцать (Cadillac Sixteen) был отменён, наряду с заменой двигателя Нортстар (Northstar). Поскольку производство Кадиллака моделей STS и DTS планируется завершить, Кадиллак остаётся без достойной топовой модели. В разработке находился небольшой заднеприводной седан, но исходя из сообщений, предполагается, что он будет продвигаться в платформу Эпсилон II и займёт позицию ниже, чем ряд Кадиллак CTS. Тем не менее, Кадиллак начал разработку второго поколения Кадиллак SRX в 2009 г. SRX основывается на платформе Тэта Премиум и предлагается как в переднеприводном, так и в полноприводном вариантах.
Также сообщается, что в 2014 г. Escalade продвинется в платформу Лямбда, но к этому времени может оказаться, что Кадиллак продолжит свою архитектуру кузова на раме с перепроектированием в 2013. Кадиллак на платформе Лямбда будет запущен в производство, чтобы дополнить будущий Escalade, который может оказаться дороже чем современная модель. В 2010 г. Кадиллак выставил концепт-кар XTS Platinum и заявил о намерениях выпустить переднеприводной и полноприводной седан на платформе Super Epsilon. Также, в конце 2009 г. Дженерал Моторс анонсировала, что грядущий конкурент BMW 3, Cadillac ATS, будет запущен в производство на заднеприводной и полноприводной платформе Альфа в 2013 г.
Отчёты выявили, что Дженерал Моторс дала зелёный свет не только конкуренту BMW 7 на платформе Дзета, ни и другому концепту, на той же платформе основывающемуся на концепте Кадиллак Шестнадцать. Доклады предполагают, что последний получит ценник вплоть до 125 000 USD и будет позиционироваться как венец достижений Кадиллака. Также обнаружилось, что следующий CTS, запланированный к выпуску в 2013 г., передвинется в длиннобазный вариант выходящей в скором времени платформы Альфа. Ожидается рост стоимости и веса, а также потеря вариантов купе и универсал. Отсюда следует, что к середине 2010 гг. Кадиллак оставит производство полного модельного ряда автомобилей.
ТехнологииАдаптивная подвеска
В 2018 году Cadillac впервые за послевоенную историю перестал быть самым популярным национальным премиум-брендом на американском рынке — его обогнала Tesla.

## Модельный ряд
- Series 452: 1930 г. — 1937 г.
- Series 355: 1931 г. — 1935 г.
- Series 370: 1931 г. — 1935 г.
- Series 60: 1936 г. — 1939 г.
- Series 70/75: 1936 г. — 1937 г.
- Series 80/85: 1936 г. — 1937 г.
- Series 65: 1937 г. — 1938 г.
- Series 60 Special I: 1938 г. — 1941 г.
- Series 72/75: 1938 г. — 1940 г.
- Series 90: 1938 г. — 1940 г.
- Series 61 I: 1939 г.
- Series 62 I: 1940 г. — 1941 г.
- Series 61 II: 1941 г.
- Series 63: 1941 г.
- Series 67/75: 1941 г. — 1949 г.
- Series 60 Special II: 1942 г. — 1947 г.
- Series 61 III: 1942 г. — 1947 г.
- Series 62 II: 1942 г. — 1947 г.
- Series 60 Special III: 1948 г. — 1949 г.
- Series 61 IV: 1948 г. — 1951 г.
- Series 62 III: 1948 г. — 1953 г.
- Series 60 Special IV: 1950 г. — 1953 г.
- Series 75: 1950 г. — 1953 г.
- Eldorado I: 1953 г.
- Eldorado II: 1954 г. — 1956 г.
- Series 60 Special V: 1954 г. — 1956 г.
- Series 62 IV: 1954 г. — 1956 г.
- Series 75: 1954 г. — 1956 г.
- Eldorado III: 1957 г. — 1958 г.
- Series 60 Special VI: 1957 г. — 1958 г.
- Series 62 V: 1957 г. — 1958 г.
- Series 75: 1957 г. — 1958 г.
- Eldorado IV: 1959 г. — 1960 г.
- Coupe de Ville I: 1959 г. — 1960 г.
- Sedan de Ville I: 1959 г. — 1960 г.
- Series 60 Special VII: 1959 г. — 1960 г.
- Series 62 VI: 1959 г. — 1960 г.
- Series 75: 1959 г. — 1960 г.
- Coupe de Ville II: 1961 г. — 1964 г.
- Sedan de Ville II: 1961 г. — 1964 г.
- Eldorado V: 1961 г. — 1964 г.
- Series 60 Special VIII: 1961 г. — 1964 г.
- Series 62 VII: 1961 г. — 1964 г.
- Series 75: 1961 г. — 1965 г.
- Coupe de Ville III: 1965 г. — 1970 г.
- Sedan de Ville III: 1965 г. — 1970 г.
- Eldorado VI: 1965 г. — 1966 г.
- Calais I: 1965 г. — 1970 г.
- Series 60 Special IX: 1965 г. — 1970 г.
- Series 75: 1965 г. — 1970 г.
- Eldorado VII: 1967 г. — 1970 г.
- Coupe de Ville IV: 1971 г. — 1976 г.
- Sedan de Ville IV: 1971 г. — 1976 г.
- Eldorado VIII: 1971 г. — 1978 г.
- Calais II: 1971 г. — 1976 г.
- Series 60 Special X: 1971 г. — 1976 г.
- Series 75: 1971 г. — 1976 г.
- Seville I: 1975 г. — 1979 г.
- Fleetwood Brougham I: 1977 г. — 1986 г.
- Coupe de Ville V: 1977 г. — 1984 г.
- Sedan de Ville V: 1977 г. — 1984 г.
- Eldorado IX: 1979 г. — 1985 г.
- Seville II: 1980 г. — 1985 г.
- Cimarron: 1982 г. — 1988 г.
- Coupe de Ville VI: 1985 г. — 1988 г.
- Sedan de Ville VI: 1985 г. — 1993 г.
- Fleetwood I: 1985 г. — 1992 г.
- Series 75 XI: 1985 г. — 1987 г.
- Eldorado X: 1986 г. — 1991 г.
- Seville III: 1986 г. — 1991 г.
- Brougham: 1987 г. — 1992 г.
- Series 60 Special XI: 1987 г. — 1993 г.
- Allante: 1987 г. — 1993 г.
- Coupe de Ville VII: 1990 г. — 1993 г.
- Fleetwood Brougham II: 1993 г. — 1996 г.
- Fleetwood II: 1993 г. — 1996 г.
- Seville IV: 1992 г. — 1997 г.
- Eldorado XI: 1992 г. — 2002 г.
- Fleetwood II: 1993 г. — 1996 г.
- Sedan de Ville VII: 1994 г. — 1999 г.
- Caterra: 1997 г. — 2001 г.
- Seville V 1998: г. — 2004 г.
- Escalade I: 1999 г. — 2000 г.
- Sedan de Ville VIII: 2000 г. — 2005 г.
- Escalade II: 2002 г. — 2006 г.
- Escalade EXT I: 2002 г. — 2006 г.
- CTS I: 2002 г. — 2007 г.
- CTS-V I: 2004 г. — 2007 г.
- SRX I: 2004 г. — 2009 г.
- XLR: 2004 г. — 2009 г.
- STS I: 2005 г. — 2007 г.
- STS-V: 2005 г. — 2010 г.
- BLS: 2005 г. — 2009 г.
- DTS: 2005 г. — 2011 г.
- Escalade III: 2007 г. — 2014 г.
- Escalade EXT II: 2007 г. — 2013 г.
- CTS II: 2008 г. — 2013 г.
- STS II: 2008 г. — 2011 г.
- CTS-V II: 2009 г. — 2015 г.
- SRX II: 2009 г. — 2016 г.
- ATS: 2012 г. — 2019 г.
- XTS: 2012 г. — 2019 г.
- CTS III: 2013 г.— 2019 г.
- ELR: 2013 г. — 2016 г.
- Escalade IV: 2014 г.— 2020 г.
- ATS-V: 2016 г.— 2019 г.
- CTS-V III: 2016 г.— 2019 г.
- CT6: 2016 г.— …
- XT5: 2016 г.—…
- CT5: 2019 г.—…
- CT4: 2020 г.— ...
- XT6: 2020 г.— ...
- Celestiq: 2022 г. — ...
- Lyriq: 2022 г.— …
- GT4: 2023 г.—…
- Escalade IQ: 2025 г.—…

## Галерея

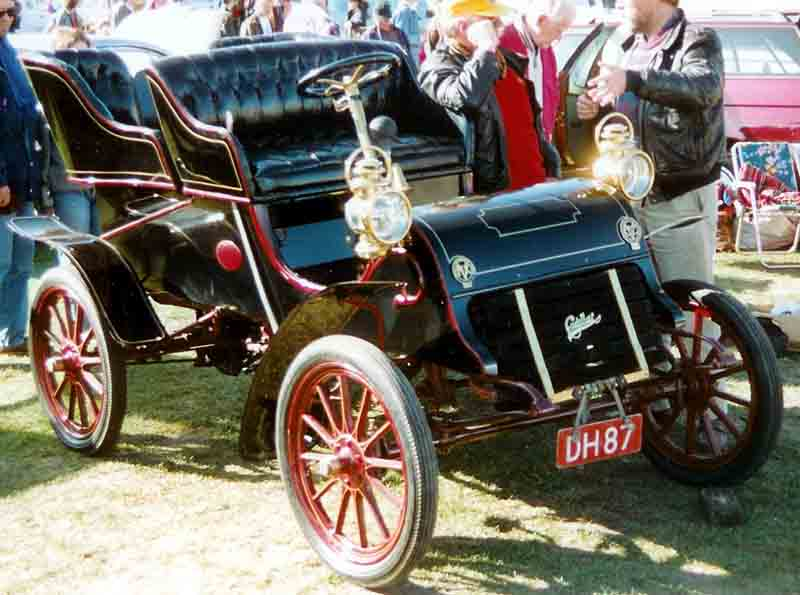
Кадиллак Model A Tonneau 1903 г.
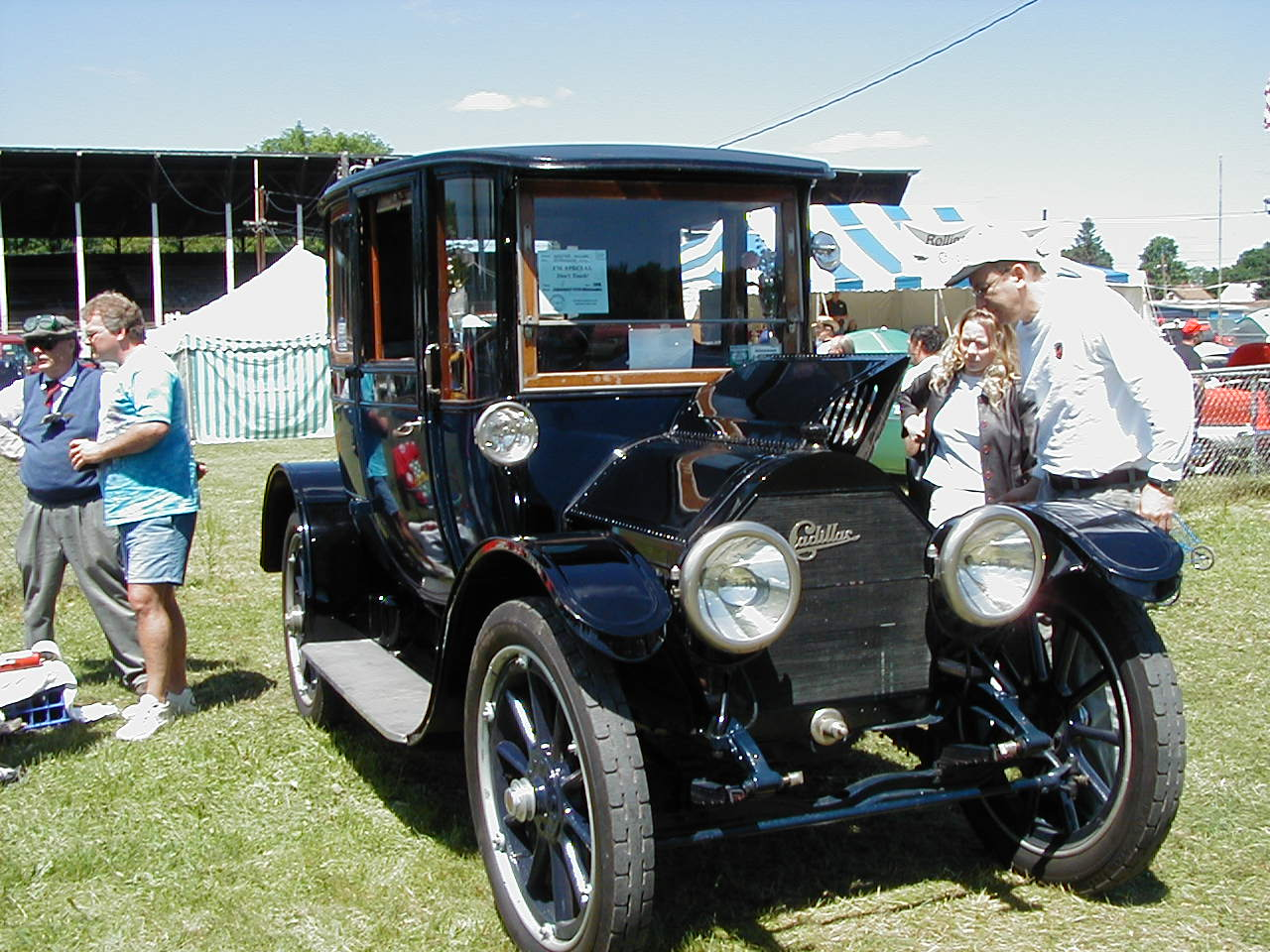
Кадиллак 1917 г.
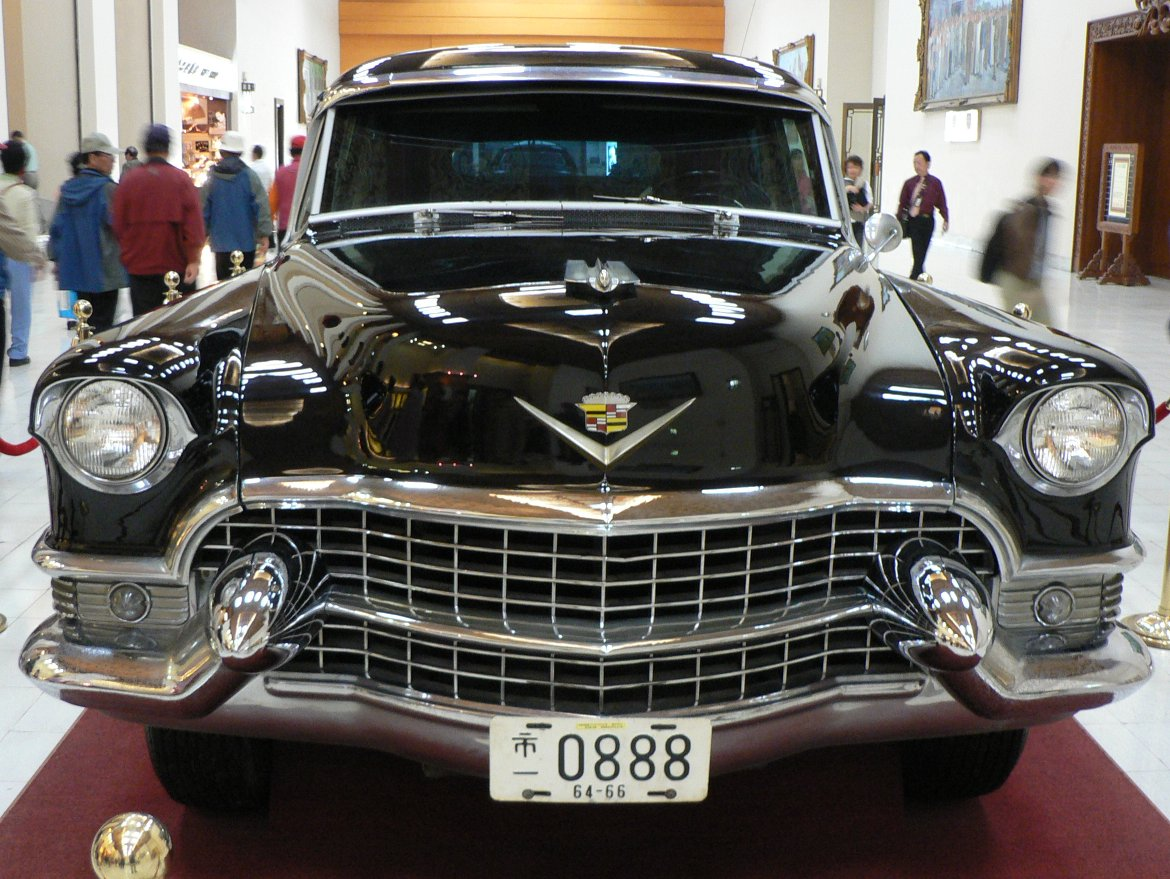
Кадиллак Чан Кайши
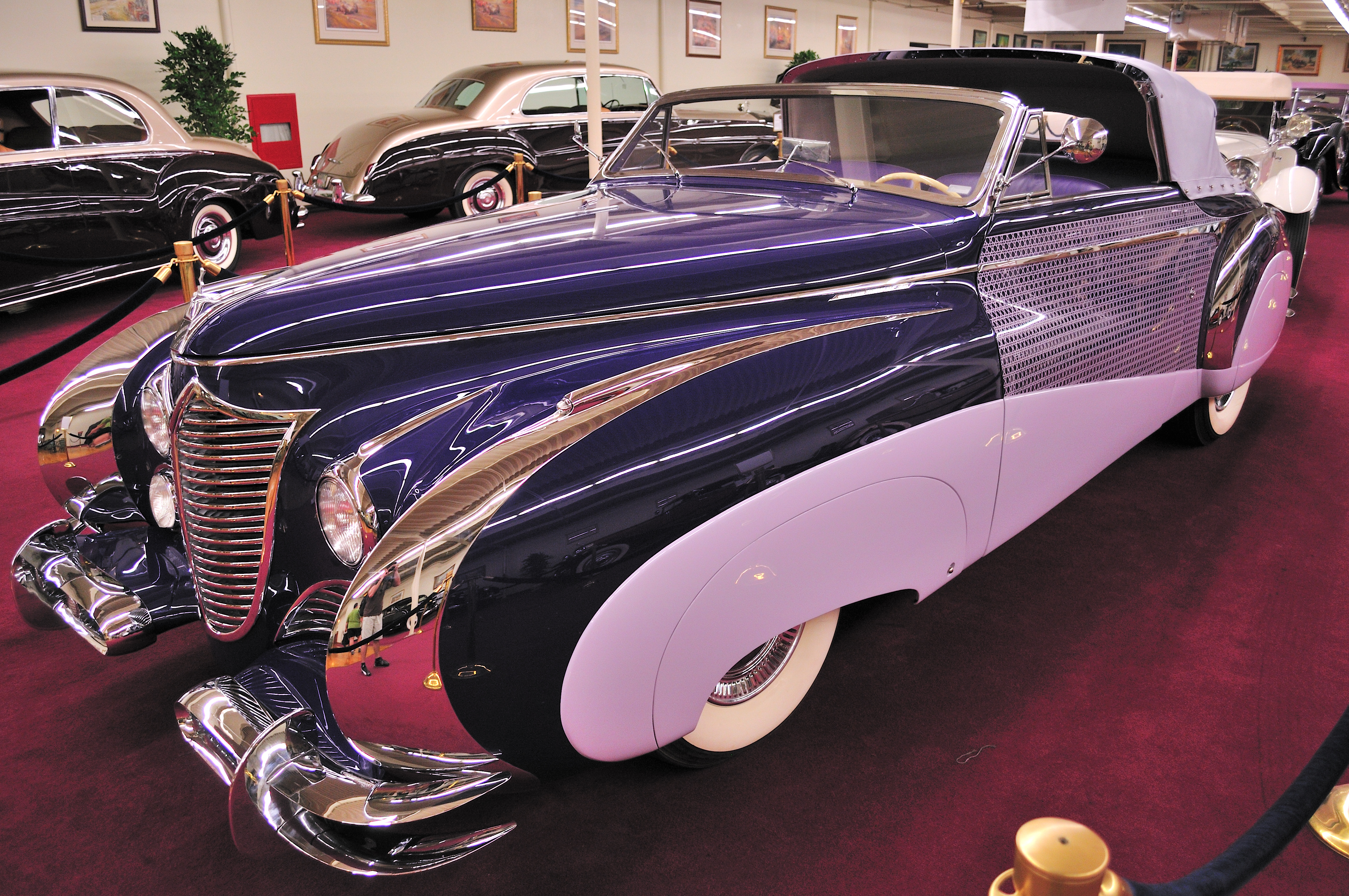
Кадиллак Series 62 1948 года с кузовом французского ателье Saoutchik
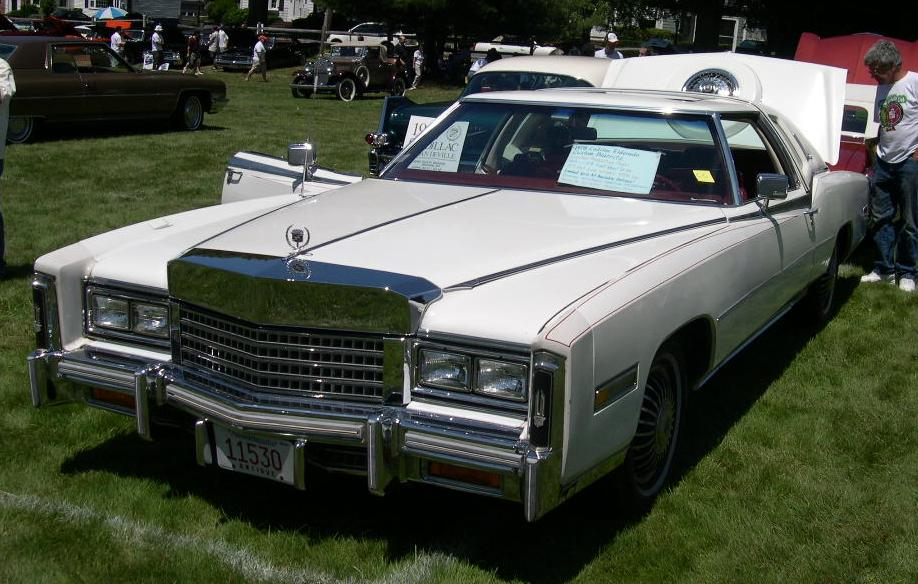
Кадиллак Eldorado Biarritz 1976 года. Примерно на такой машине Брежнев катал Киссинджера
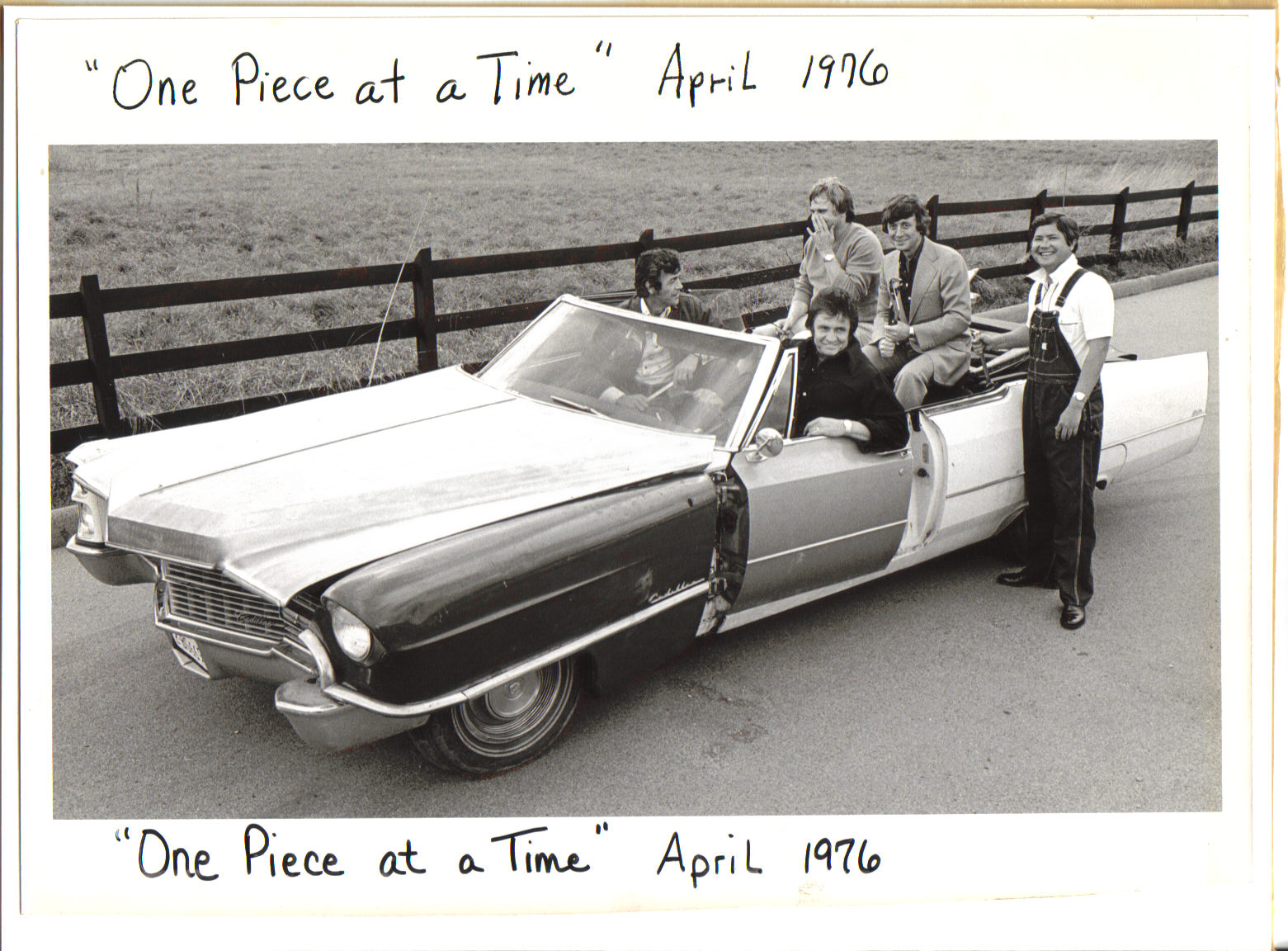
Кадиллак и Джонни Кэш
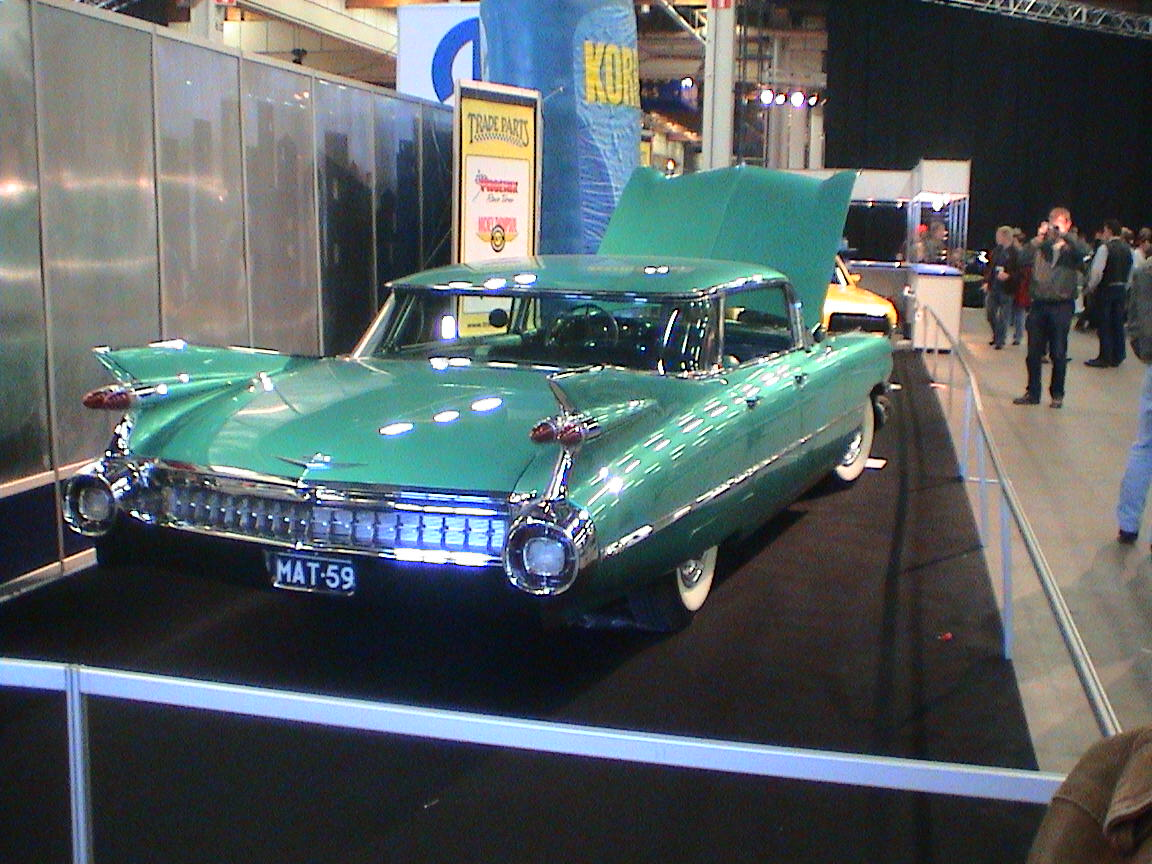
Кадиллак Sedan De Ville, 1959
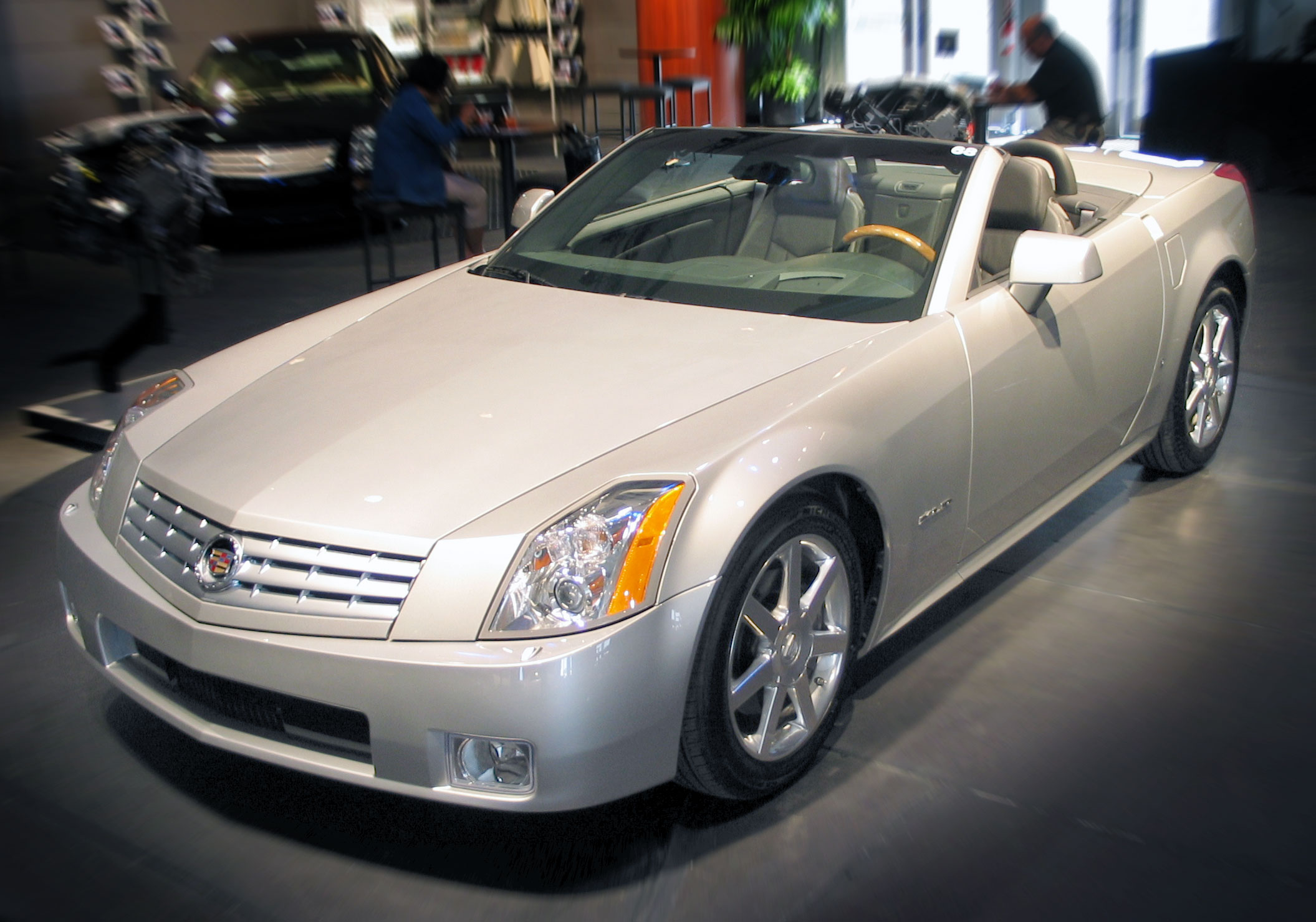
Кадиллак XLR 2004 г.
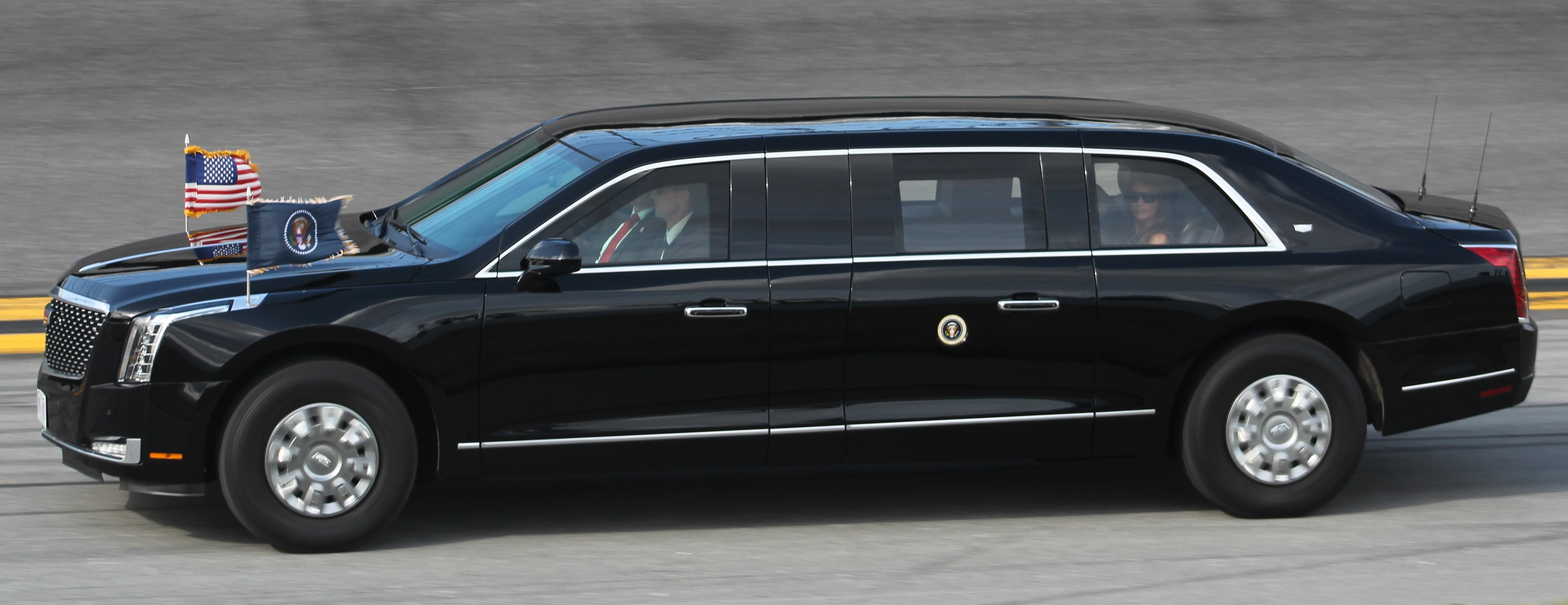
Cadillac One  Автомобиль президента США 2018
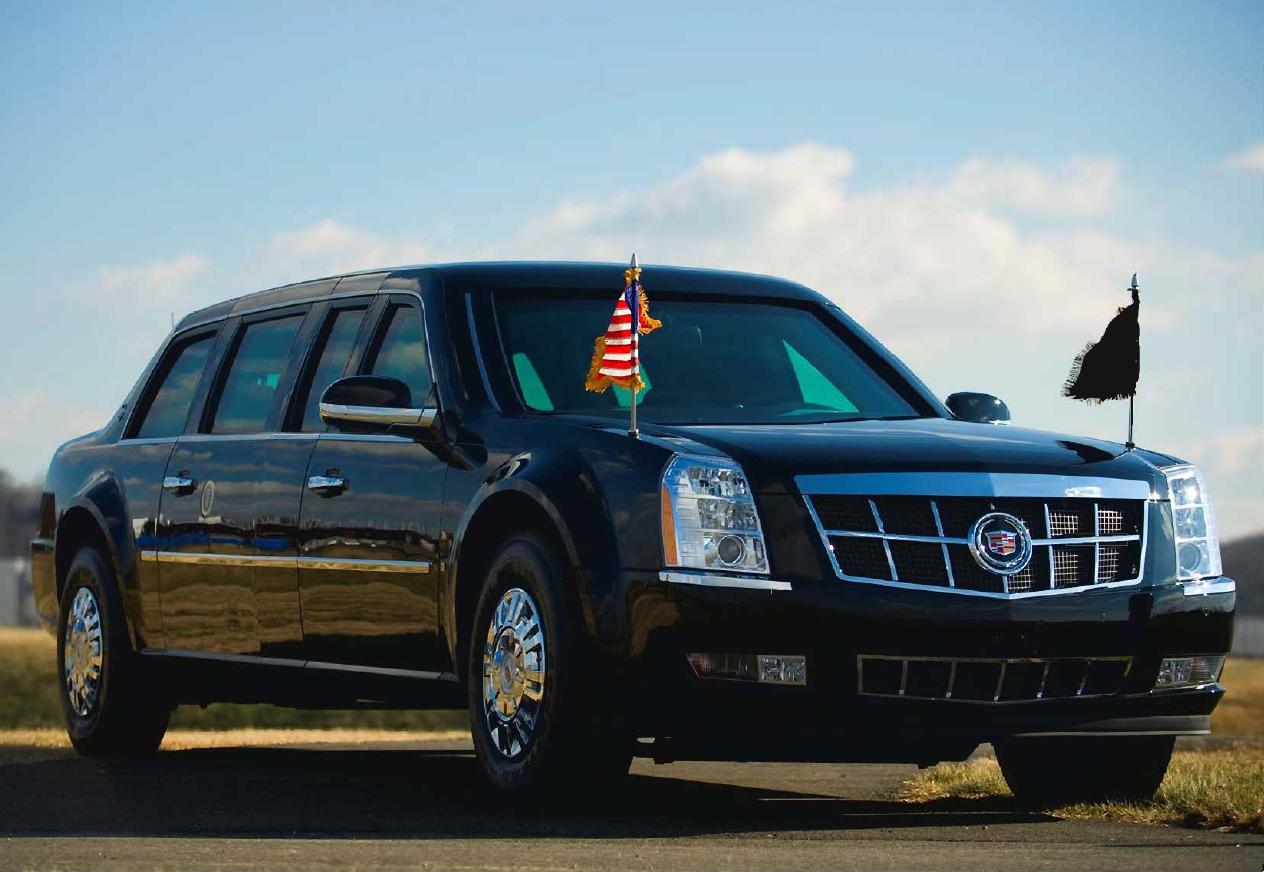
Cadillac One  Автомобиль президента США 2009-2018
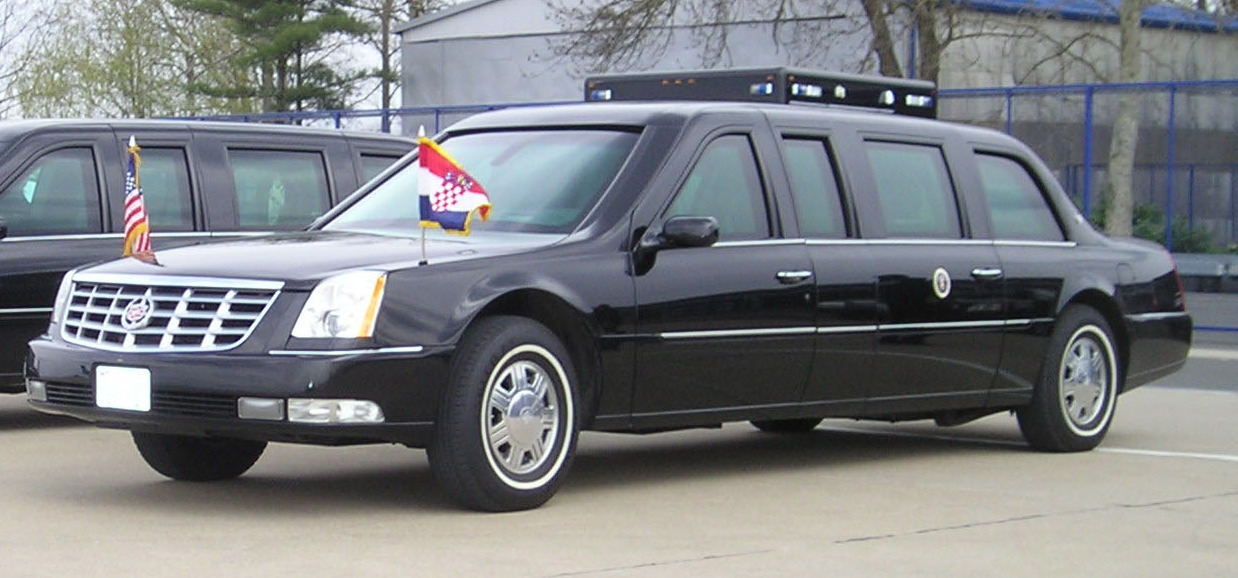
Cadillac DTS Автомобиль президента США 2001-2009
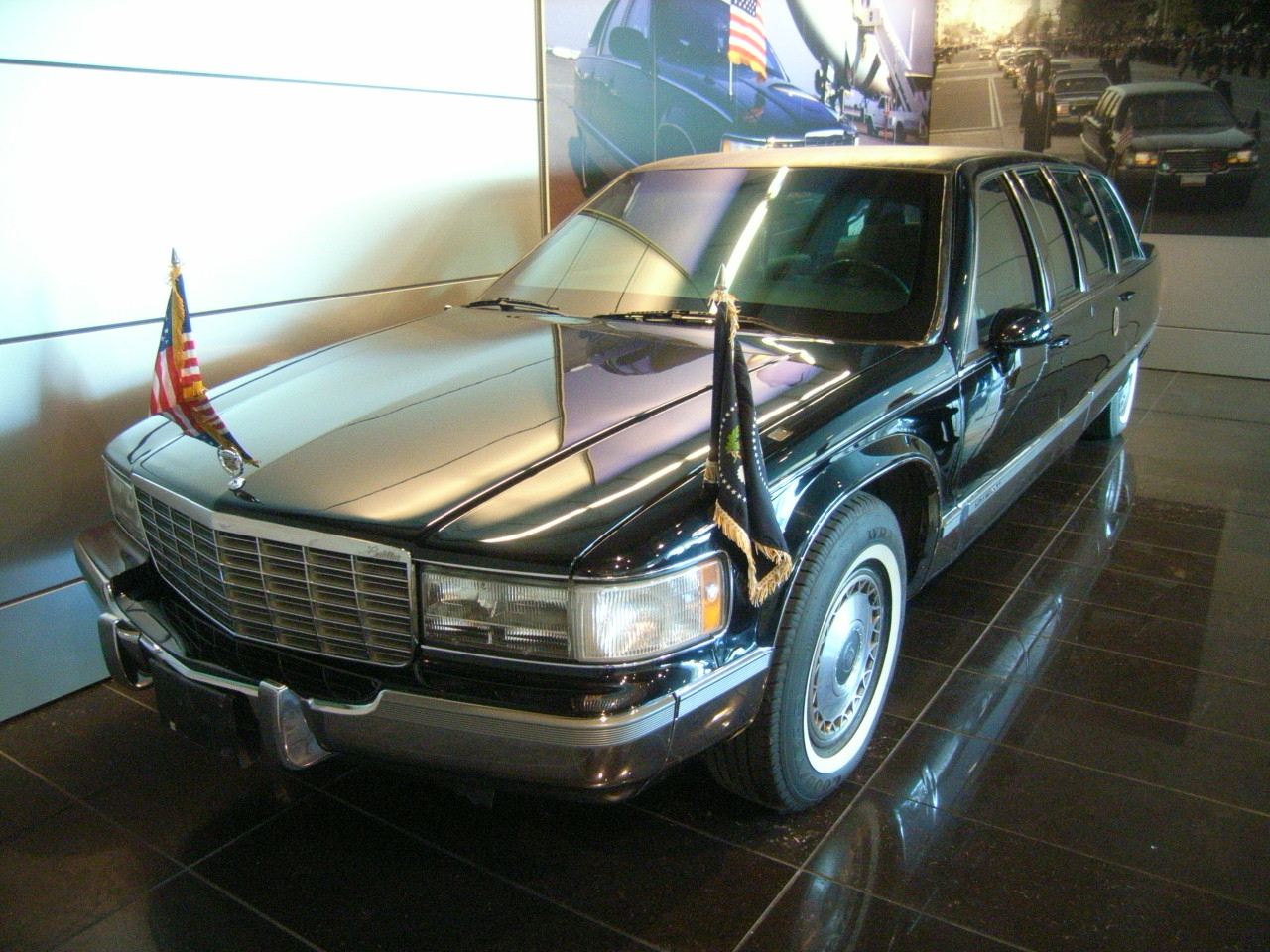
Кадиллак Fleetwood 1993
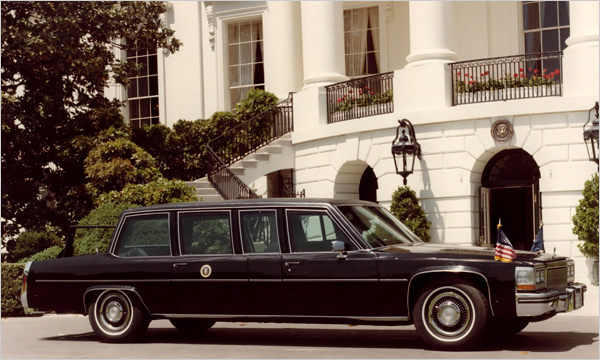
Кадиллак Fleetwood 1983
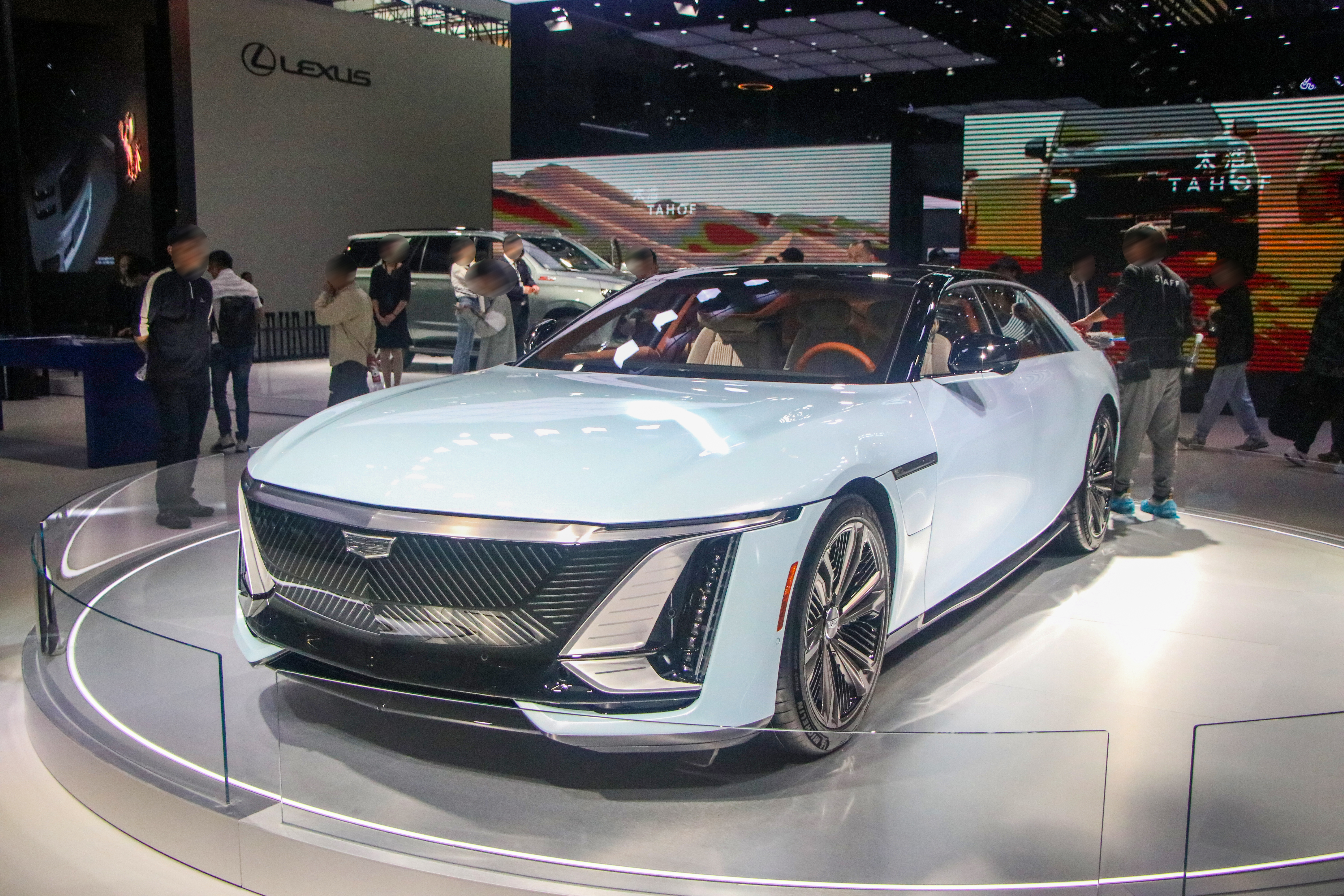
Cadillac Celestiq 2022
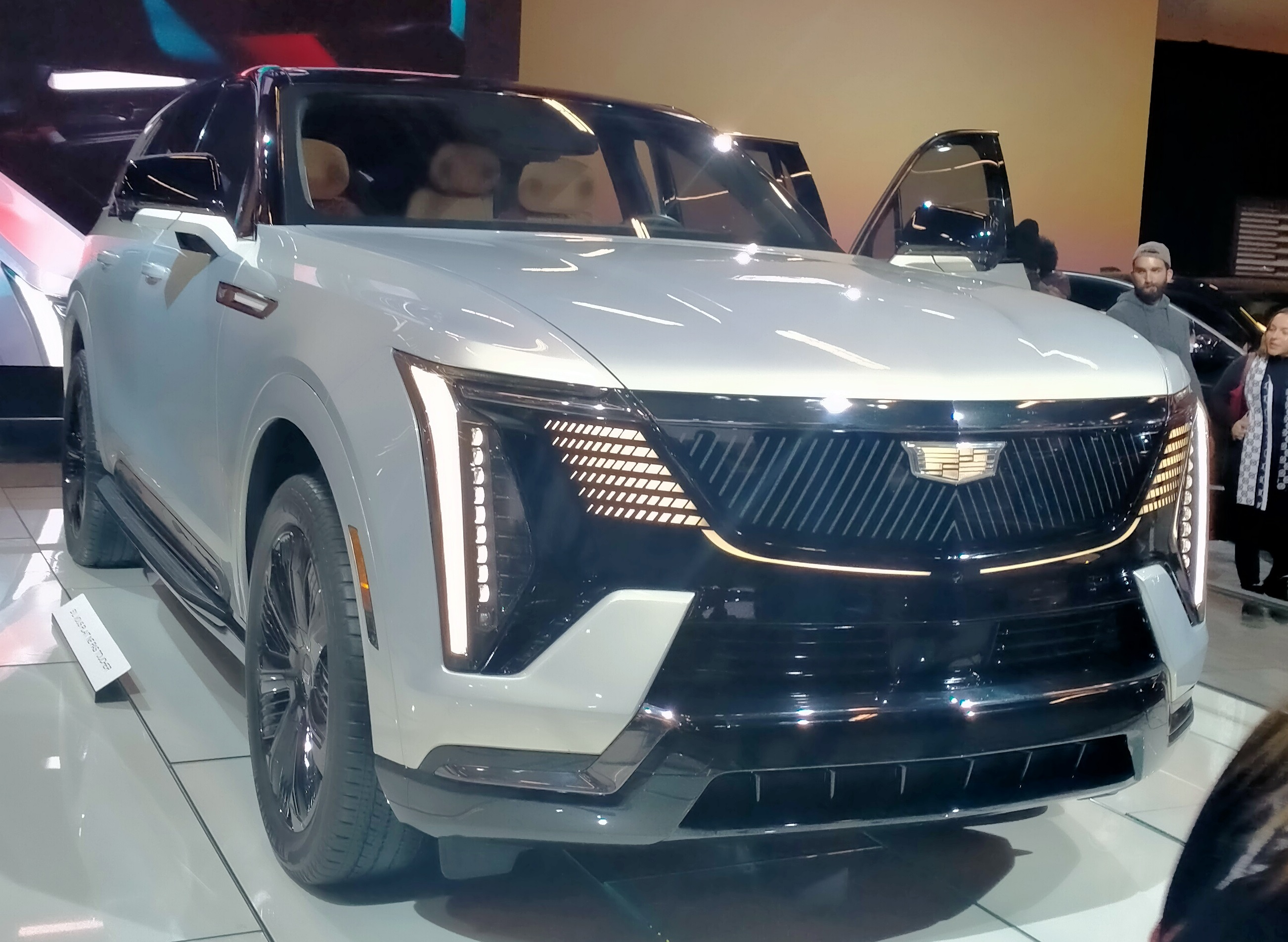
Cadillac Escalade IQ 2024

## Концепт-кары
- Cadillac Imaj[англ.] 2000 г.
- Cadillac Cien[англ.] 2002 г.
- Cadillac Sixteen[англ.] 2003 г.
- Cadillac World Thorium Fuel 2009 г.
- Cadillac Converj 2009 г.
- Cadillac Urban Luxury[англ.] 2010 г.
- Cadillac Ciel[англ.] 2011 г.
- Cadillac Elmiraj[англ.] 2013 г.
- Cadillac Escala 2016 г.

## Продажи в США
- 1996: 170 379
- 1997: 182 624
- 1998: 187 343
- 1999: 178 507
- 2000: 189 154
- 2001: 172 083
- 2002: 199 748
- 2003: 216 090
- 2004: 234 700
- 2005: 235 002
- 2006: 227 014
- 2007: 214 726
- 2008: 161 159
- 2009: 109 092
- 2010: 146 925
- 2011: 152 389
- 2012: 149 782
- 2013: 182 543[11]